# Großer Heuberg
Der Große Heuberg, meist nur Heuberg genannt, ist mit seinen dünn besiedelten Hochflächen und Gipfeln von 850 bis 1015,7 m der höchste Teil der Schwäbischen Alb. Die baden-württembergischen Landkreise Zollernalb, Tuttlingen und Sigmaringen haben Anteil am Großen Heuberg. Er bildet den Hauptanteil der Südwestalb bzw. der Hohen Schwabenalb.
Die Hochflächenlandschaft zeichnet sich durch großflächige, meist extensiv genutzte Wiesenkomplexe aus, die mit Lesesteinriegeln, Hecken sowie Magerrasen und Felsen durchsetzt sind. An den steilen, bis zu 400 Metern hohen Hängen des Albtraufs dominieren, anders als in sonstigen Teilen der Schwäbischen Alb, Nadel- und Mischwälder. Die Hänge der Flusstäler sind geprägt durch naturnahe extensiv genutzte Schlucht- und Hangwälder im Übergang zu Wacholderheiden und Magerrasen, wobei die Auen meist als Grünland genutzt werden. Besonders beeindruckend ist das Tal der Donau mit bis zu 200 Metern fast senkrecht aufragenden Felswänden.
Der Heuberg selbst ist schwach besiedelt. Erst durch die technischen Errungenschaften des 20. Jahrhunderts konnten dort die Lebensverhältnisse nach dem Zweiten Weltkrieg deutlich verbessert werden, während in früheren Zeiten karge Böden, das raue Gebirgsklima und der stete Wassermangel nur ein beschwerliches Leben zuließen und viele Bewohner zur Auswanderung veranlassten.
Die Gegend ist sowohl bei regionalen als auch überregionalen Wanderern, Kletterern, Wintersportlern, Radsportlern, Motorradfahrern und Segelfliegern ein beliebtes touristisches Ziel und Erholungsgebiet.

## Geographie

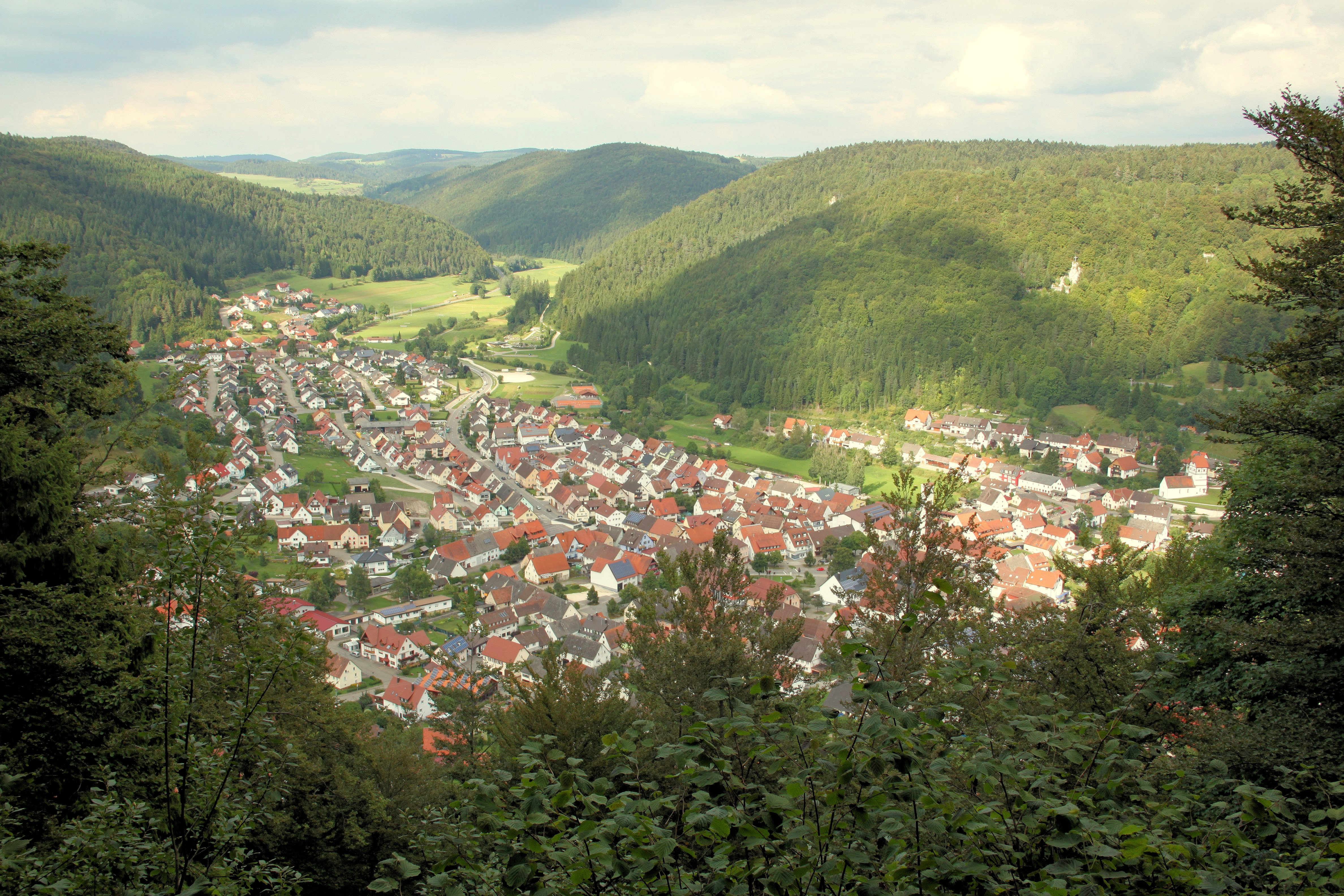
Das ungefähre Zentrum des Großen Heuberges liegt bei Nusplingen (723 m) im tief eingeschnittenen Bäratal

### Lage

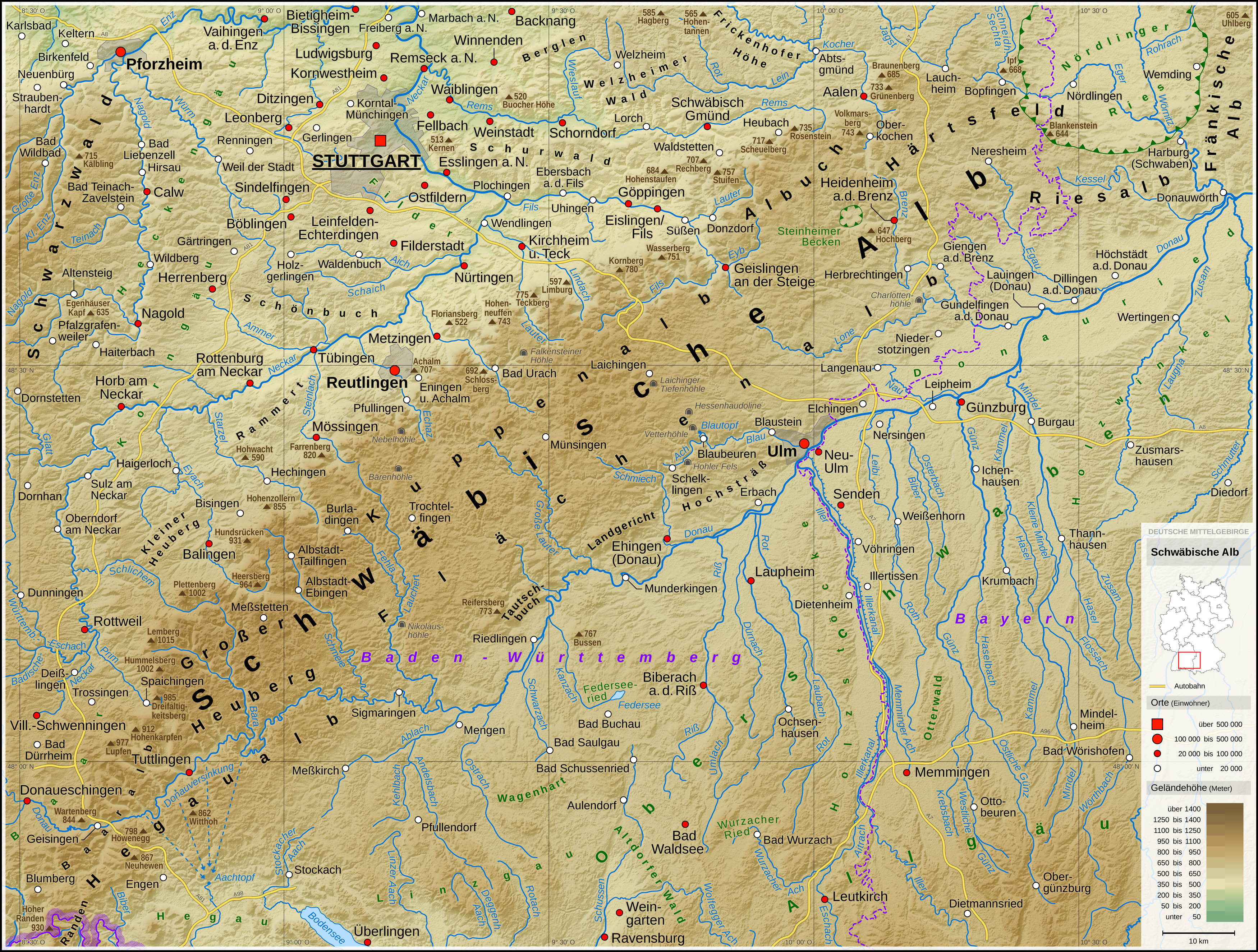
Der Große Heuberg liegt im Südwesten der Schwäbischen Alb und ist deren höchster Teil

Die Heubergregion im Südwesten der Alb hat eine etwa dreieckige Form mit den Seitenlängen von circa 22 × 25 × 25 km. Etwa im Zentrum des Naturraums liegen der Staufenberg (955,5 m) und der Ort Nusplingen.
Die südwestliche Region des Naturraums deckt sich großteils mit der touristisch definierten Region der 10 Tausender und dem Naturpark Obere Donau. Im Westen wird er begrenzt durch die Täler von Faulenbach und Prim sowie die Baarhochebene, im Norden durch den Albtrauf, im Osten durch die Täler der Eyach und der Schmiecha bzw. im engeren Sinne, ohne Hardt, durch die Täler der Schlichem und der Bära. Die südliche Grenze bildet die Donau, jedoch ragt der Badische Heuberg (häufiger Hegaualb genannt) auch über die Donau hinaus. Der nördliche Heuberg wird gleichzeitig zur Zollernalb gezählt.

### Naturräumliche Zuordnung und Gliederung

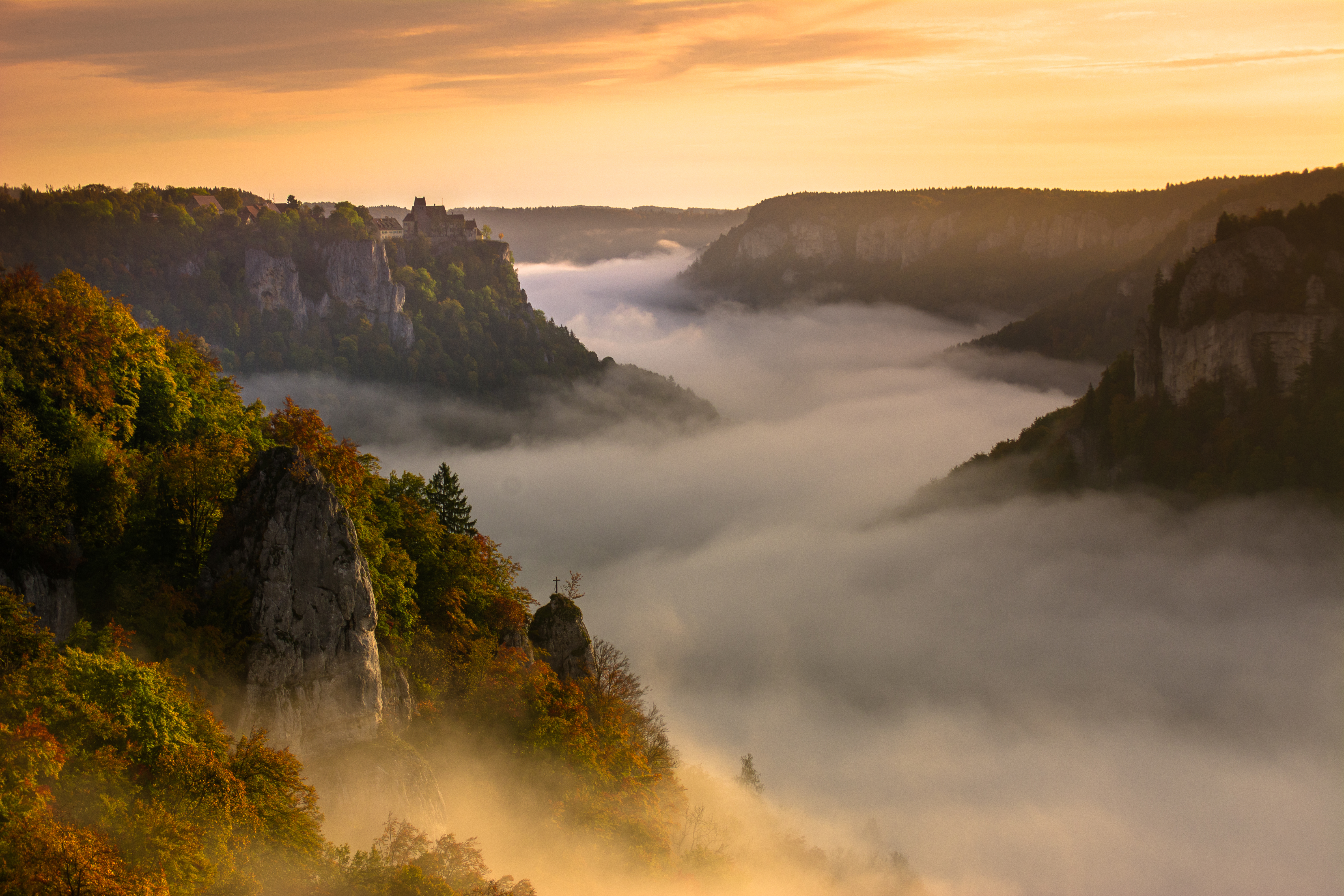
Herbstliches Oberes Donautal bei Sonnenaufgang. Auf den Felsen thront Schloss Werenwag. Der Große Heuberg reicht im Süden bis zur Donau

Nach der naturräumlichen Gliederung der Schwäbischen Alb wird die gesamte Heubergregion dem Naturraum 093.2 Hohe Schwabenalb im Südwestdeutschen Stufenland zugeordnet, ist mit ihm also weitgehend identisch. Auch Teile des Naturraums 092.31 Oberes Donautal werden üblicherweise zum Heuberg gezählt.
09 (=D60) Schwäbische Alb
- 093 Hohe Schwabenalb
  - 093.2 Großer Heuberg
    - 093.20 Westlicher Heuberg
    - 093.21 Östlicher Heuberg
    - 093.22 Hardt
    - 093.23 Südlicher Hardtrand

### Landschaftscharakter
Der Landschaftscharakter ist ausgesprochen vielfältig und abwechslungsreich, abhängig davon, um welchen Abschnitt des Heubergs es sich handelt.
Der nördliche, stark zertalte Heuberg ohne zusammenhängender Hochfläche weist besonders markante und schroffe Berggestalten auf, die zusammengefasst als Balinger Berge (höchster Gipfel: Dotternhausener Hörnle des Plettenbergmassivs, 1002 m) bekannt sind. Sie bilden einen der beeindruckendsten, höchsten und bekanntesten Teile am Albtrauf. Die hohe Reliefenergie mit lokalen Höhenunterschieden von über 400 Metern und die mit weißen Kalkfelsen besetzten Steilhänge lassen die Berggruppe schroff und alpin anmutend aussehen. So wurde zum Beispiel vom Wanderführerautor Julius Wais im Jahr 1901 der Ausblick vom Gräbelesberg (913 m) auf die umliegenden Berge als geradezu „hochgebirgsmäßig“ beschrieben. Der Hochgebirgscharakter wird durch die baumfreien, von Bergwiesen mit subalpiner und alpiner Reliktvegetation bewachsenen Gipfel verstärkt. In der montanen und hochmontanen Höhenstufe der Steilhänge dominieren die typischen Buchen-Tannen-Fichtenwälder der Südwestalb sowie in Baden-Württemberg einzigartige Block-Fichtenwälder.
Das östlich gelegene Hardt ist im Gegensatz dazu durch eine weitläufige und leicht hügelige Hochfläche geprägt. Durch die etwas geringere Höhe zwischen etwa 800 und 950 m war und ist sie Schwerpunkt der landschaftlichen Nutzung auf dem Heuberg.
Das Hardt wird durch das Bäratal von der westlichen Hochfläche zwischen Gosheim, Tuttlingen und Kolbingen getrennt, welche mit 900 bis knapp 1000 m höher liegt und den Albtrauf bildet. Zu den bekannten Erhebungen des westlichen Heubergs zählen der Dreifaltigkeitsberg (987,9 m), das Klippeneck (980 m), sowie der Lemberg (1015,7 m) als höchste Erhebung der gesamten Schwäbischen Alb. Die beiden zentralen, relativ reliefarmen Hochebenen fallen zu allen Seiten steil in die Flusstäler bzw. in das Vorland ab.

Die unterschiedlichen Landschaftscharaktere der Heubergregion
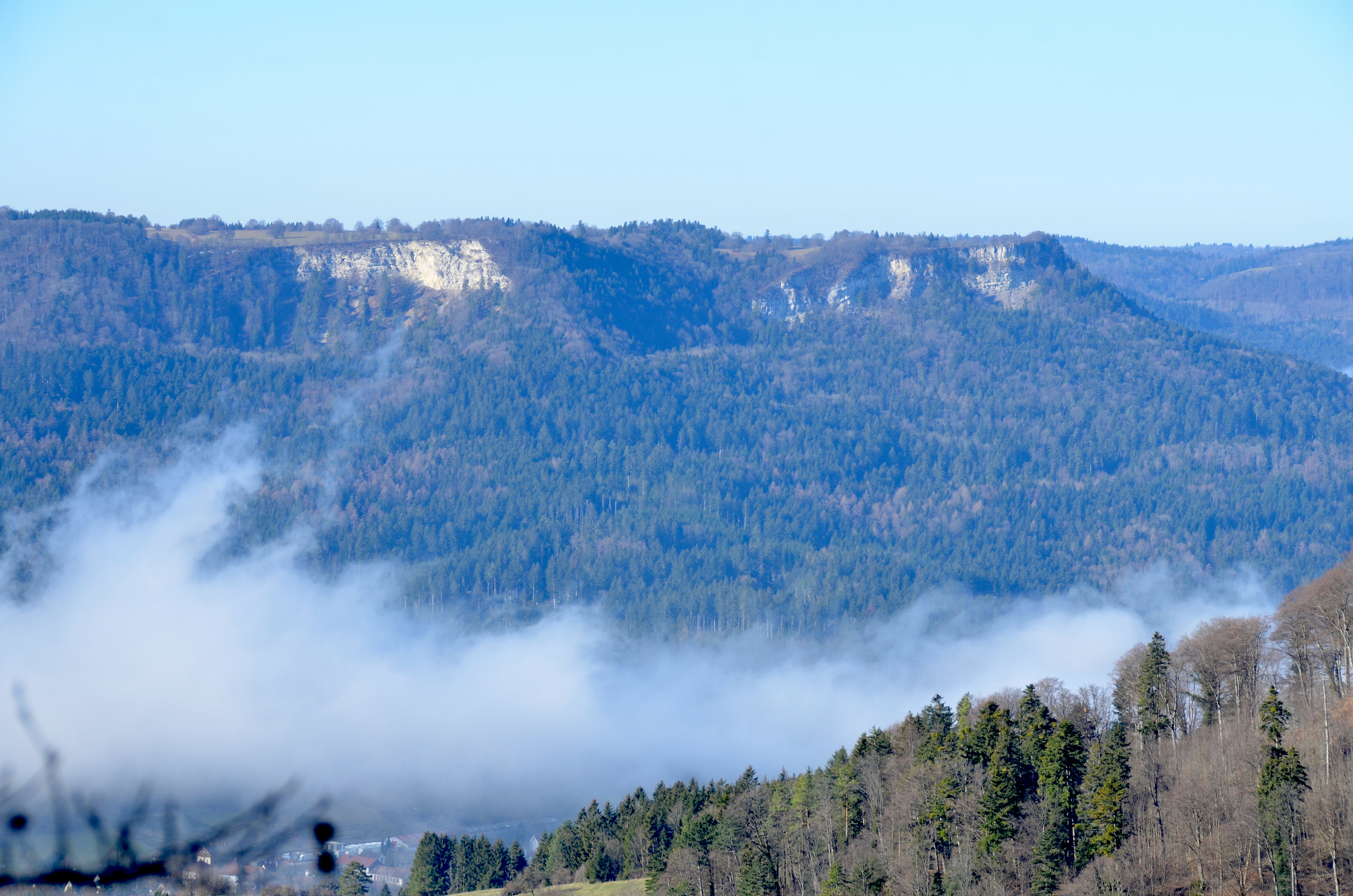
Das knapp 400 m über dem Tal aufragende Lochenhörnle (953 m) bildet den nördlichsten Zipfel der Heubergregion
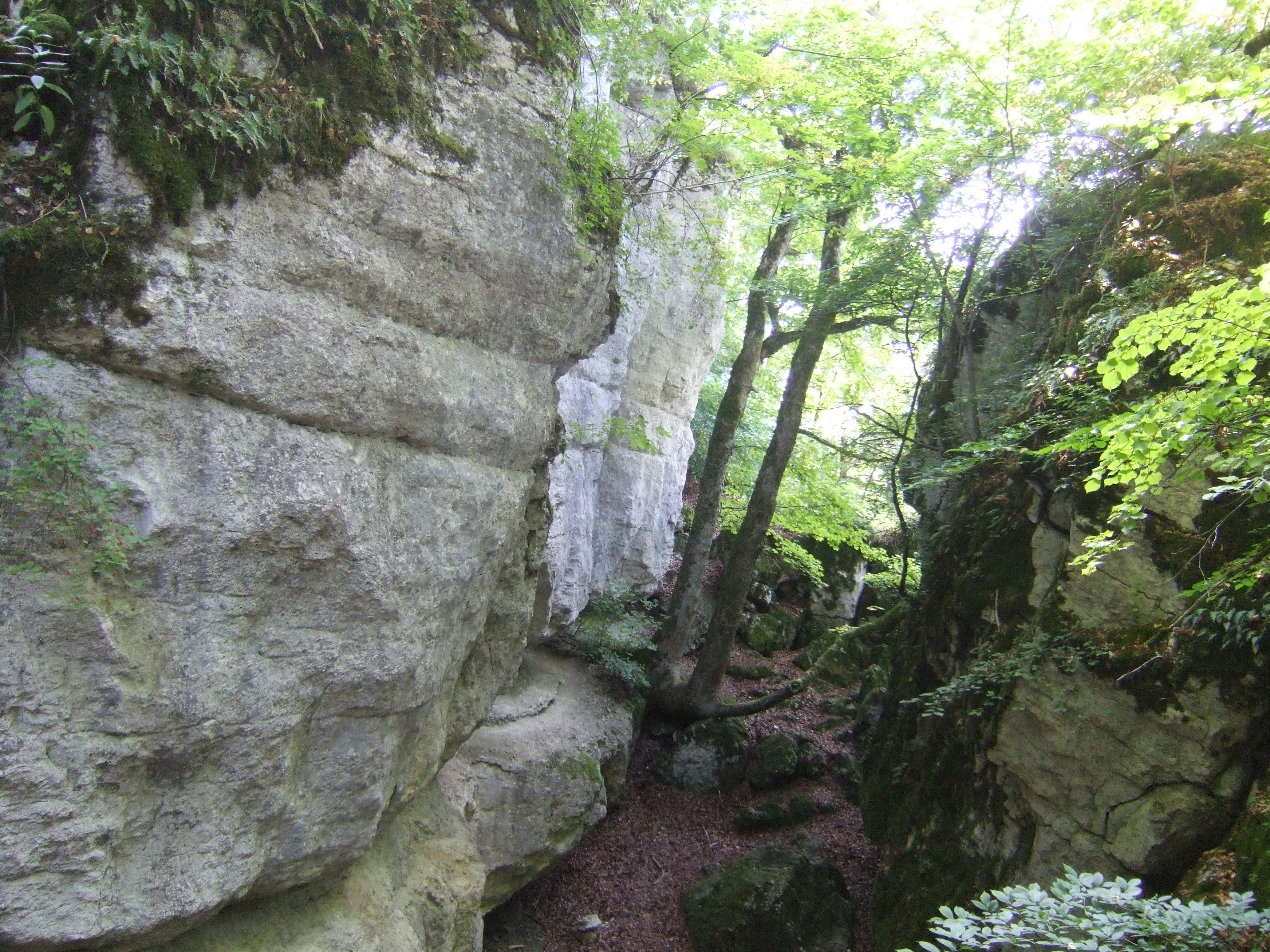
Gespaltener Fels (1000,1 m) auf dem Schafberg
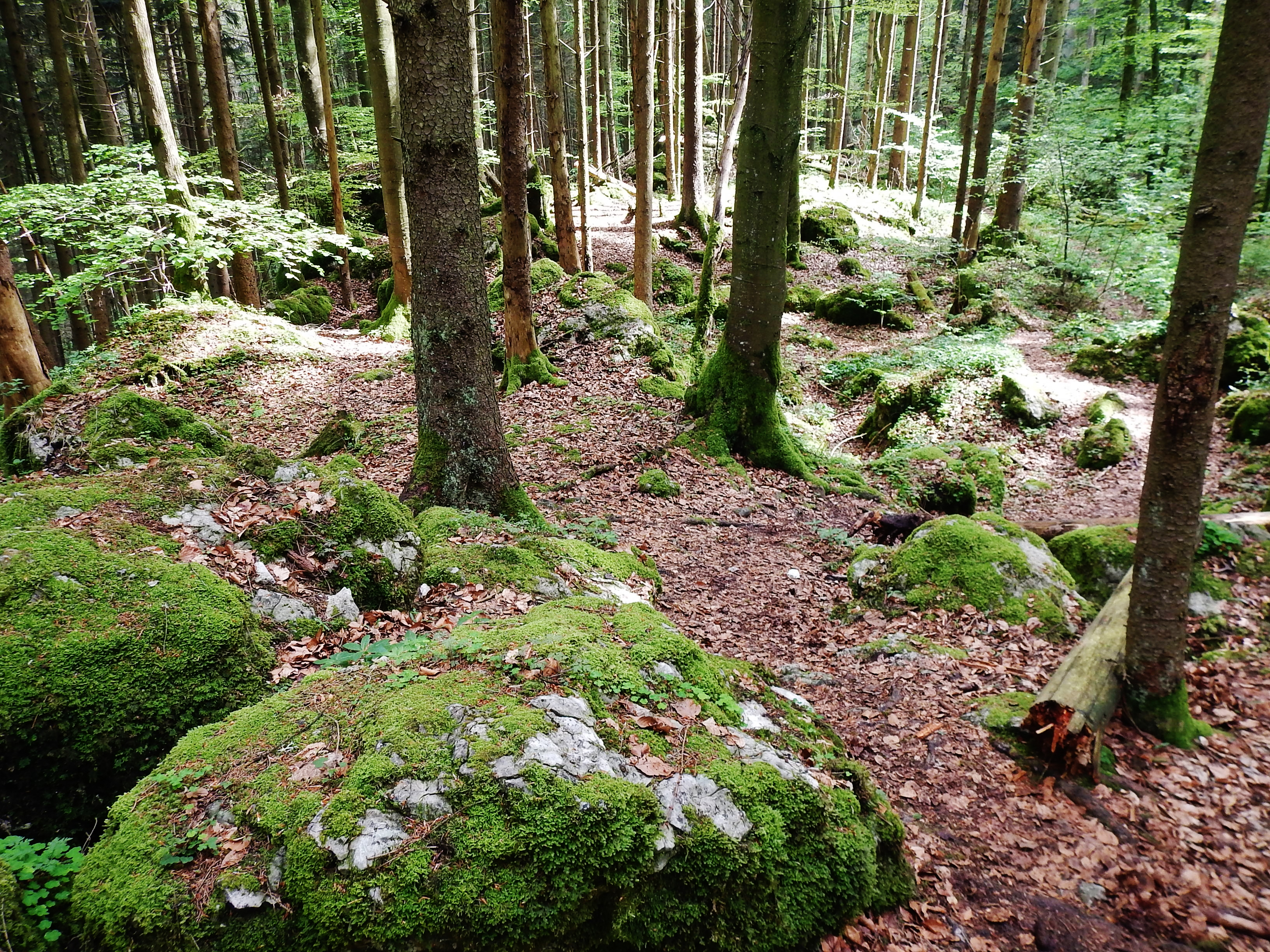
Felsenmeer im Bannwald Untereck
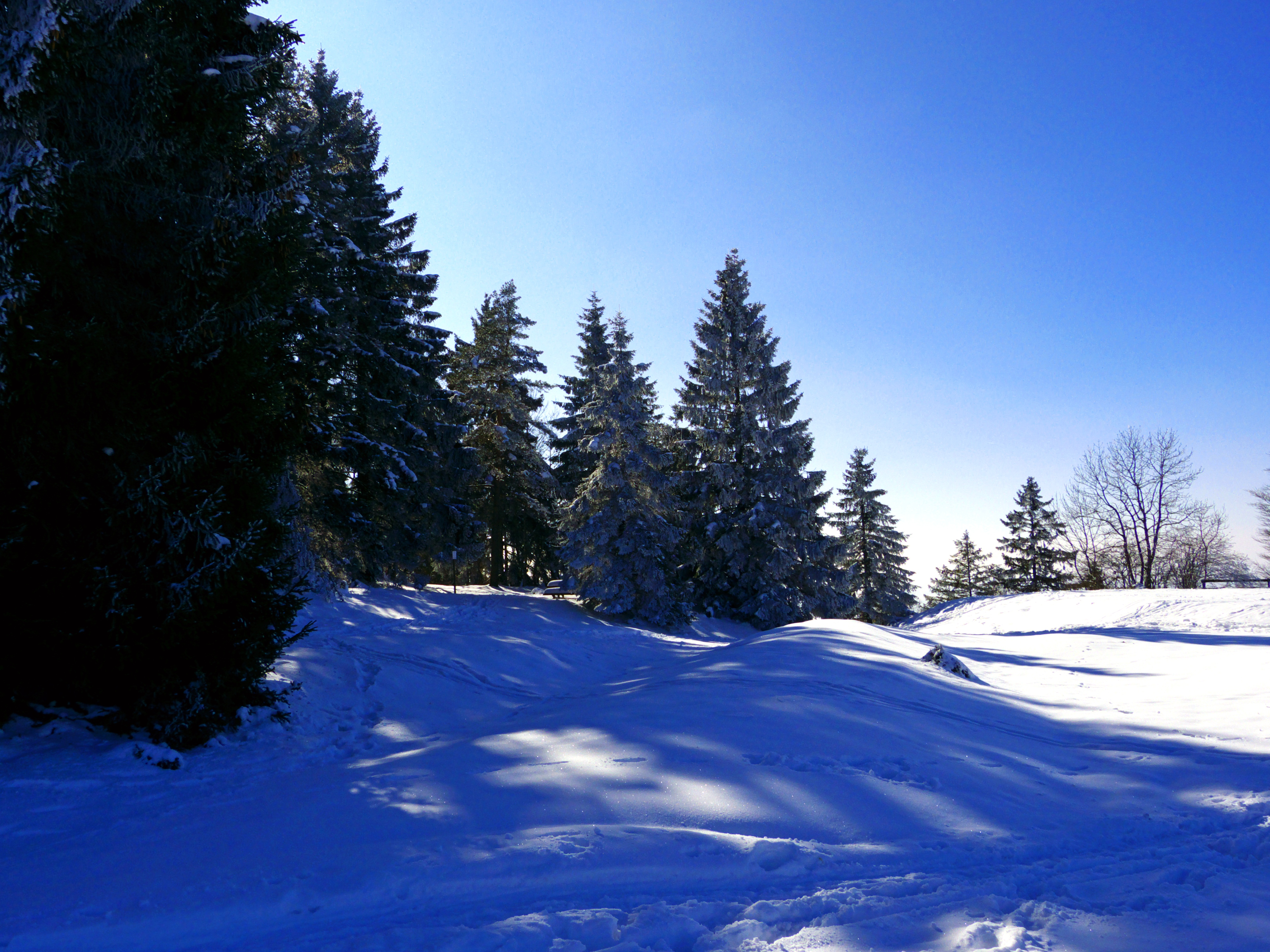
Winter auf dem Klippeneck (980 m) am Westrand des Heubergs
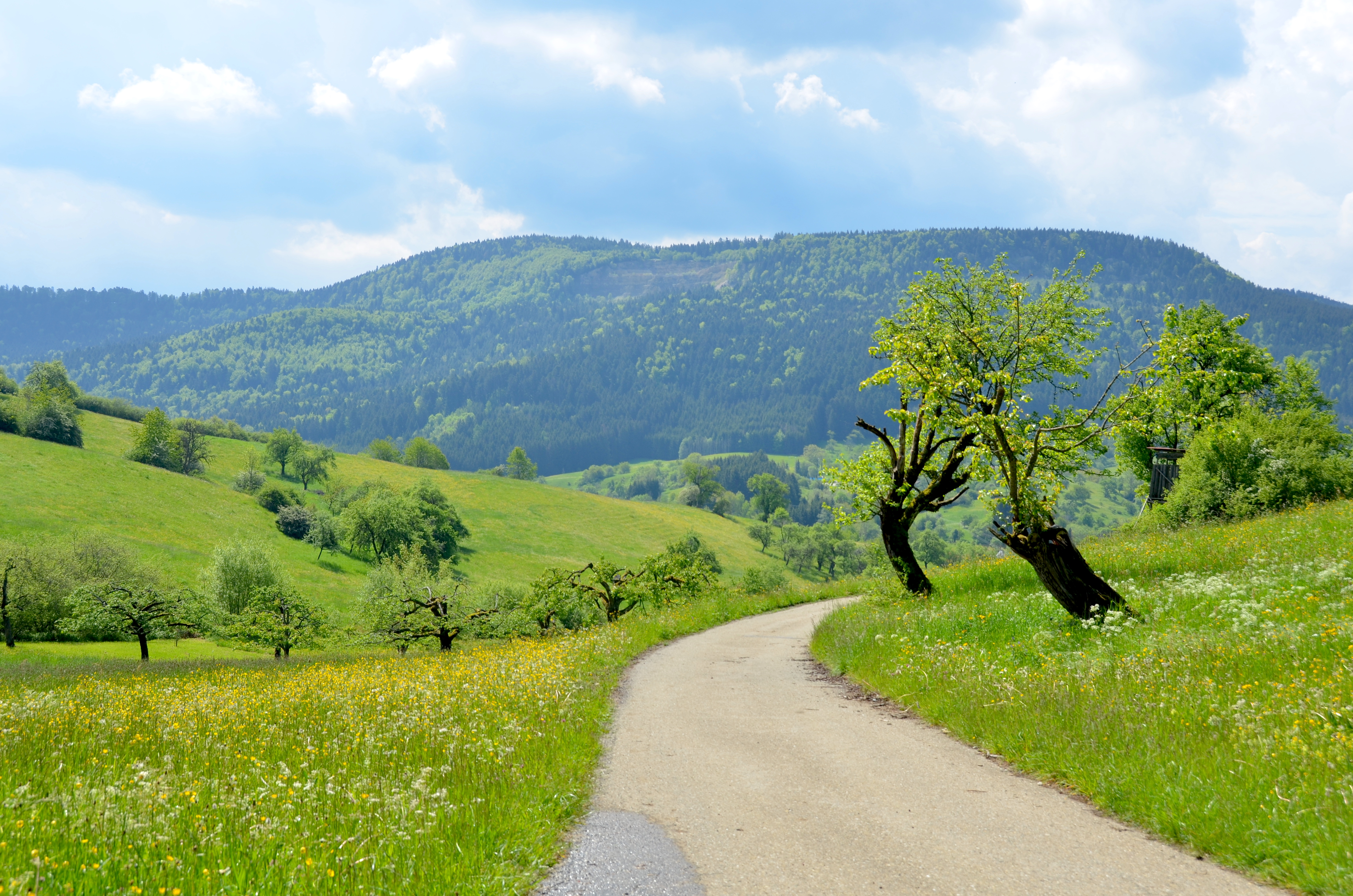
Landschaft im Oberen Schlichemtal mit Blick auf den Ortenberg (996 m) und den Rainen (1006 m)
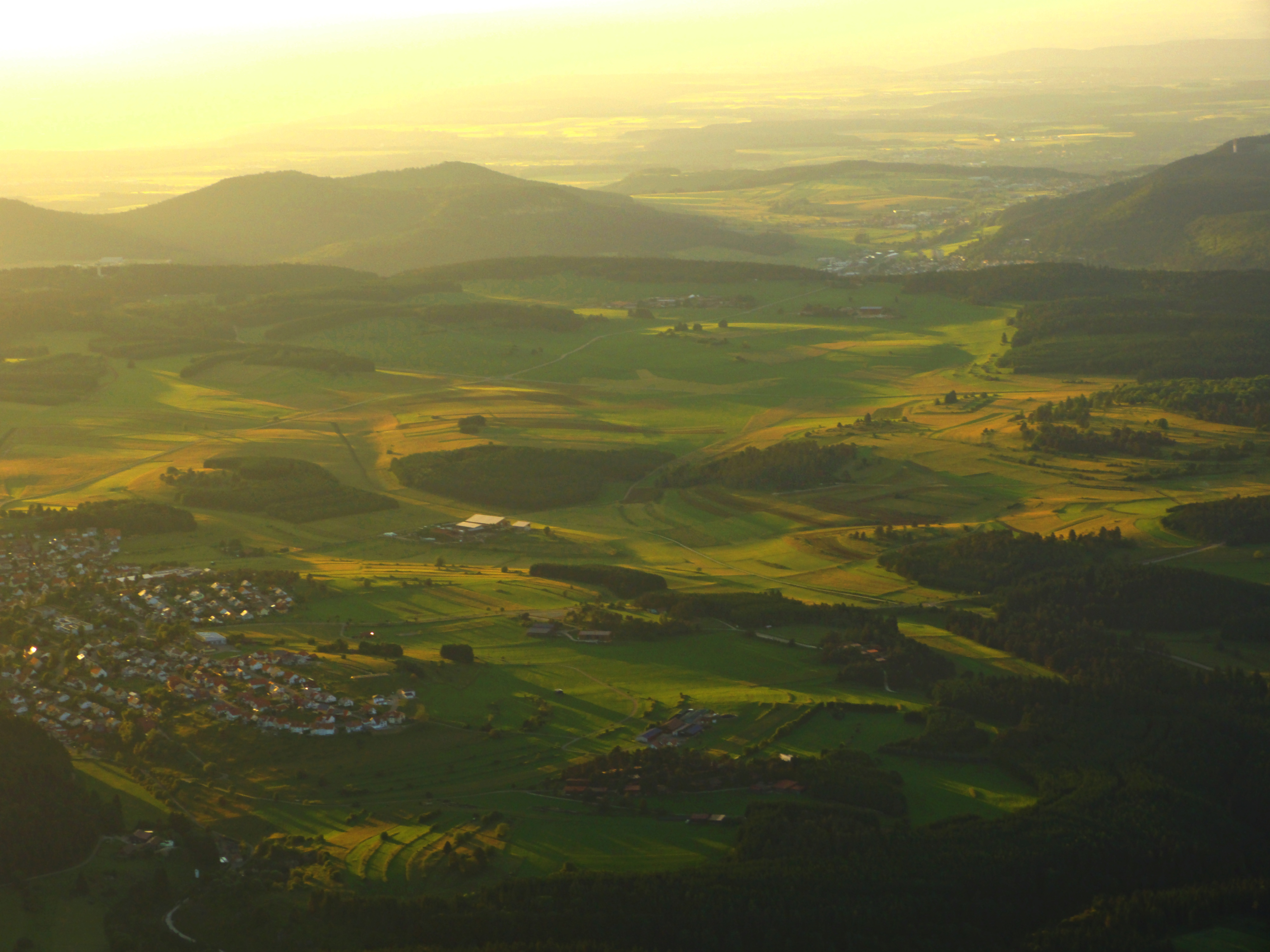
Die westliche Hochfläche bei Böttingen aus der Luft gesehen, links im Hintergrund die Berggruppe mit Lemberg (1015 m), Oberhohenberg (1010 m) und Hochberg (1009 m)
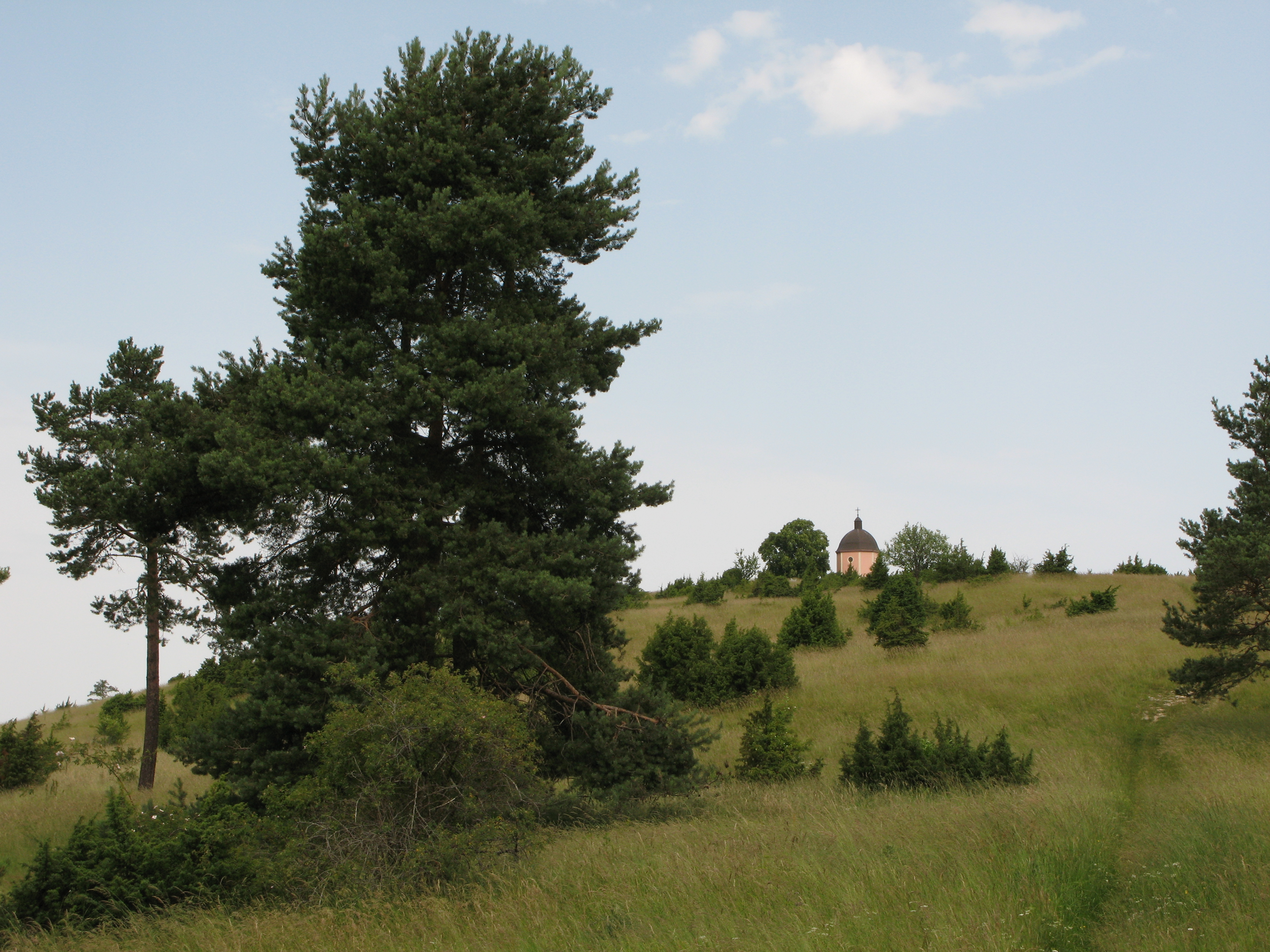
Der Alte Berg (980 m), eine leichte Erhebung auf der westlichen Hochebene, umsäumt von Wacholderheiden
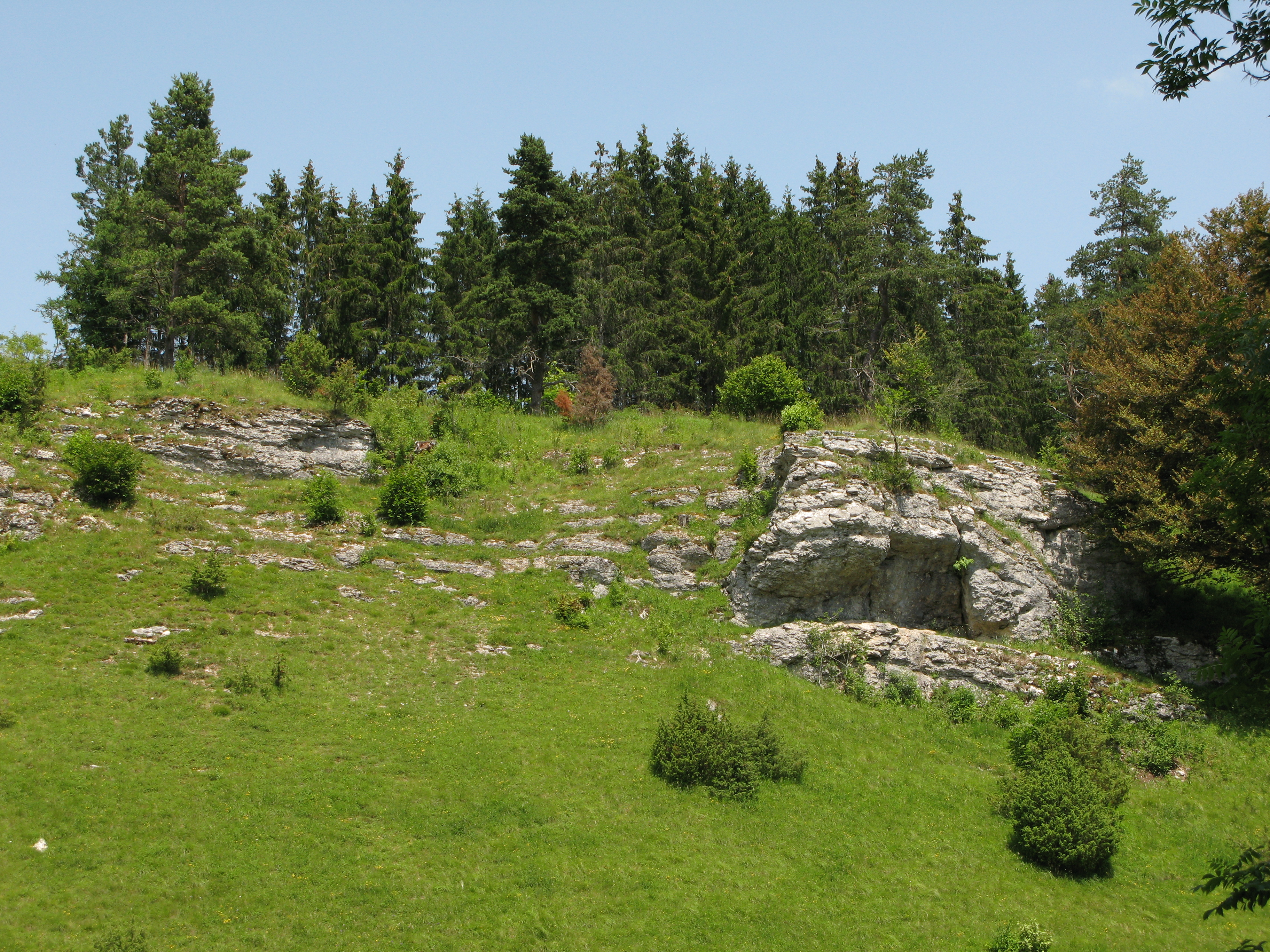
Das felsige Schäfertal, ein Trockental, mit Wacholderheide und Fichten
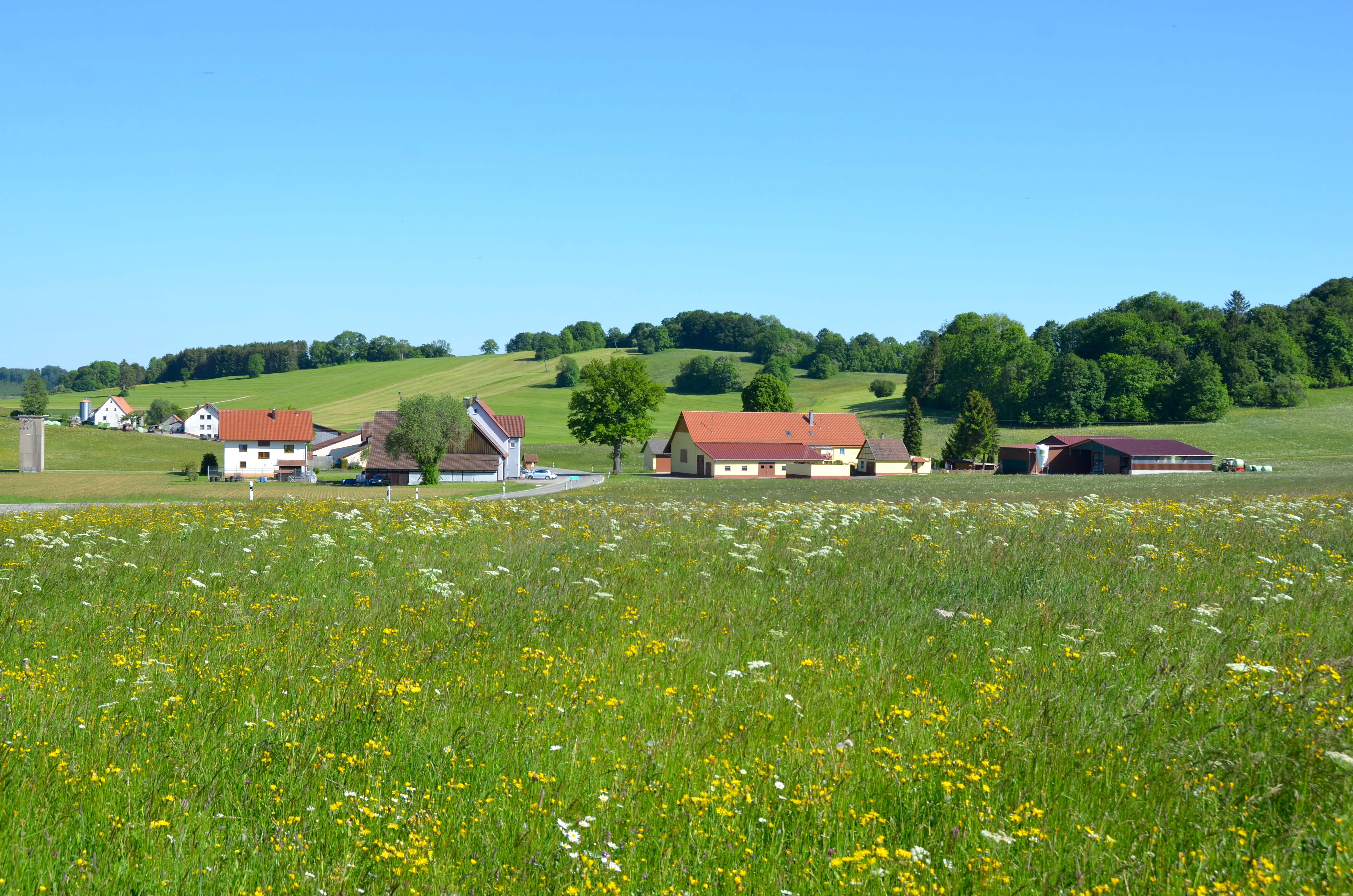
Kulturlandschaft mit Bergwiesen im Hardt oberhalb von Nusplingen
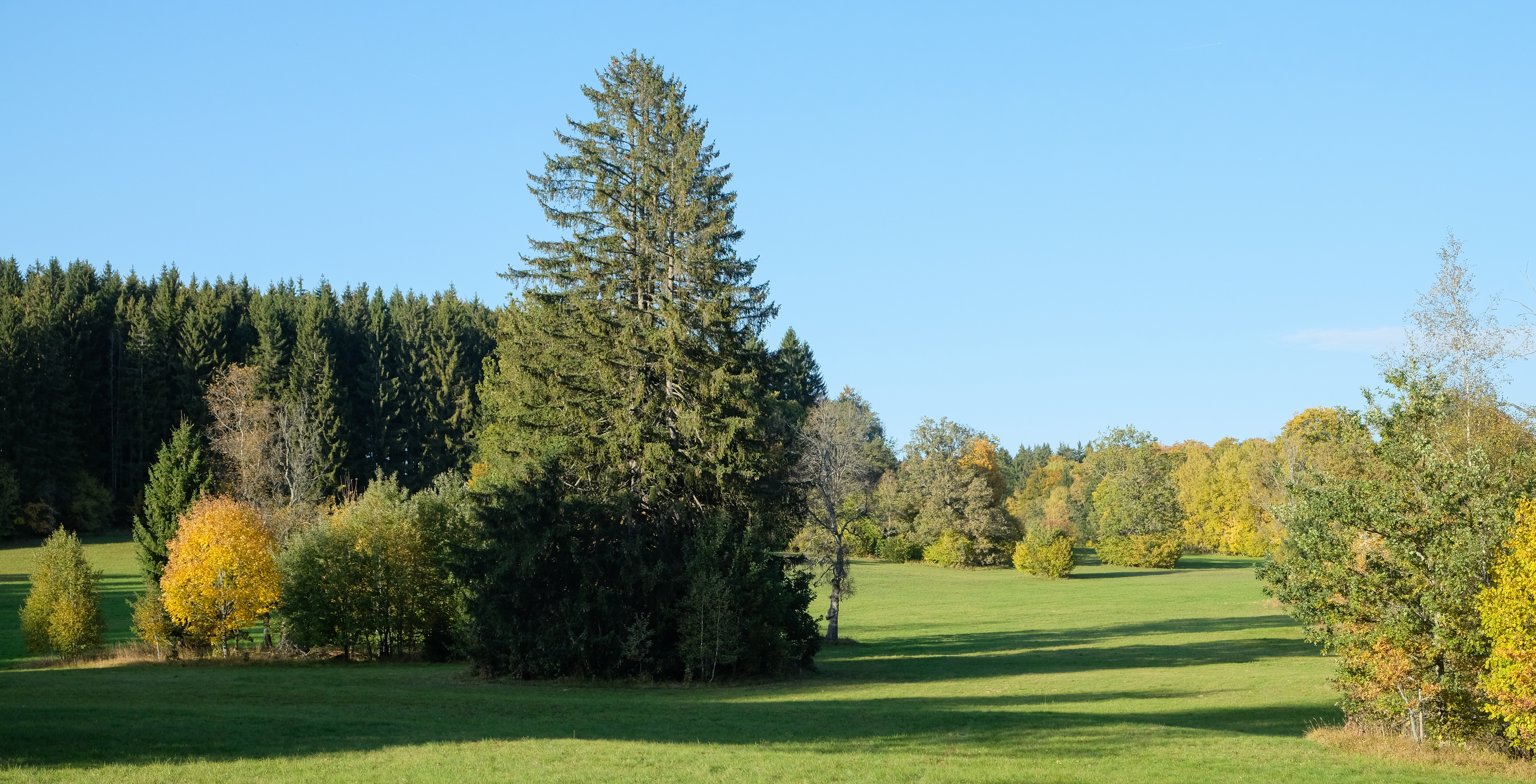
Hochfläche im Irrendorfer Hardt

### Besiedelung

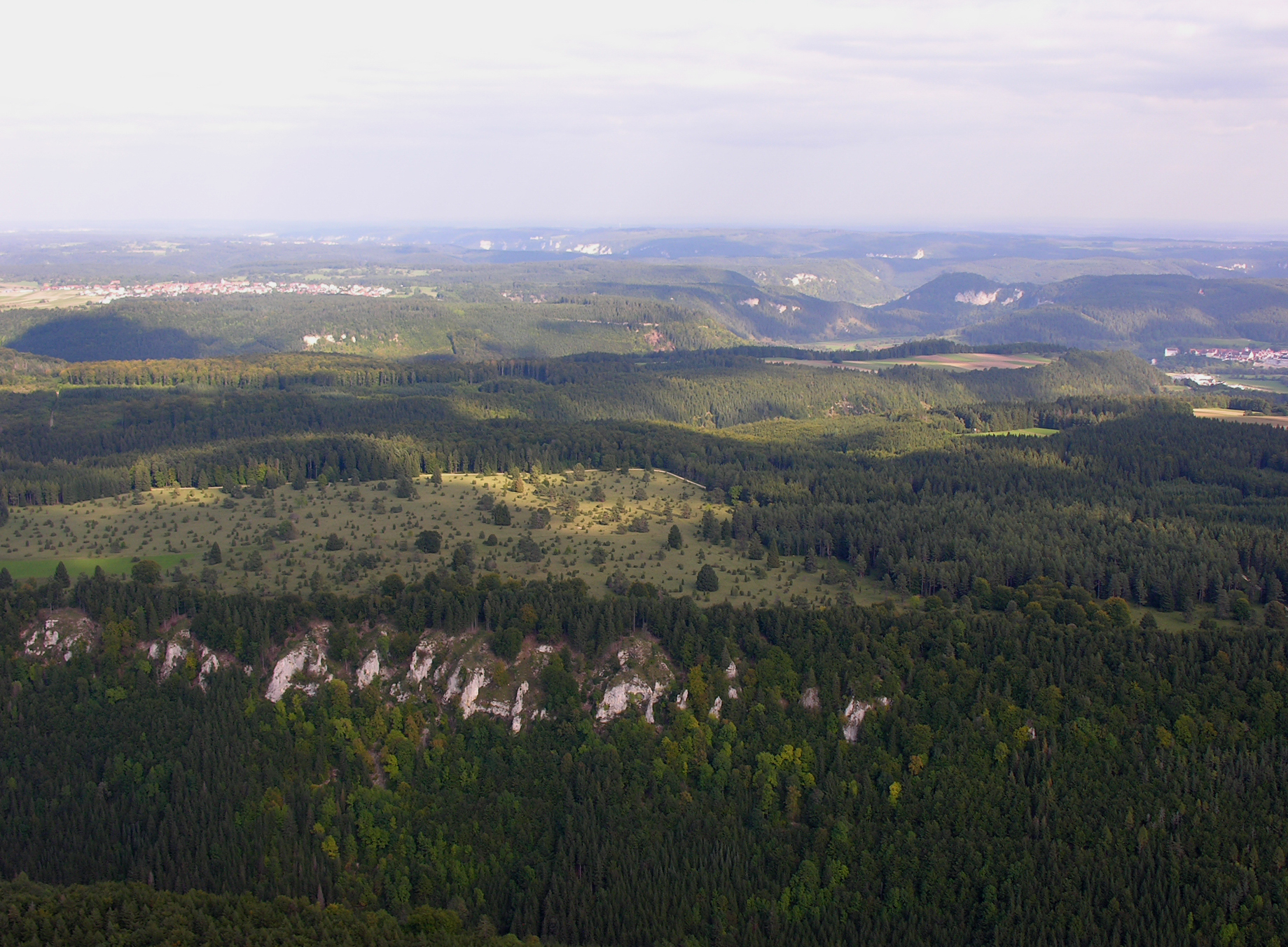
Das Donautal trennt den Großen Heuberg (links mit Kolbingen im Hintergrund) vom Badischen Heuberg (rechts). Im Vordergrund das Naturschutzgebiet Kraftstein über dem schluchtartigen Ursental

#### Siedlungsdichte
Die vollständig auf dem Heuberg liegenden Gemeinden haben zusammen eine Einwohnerzahl von 38.103 (Stand 31. Dezember 2020). Die Bevölkerungsdichte beträgt damit nur knapp 40 Einwohnern pro Quadratkilometer. Zum Vergleich dazu lebt etwa die gleiche Zahl an Menschen in der Stadt Tuttlingen, auf dem Heuberg aber auf einer mindestens zehn Mal größeren Fläche verteilt.

#### Verteilung
Auf dem westlichen Großen Heuberg liegen die Gemeinden Böttingen, Bubsheim, Egesheim, Gosheim, Kolbingen, Königsheim, Mahlstetten, Obernheim, Deilingen, Reichenbach am Heuberg, Renquishausen und Wehingen, auf dem östlichen Großen Heuberg bzw. im Hardt Irndorf, Meßstetten, Schwenningen und Stetten am kalten Markt.
Die Gemeinden Bärenthal und Nusplingen liegen im Tal der Bära und lassen sich nicht genau zuordnen.
Kleinere Ansiedlungen am Heuberg, am nördlichen Albrand, gehören zur Stadt Spaichingen (mit dem Dreifaltigkeitsberg), Denkingen (mit seinem Segelfluggelände oben am Klippeneck), Rietheim-Weilheim (mit dem Weiler Rußberg), Dürbheim (mit dem Weiler Risiberg) und Mühlheim an der Donau (mit dem Weiler Kraftstein).

#### Verwaltungsverband
Die Gemeinden Bubsheim, Deilingen, Egesheim, Gosheim, Königsheim, Reichenbach am Heuberg und Wehingen bilden seit dem 16. Dezember 1971 den Gemeindeverwaltungsverband Heuberg. Durch die Gründung des Verbandes konnten die Mitgliedsgemeinden ihre Selbständigkeit erhalten. Sitz des Verwaltungsverbands ist Wehingen, die Verbandsverwaltung ist in einem eigenen Gebäude in Nachbarschaft zum Bildungszentrum Gosheim-Wehingen, direkt an der Gemarkungsgrenze zu Gosheim, untergebracht.

#### Höhenlage
Viele Orte des Großen Heubergs zählen zu den höchstgelegenen Gemeinden in Baden-Württemberg. Nur im Hochschwarzwald liegen einige Gemeinden höher. Meßstetten zählt mit durchschnittlich über 900 Metern Meereshöhe sogar zu den höchstgelegenen Städten Deutschlands: Gemessen an der Höhenlage der jeweiligen Pfarrkirchen ist nur die Stadt Oberwiesenthal im Erzgebirge acht Meter höher gelegen. Der Stadtteil Heinstetten liegt auf 914 m und ist damit der höchstgelegene Ort; Tanneck, ein Ortsteil von Obernheim auf knapp 950 m, ist der höchstgelegene Weiler der Schwäbischen Alb.

### Heubergals Name

#### Etymologie
Ob sich der Name Heuberg von seinen landschaftsprägenden Heuwiesen ableitet oder von der Grafschaft Hohenberg, deren Territorium teilweise auf dem Heuberg lag, ist umstritten. Der ebenfalls oft nur als Heuberg bezeichnete Kleine Heuberg ist nicht Teil der Alb, sondern des Vorlandes nordwestlich des Großen Heubergs.

#### HeubergundHardt
Bis Ende des 19. Jahrhunderts war der Begriff Heuberg lediglich für das Hochland westlich der Bära geläufig. Das Gebiet östlich der trennenden Bära wurde als Hardt bezeichnet, ein Begriff, der auch heute noch zur Unterscheidung von westlichem und östlichem Heuberg geläufig ist. Der Begriff Hardt bezeichnet eigentlich einen Weidewald, der auf der Hardthochfläche häufig anzutreffen war. Erst mit der Errichtung des Truppenübungsplatzes Heuberg und des Lagers Heuberg bei Stetten am kalten Markt bürgerte sich die Bezeichnung Heuberg auch für das Hardt ein.

#### Schraubengebirge
Vor allem der westliche Heuberg mit den Gemeinden Gosheim, Wehingen, Bubsheim, Deilingen und Böttingen ist seit der zweiten Hälfte des 20. Jahrhunderts als Schwerpunkt der Drehteilindustrie als einer Zulieferungsindustrie für die Automobilindustrie und für den Maschinenbau bekannt. Deshalb wird beim Heuberg mehr oder weniger scherzhaft auch vom Schraubengebirge gesprochen.

## Geologie

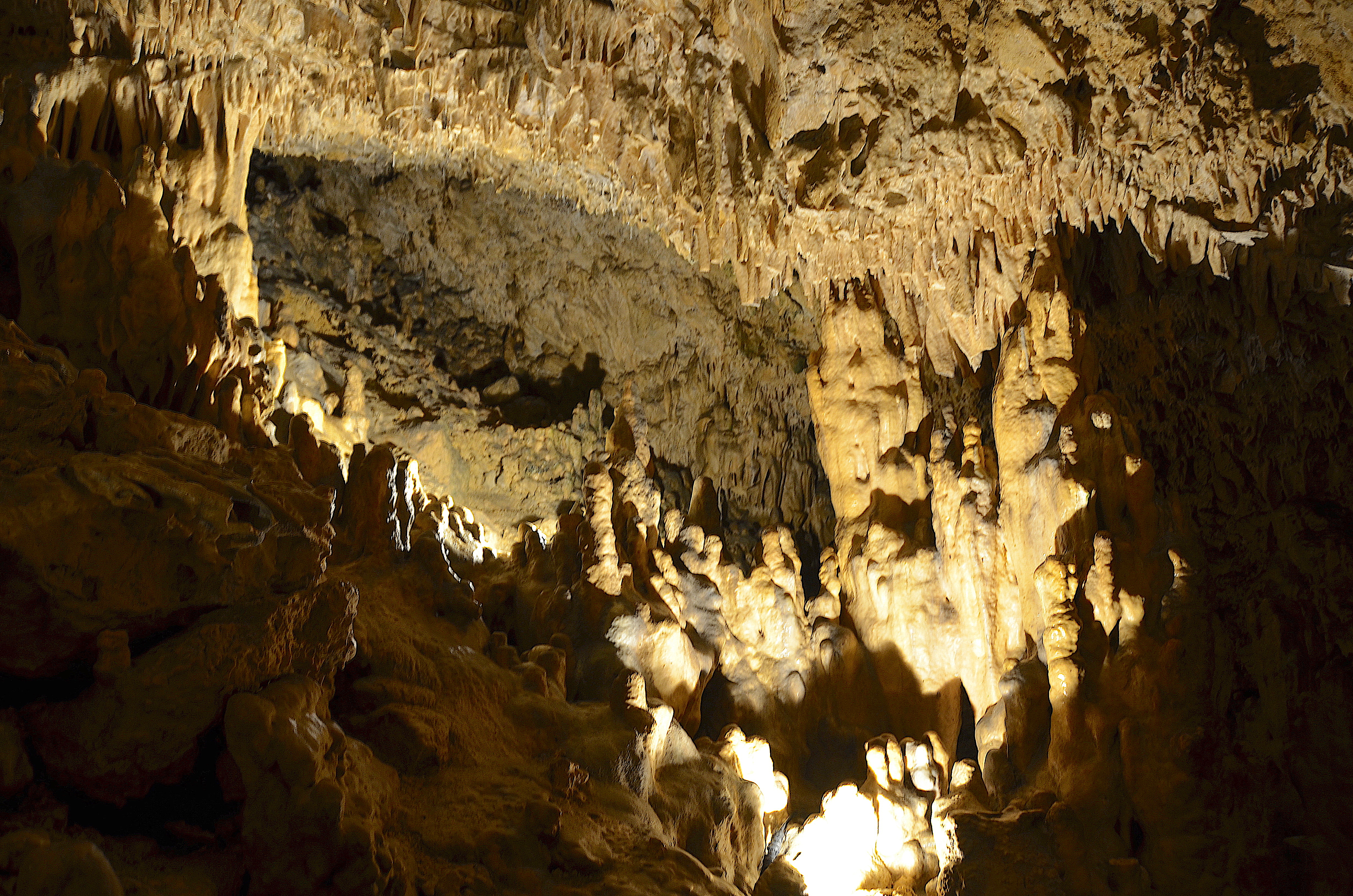
Kolbinger Schauhöhle mit Tropfsteinen

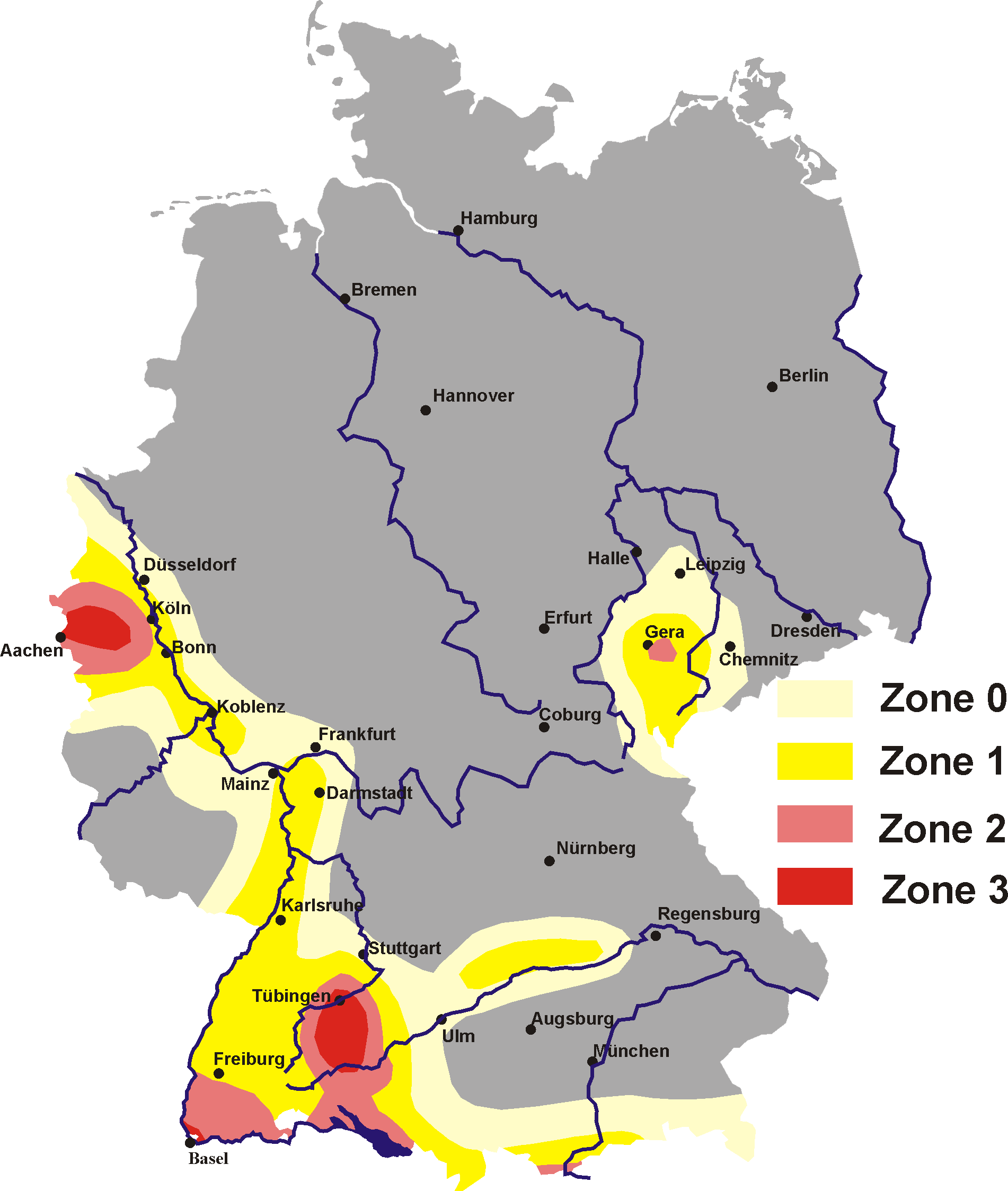
Der Große Heuberg liegt in den Erdbebenzonen 2 und 3.

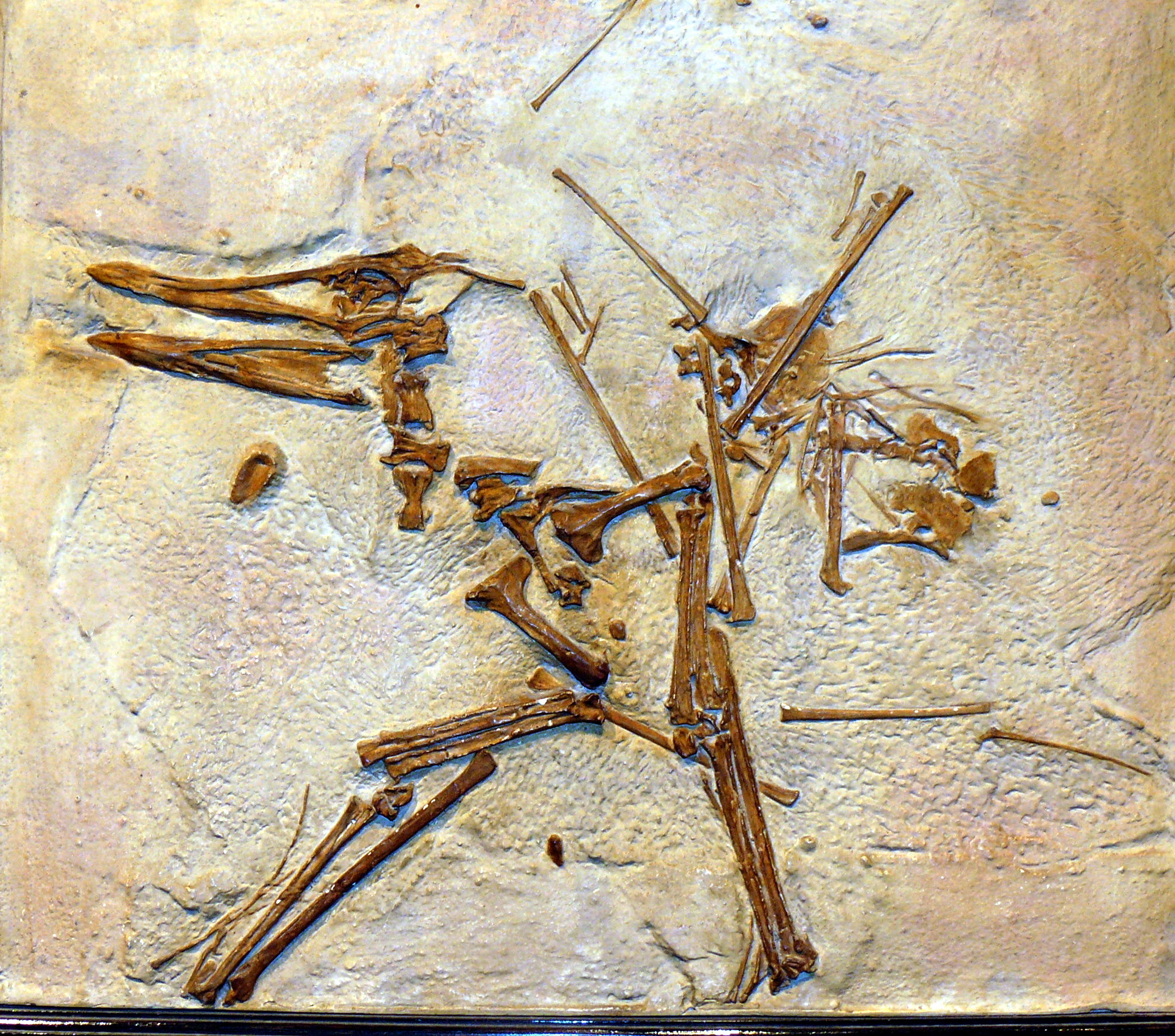
Cycnorhamphus suevicus, Weißer Jura, etwa 150 Millionen Jahre alt, ein versteinerter Flugsaurier aus der Unterart der Kurzschwanzflugsaurier, gefunden im Nusplinger Plattenkalk, heute im Düsseldorfer Aquazoo – Löbbecke Museum

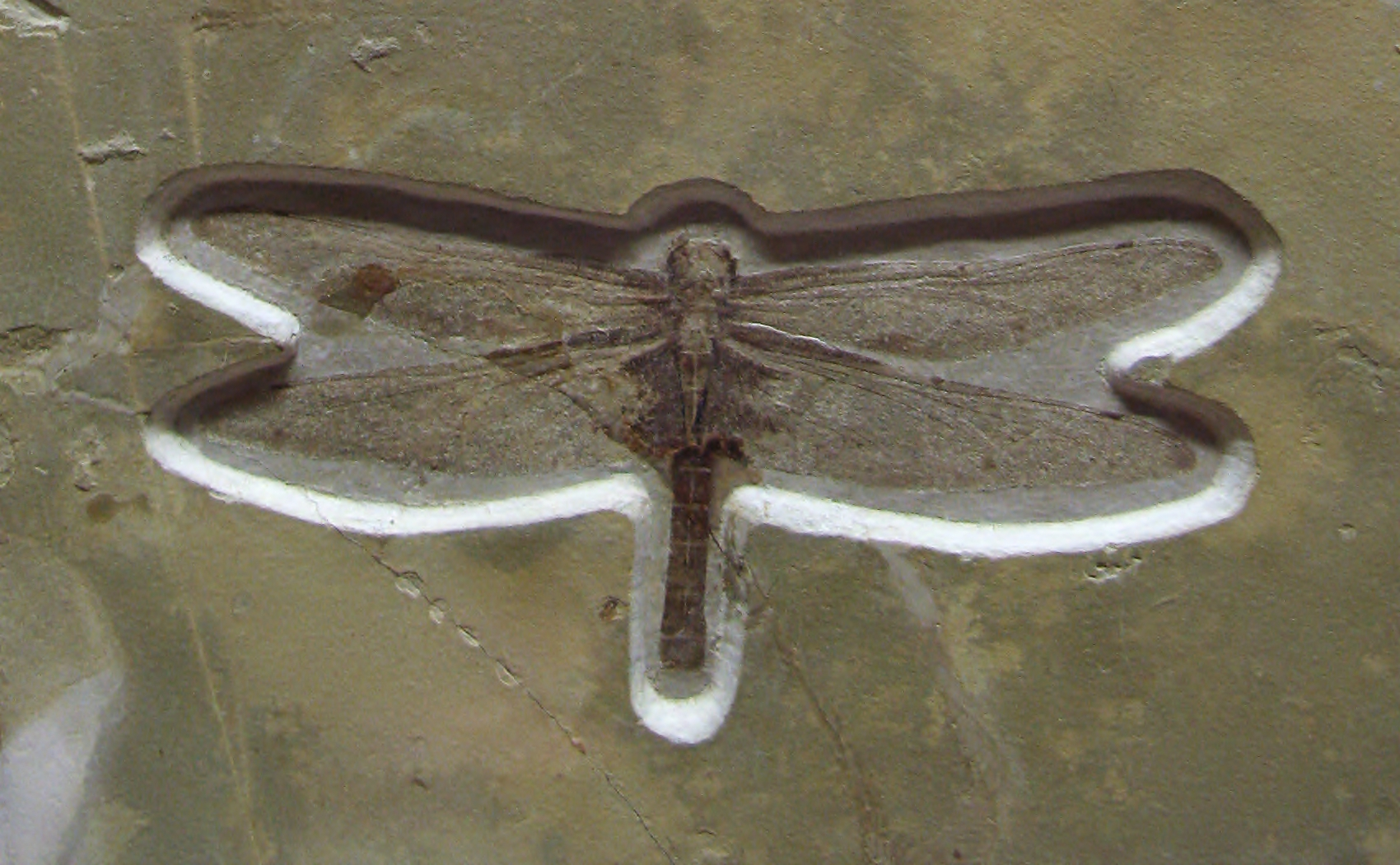
Eine versteinerte urzeitliche Libelle, Brunetaeschnidium nusplingensis, aus den Nusplinger Plattenkalken, 15 cm groß, inzwischen im Staatlichen Museum für Naturkunde in Stuttgart

### Geomorphogenese

#### Sedimentation und Sedimentgesteine
Der Große Heuberg besteht wie auch die restliche Schwäbische Alb aus sedimentären marinen Ablagerungen in Form mächtiger Schichten aus Ton, Kalk und Mergel. Diese Gesteine entstanden während der Jurazeit am Boden eines Meeres, das vor etwa 200 bis 150 Millionen Jahren große Teile Europas bedeckte. Die jurassischen Gesteine bilden drei Hauptformationen. Nach ihrer Farbe unterscheidet man lokal von unten nach oben Schwarzer, Brauner und Weißer Jura.

#### Auffaltung und Schrägstellung
Die erdgeschichtlich junge Schwäbische Alb wurde, bedingt durch das Auffalten der Alpen im Süden, aus der bestehenden Erdkruste ebenfalls ausgehebelt und mit ihren Schichten schräg gestellt. Die geologische Auffaltung der Alpen als mehrstufiger Prozess begann vor etwa 135 Millionen Jahren an der Wende von der Jura- zur Kreidezeit, hatte aber die letzte wichtige Phase vor etwa 30 bis 35 Millionen Jahren im Tertiär.
Die durch die Alpenbildung bedingte Schrägstellung der Schwäbischen Alb ist im Südwesten, also am Großen Heuberg, am stärksten ausgeprägt, sodass hier auch größere Höhenwerte erreicht werden als in anderen Teilen des Albgebirges. Nach und nach wurden die mehr oder weniger widerstandsfähigen Gesteinsschichten durch Erosion abgetragen, sodass sich am Nordwestrand Stufen bildeten. Die markanteste Stufe stellt heute der Albtrauf dar, der vor Millionen Jahren weiter im Nordwesten verlief und mit der Zeit immer weiter Richtung Südosten zurück verlagert wird.

### Gewässer und Höhlen
Geologisch ist die verkarstete Hochfläche des Großen Heubergs mit der östlich gelegenen Mittleren Flächenalb verwandt. Kalkschuttböden in den Tälern stehen auf der Hochfläche kalkreiche Lehme in Flachlagen, tiefgründige, aber stark entkalkte Lehmböden in den Senken und Trockentälern sowie magere Kalkfelsböden auf den Kuppen gegenüber.
Als verkarstete Hochfläche hat der Heuberg viele geologische Besonderheiten. Dazu gehören unterirdische Flussläufe, Höhlen, Karstwannen und geologische Aufschlüsse.
Aufgrund der starken Verkarstung weisen die Hochebenen statt Oberflächengewässer viele Trockentäler und Dolinen auf, es gibt mindestens 150 Höhlen in dem Gebiet. Zu nennen sind etwa die mehr als 300 m lange Kolbinger Höhle, die Wulfbachquellhöhle, die Beilsteinhöhle und die Höhle Lengenfels.
Kleine Seen und Gewässer sind meist künstlich angelegte Weiher (z. B. Harrassee bei Wehingen, Hummelsee bei Deilingen, Oberdigisheimer Stausee) in den Hochtälern und die für die Albhochfläche charakteristischen Hülen (z. B. im Dorfzentrum von Frohnstetten).

### Geogene Gefahren

#### Verkarstung
Das Phänomen der Verkarstung ist die am häufigsten auftretende geogene Naturgefahr der Schwäbischen Alb, besonders davon betroffen ist die Südwestalb. Damit verbunden sind das Auftreten von Erdfällen und mehr oder weniger plötzlichen Geländesenkungsprozessen, meist in Form von Senkungsdolinen.

#### Gravitative Massenbewegungen
In Hanglagen, vor allem am Albtrauf oder in Flusstälern, treten zudem immer wieder gravitative Massenbewegungen auf. Zu Rutschungen neigen insbesondere die Gesteine im Grenzbereich des Mitteljuras zum Oberjura. Die großflächigen, tiefreichenden Rutschungen prägen das Erscheinungsbild der Albtraufhänge. In Steillagen können im Ausstrichbereich des Oberjuras ebenso Sturzereignisse ausgelöst werden. Als Beispiele hierfür sind der Felssturz von 2013 bei Ratshausen am Plettenberg sowie der Felssturz am Eichfelsen (nahe Beuron, Oberes Donautal) zu nennen.

#### Erdbebengefahr
Im Gegensatz zur nördlich gelegenen Zollernalb um Albstadt liegen die Epizentren regionaler Erdbeben nicht im Gebiet des Großen Heuberg, jedoch liegt dieser trotzdem in folgenden Erdbebenzonen:
- Erdbebenzone 2: Die Intensität erreicht mit der oben beschriebenen Wahrscheinlichkeit einen Wert zwischen 7,0 und 7,5 (nördlicher Heuberg)
- Erdbebenzone 3: Die Intensität erreicht mit der oben beschriebenen Wahrscheinlichkeit einen Wert von mehr als 7,5 (südlicher Heuberg)

### Sande
Beim Weiler Michelfeld in der Nähe von Oberdigisheim wurde in einem Altarm der Urdonau Sand gewonnen. Christian Kiesinger (1876–1969), der Vater von Kurt Georg Kiesinger, stellte daraus mit Lehm vermischt Ziegel her.

### Bohnerz, Kalk und Gagat
In Gruben wurde Bohnerz auf dem Heuberg gefördert. Von rogenförmigen Thoneisensteinen wird berichtet, von welchen sich im Heuberg „ein Flöz von 1 – 2 Schuh Mächtigkeit“ befunden hat. In Rietheim-Weilheim bei der Maria-Hilf-Kapelle wurde bis 1861 für die Hochöfen in Ludwigsthal Doggererz abgebaut. Aus der auf 3,5 km Länge aufgefahrenen Strecke sind restaurierte Hölzer aus dem Bergbau im Tuttlinger Fruchtkasten ausgestellt.
Beinschnitzer auf dem Heuberg verarbeiteten im Balinger Raum gebrochenen Gagat zu Schmuck.
Der 1496 erwähnte Flurnamen „by der Kalg Ofen“ deutet darauf hin, dass in Meßstetten Kalk gebrannt wurde.

### Paläontologie

#### Dotternhausen
In Dotternhausen unterhalb des Plettenbergs gibt es ein Fossilienmuseum der Firma Holcim. Versteinerungen von Lebewesen aus der Zeit des Jurameeres, die vom Steinbruch auf dem genannten Berg geborgen wurden, werden von Fachleuten präpariert. Aufgrund der besonderen Bedingungen bei der Entstehung des Ölschiefers sind die Fossilien außergewöhnlich gut erhalten. Die repräsentativen Exponate im Museum laden ein, sich auch mit den wissenschaftlichen Details von Gesteins- und Fossilienkunde zu beschäftigen. Spektakulär sind Fossilien von Fischsauriern, Krokodilen, Seelilien und Urzeitfischen. Auch die eher unscheinbaren fossilen Muscheln, Armfüßer, Serpeln usw. liefern wichtige Informationen über das Ökosystem des urzeitlichen „Posidonienschiefer-Meeres“.

#### Nusplinger Plattenkalk
Der fossilreiche Nusplinger Plattenkalk ist seit 2016 als bedeutendes Geotop und als Geopoint des UNESCO Geoparks Schwäbische Alb ausgezeichnet. Vor etwa 150 Millionen Jahren existierte in der Region von Nusplingen eine tiefe, sauerstoffarme Lagune, in der sich Schicht für Schicht Kalkschlamm ablagerte. In diesen Kalkschlamm wurden zahlreiche der damals lebenden Tiere wie Ammoniten, Meereskrokodile und Fische, aber auch Libellen und Flugsaurier (falls sie über der Lagune abstürzten), nach ihrem Tod eingebettet. Aufgrund der Sauerstoffarmut wurden sie nur unvollständig zersetzt.
Die aktuellen Grabungsstellen des Staatlichen Museums für Naturkunde Stuttgart in Nusplingen dürfen nicht betreten werden. Nur ein ausgewiesener Klopfplatz ist freigegeben.

## Klima

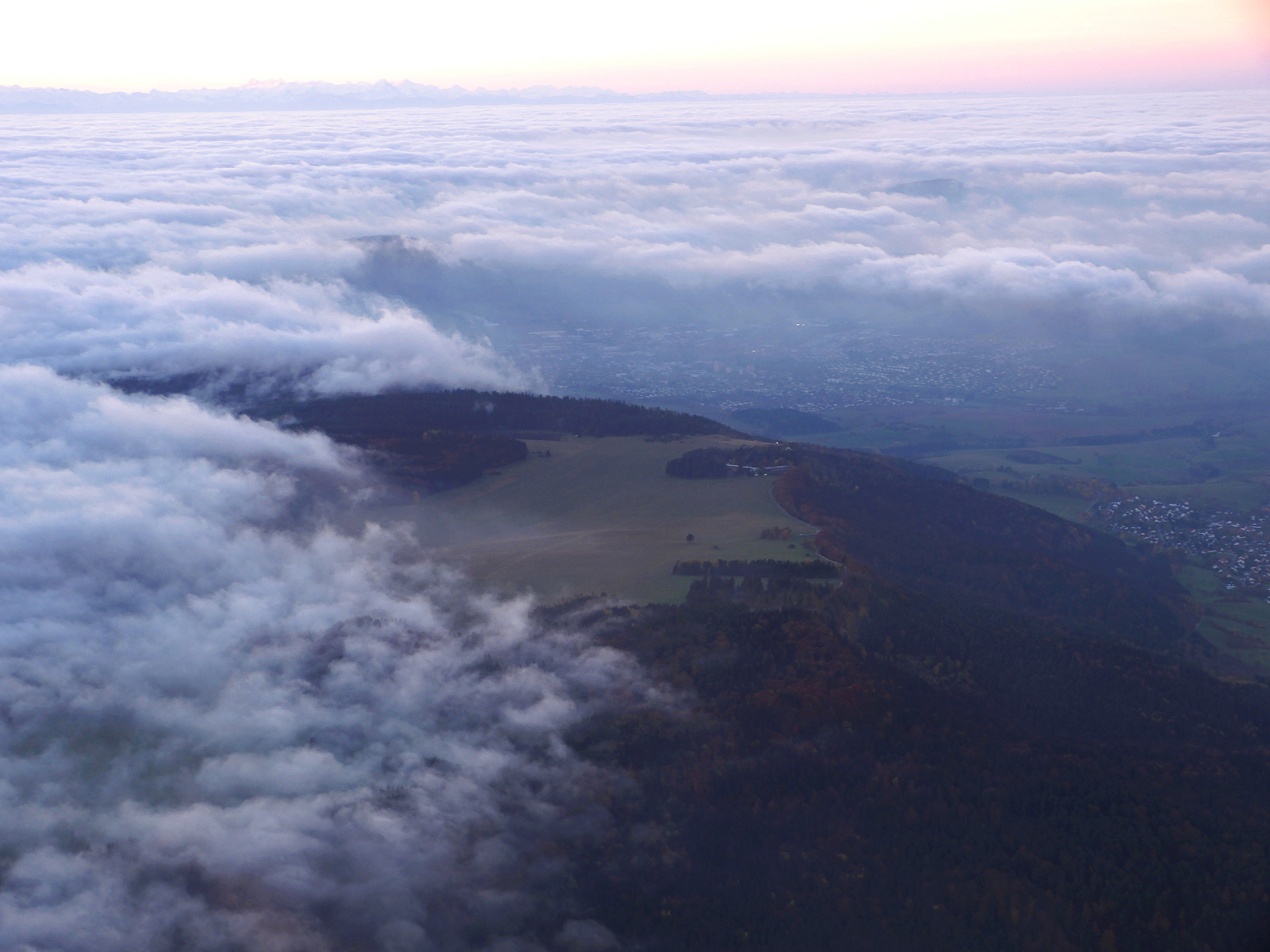
Hochnebel um das Klippeneck bei Inversionswetterlage und Albföhn

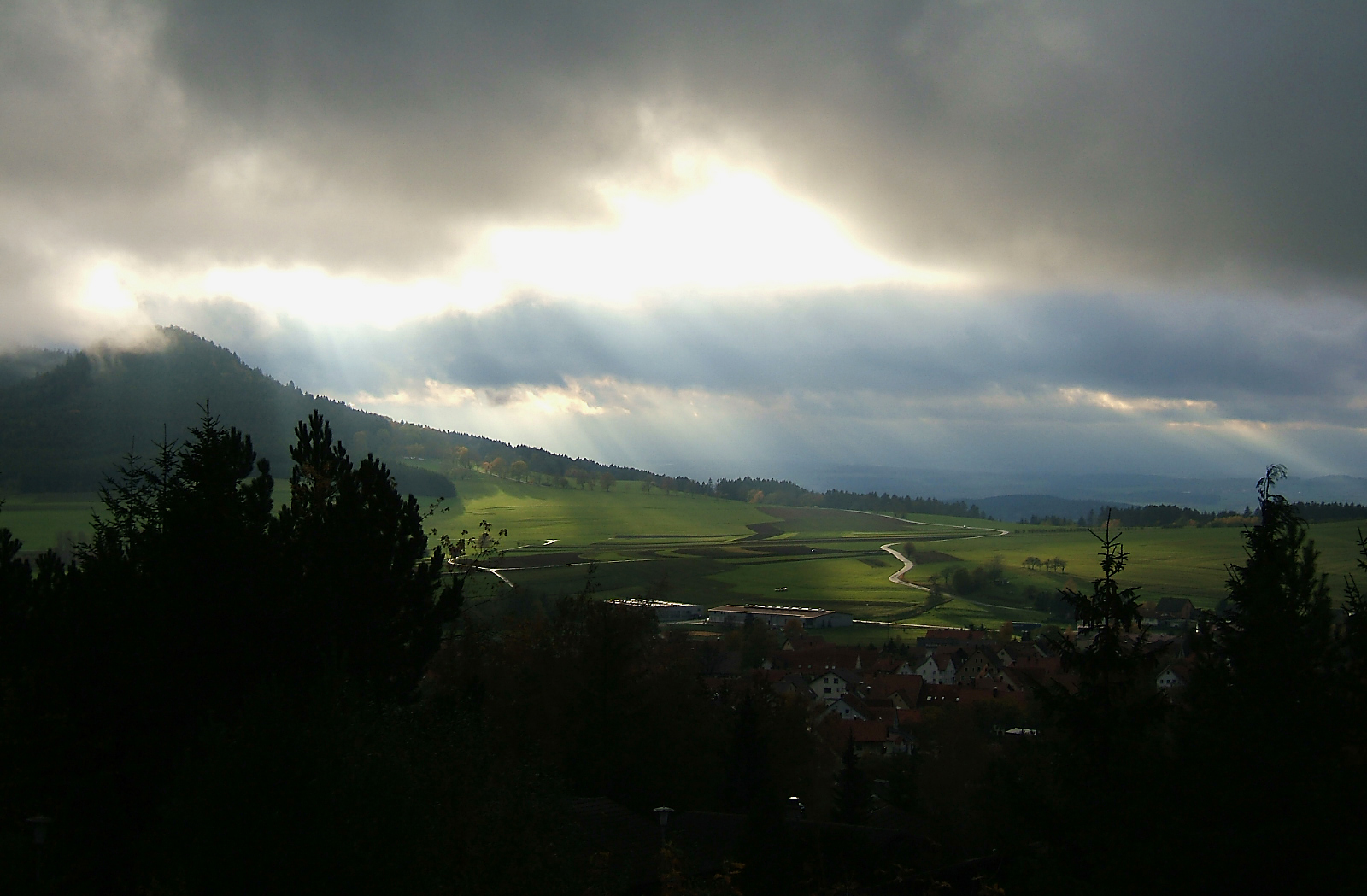
Wolkenstau mit Steigungsregen am Albtrauf (Oberhohenberg, 1011 m) bei Deilingen

Im direkten Vergleich mit dem Albvorland, dem Alpenvorland und sogar mit der restlichen Schwäbischen Alb hebt sich das Klima des Heubergs entsprechend der Höhenlage von etwa 850 bis 1015,7 m deutlich ab. Das besonders raue Gebirgsklima führte zum Weisheitsspruch „Auf dem Heuberg ist es zwei Kittel kälter als am Bodensee!“, welcher schon aus dem frühen 17. Jahrhundert überliefert ist, während es auf der restlichen Schwäbische Alb vergleichsweise nur „einen Kittel kälter“ sei. Zahlreiche französische Einheiten waren seit Kriegsende in Stetten a. k. M. stationiert; auch bei ihnen firmierte der Platz als „petite Sibérie“ („Klein Sibirien“); die Heubergregion als auch die restliche Hohe Schwabenalb werden in heutiger Zeit oft noch scherzhaft als „schwäbisches Sibirien“ betitelt.
Während der Würm- und Rißeiszeit gehen manche Forscher von einer Vergletscherung der hohen Südwestalb (ähnlich wie auch im Hochschwarzwald) aus, jedoch ist diese These umstritten. Dass in den davor liegenden Eiszeiten auch die westliche Schwäbische Alb, vorab die Hochfläche des Großen Heuberges, durch Firn stark vereist war und damit erheblich kälter als heute war, wird belegt durch weit nach Nordosten verfrachtete Weißjura-Gerölle, durch Rundhöcker im Grenzbereich Schwarzwald/Alb, durch Talwasserscheiden in der Alb um 800 m Höhe und durch Trockentäler auf der Albhochfläche, die als Schmelzwasser-Rinnen zu deuten sind. Auf nicht vereisten Flächen gab es wahrscheinlich eine ausgesprochen spärliche, kältesteppenartige Vegetation, ähnlich wie man sie heute in Tundragebieten finden kann.

### Temperaturen
Trotz geringerer Höhen sind die Durchschnittstemperaturen mit denen des Südschwarzwaldes vergleichbar. Das Klima des Großen Heubergs ist jedoch kontinentaler getönt, es resultieren größere zeitliche und räumliche Temperaturdifferenzen und Schwankungen. Dadurch werden vor allem auch Kälte-Extremwerte begünstigt.
Die Jahresdurchschnittstemperaturen liegen zwischen
- 4,0 und 5,0 °C in höchsten Lagen des Albtraufs (über 950 m) und in den zahlreichen Kaltluftsenken,
- um die 5,0 bis 6,0 °C auf den Hochflächen (850 – 950 m) und
- 5,5 und 6,5 °C in den Hochtälern (700 – 850 m).

Direkt am Fuße des Heubergs auf Höhen unter 700 m werden dagegen noch 6,8 °C (Denkingen, 690 m), sowie in den tiefliegenden Tälern des Albvorlandes noch 7,3 °C (Laufen an der Eyach, 620 m) erreicht. Zum Vergleich liegen die Temperaturen im 300 bis mehr als 400 Meter tiefer gelegenen Albvorland bei circa 8,3 °C (Balingen, 518 m). Der Durchschnittswert in Deutschland lag im Jahre 2020 bei 10,4 °C.
Im Herbst und Winter können sich Inversionswetterlagen einstellen, wobei die Temperaturen auf den Hochflächen höher sind als in den im Nebel liegenden Tälern und im Albvorland. In den natürlichen Hochmulden bilden sich regelmäßig Kaltluftseen aus, sodass sogar im Hochsommer Nachtfrost möglich ist. Bekanntes Beispiel sind die Dolinen im Irrendorfer Hardt, kein einziger Monat im Jahr gilt dort als sicher frostfrei. Am benachbarten, nicht mehr zum Heuberg zählenden Flugplatz Albstadt-Degerfeld wurde im Jahr 2014 mit −33,8 °C eine Temperatur verzeichnet, die nahe an den bundesweiten Kälterekord reicht; tiefere Temperaturen wurden beispielsweise in Bayern am Funtensee und in Wolnzach-Hüll erreicht. So kann es auf Kaltluftsenken des Heubergs jährlich über 160 Frosttage geben, die Zahl der Eistage beläuft sich auf circa 60 pro Jahr. Dagegen gibt es durchschnittlich weniger als 15 Sommertage jährlich, Hitzetage treten nur sehr selten auf.

### Niederschlag
Der Niederschlag direkt an der südwestlichen Traufkante beträgt bedingt durch den Staueffekt und den Steigungsregen etwa 1000 bis 1100 mm (im Bereich des Klippenecks). Diese Werte sind nur etwas mehr als halb so hoch wie im Hochschwarzwald (über 1800 mm), da sich vor allem der südliche Heuberg in dessen Regenschatten befindet.
Jedoch können einige Hochlagen des nördlichen Heubergs mehr als 1200 mm Niederschlag pro Jahr erreichen, da hier der Regenschatteneffekt des Südschwarzwalds geringer ausgeprägt ist.
Fast ein Drittel des gesamten Niederschlags kann in den Hochlagen als Schnee oder Schneeregen fallen. Von etwa 200 Niederschlagstagen im Jahr sind es durchschnittlich um die 70 Schneefalltage. Schnee kann schon ab Oktober fallen, ebenso ist vor allem in Lagen ab 900 m Meereshöhe auch noch im Monat Mai mit Schneefällen zu rechnen.
Die östlich gelegene Hardthochfläche weist dagegen nur 850 bis 950 mm Niederschlag auf, die Wolken regnen sich bei Nordwestwetterrichtung schon vorher an der Albkante ab. Der Albtrauf bildet also nicht nur die europäische Hauptwasserscheide, sondern auch eine gewisse Klimascheide. So sind etwa Regionen südöstlich der Donau, die sich im Regenschattenbereich des Heubergs befinden, mit 650 bis 750 mm überdurchschnittlich trockene Gebiete Baden-Württembergs.

### Wind
Bei Südostwindlage tritt oft ein Föhneffekt (sogenannter Albföhn) ein, der am Albtrauf auftretende Leewind kann das Segelfliegen wie etwa am Klippeneck begünstigen. Damit verbunden ist auch ein visueller Vergrößerungseffekt. Dieser wiederum begünstigt die oft extreme Fernsicht bis zu den Alpen, beispielsweise vom Lemberg oder dem Alten Berg.
Über dem Albtrauf, sowie auch über den Hochflächen weht vor allem in der kälteren Jahreshälfte häufig ein kräftiger Wind, Sturmböen sind nicht selten; die gefühlte Temperatur sinkt damit merklich ab (Windchill-Effekt). Exponierte Hochlagen können besonders von Sturmschäden und Schneeverwehungen betroffen sein. Im Winter werden deshalb die wichtigen Verkehrswege auf der Hochfläche mit Schneezeichen markiert und durch Schneefangzäune vor Verwehungen geschützt.
Die Windkraft wird auf dem östlichen Heuberg zur Energiegewinnung genutzt.

### Sonnenstunden
Trotz des rauen Klimas zeichnet sich vor allem der südliche Heuberg durch die Lage im Schwarzwald-Regenschatten als sehr sonnenreich aus. So gilt das Klippeneck mit 1938 Sonnenstunden im Jahr als einer der sonnenreichsten Orte in Deutschland.
|                        | Jan  | Feb  | Mär  | Apr  | Mai   | Jun   | Jul   | Aug   | Sep  | Okt  | Nov  | Dez  |   |         |
| Mittl. Temperatur (°C) | −3,4 | −1,6 | 2,3  | 4,2  | 8,5   | 10,1  | 13,5  | 13,6  | 9,7  | 5,0  | 1,3  | −2,5 | ⌀ | 5,1     |
| Mittl. Tagesmax. (°C)  | 0,4  | 2,8  | 3,4  | 8,7  | 10,7  | 14,4  | 17,8  | 18,0  | 13,6 | 7,5  | 3,2  | 1,3  | ⌀ | 8,5     |
| Mittl. Tagesmin. (°C)  | −5,9 | −4,5 | −3,0 | 0,1  | 3,9   | 7,6   | 10,7  | 11,2  | 7,3  | 2,1  | −2,1 | −4,1 | ⌀ | 2       |
|                        |      |      |      |      |       |       |       |       |      |      |      |      |   |         |
| Niederschlag (mm)      | 78,5 | 68,1 | 79,5 | 89,7 | 106,9 | 118,4 | 115,6 | 131,1 | 97,6 | 73,6 | 75,2 | 90,6 | Σ | 1.124,8 |
|                        |      |      |      |      |       |       |       |       |      |      |      |      |   |         |
| Sonnenstunden (h/d)    | 2,4  | 3,1  | 3,9  | 4,7  | 5,2   | 6,5   | 7,0   | 6,8   | 5,9  | 4,8  | 3,9  | 2,1  | ⌀ | 4,7     |
|                        |      |      |      |      |       |       |       |       |      |      |      |      |   |         |
| Regentage (d)          | 16,6 | 14,1 | 16,2 | 16,8 | 19,8  | 20,1  | 19,0  | 20,0  | 14,3 | 13,7 | 13,6 | 16,9 | Σ | 201,1   |

| −5,9 |

| −4,5 |

| −3,0 |

| 0,1 |

| 3,9 |

| 7,6 |

| 10,7 |

| 11,2 |

| 7,3 |

| 2,1 |

| −2,1 |

| −4,1 |

| −5,9 |

| −4,5 |

| −3,0 |

| 0,1 |

| 3,9 |

| 7,6 |

| 10,7 |

| 11,2 |

| 7,3 |

| 2,1 |

| −2,1 |

| −4,1 |

## Vegetation und Flora

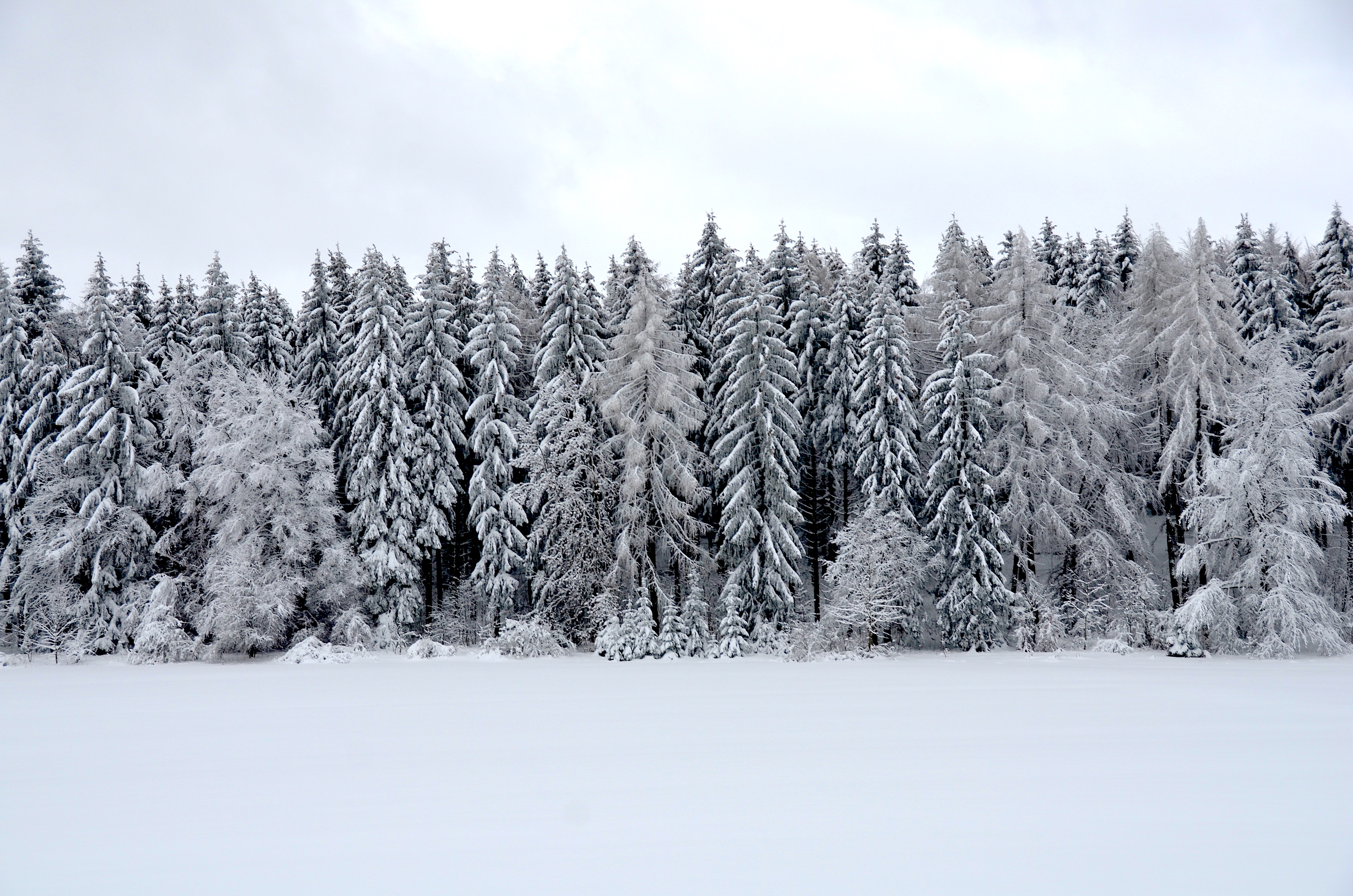
Die Winter auf dem Großen Heuberg sind in der Regel lang und schneereich, dadurch ist die Vegetationsperiode ausgesprochen kurz. Die sogenannten Plattenfichten mit ihrer schmalen Kronenform haben sich diesem ungünstigen Klima genetisch angepasst.

Zwar ist die Hochfläche des Heuberges aufgrund der manchmal herrschenden Temperaturumkehr im Winter gegenüber den Tälern leicht wärmebegünstigt, doch bleibt die Vegetationsperiode von weniger als 150 Tagen im Jahr äußerst kurz. Der Große Heuberg verfügt deshalb zum großen Teil typische montane, stellenweise aber subalpine und alpin-reliktische Vegetation. Letztere findet man erst ab einer Meereshöhe von über 950 Metern an den schattigen Nordhängen oder in Kaltluftsenken.

### Wälder
Anders als in den niedrigeren Teilen der Schwäbischen Alb finden sich klimatisch bedingt nur auf der Hohen Schwabenalb bzw. auf dem Heuberg hochmontane bis subalpine bodensaure Fichtenwälder. Der ursprüngliche Buchen-Tannen-Fichtenwald der montanen Höhenstufe (etwa zwischen 650 und 950 m) ist inzwischen durch menschliche Forstwirtschaft stark mit Fichten-Tannenwälder durchmischt. Der dunkle Farbton des Waldes nähert sich durch den hohen Anteil an Nadelbäumen eher dem des Schwarzwaldes an. Mit einem Waldanteil von 47 % stellen Waldflächen einen sehr großflächigen Lebensraum dar.
Besonders auf der westlichen Heuberghochfläche bzw. in der hochmontanen Höhenstufe ab 900 m sind Fichten-Tannen-Nadelwälder vorherrschend. Schattig-feuchte, felsige Hänge (vor allem in Nordexposition) beherbergen die in Baden-Württemberg einzigartigen natürlichen Fichten-Blockwälder.
Die durchschnittliche Baumhöhe nimmt klimatisch bedingt mit zunehmender Meereshöhe ab. Auf exponierten Lagen finden sich speziell dem Wind- und Klimaverhältnissen angepasste Plattenfichten mit schmalen Kronenformen (z. B. auf dem Kehlen und dem Klippeneck), sie bieten Schnee und Wind wenig Angriffsfläche. Es finden sich außerdem schwachwüchsige und krummstämmige Kalkbuchen (z. B. auf der Lochen) und auf trockenen Felsstandorten auch windzerzauste Bergkiefern (z. B. auf dem Schafberg). Die in der Vergangenheit forstwirtschaftlich eingebrachte Baumarten sind dagegen oft schlecht an die Verhältnisse in Hochlagen angepasst, sodass vor allem in montanen Lagen die Gefahr von Schneebruch, Sturmschäden und des Borkenkäferbefall erhöht ist.
Eine weitere Besonderheit stellen die natürlichen Eibenvorkommen am Albtrauf, wie z. B. an den Hängen von Dreifaltigkeitsberg, Plettenberg, im Bannwald Untereck und
am Klippeneck dar.

Einige südexponierte Talhänge des Heubergs werden noch von lichten Kalkbuchenwäldern bzw. Schluchtwäldern geprägt, die je nach Standort und Lage mit Weißtannen durchsetzt sind oder einen hohen Anteil an anderen Laubbäumen, wie Bergahorn, Spitzahorn, Esche, Bergulme oder Linde (nur in unteren Talbereichen) aufweisen. Anders als in niedrigeren Lagen der Baar (unter 700 m) kommen eichenreiche Wälder auf dem Großen Heuberg nur in einem schmalen Band auf Felsköpfen am Muisloch bei Hossingen vor. 

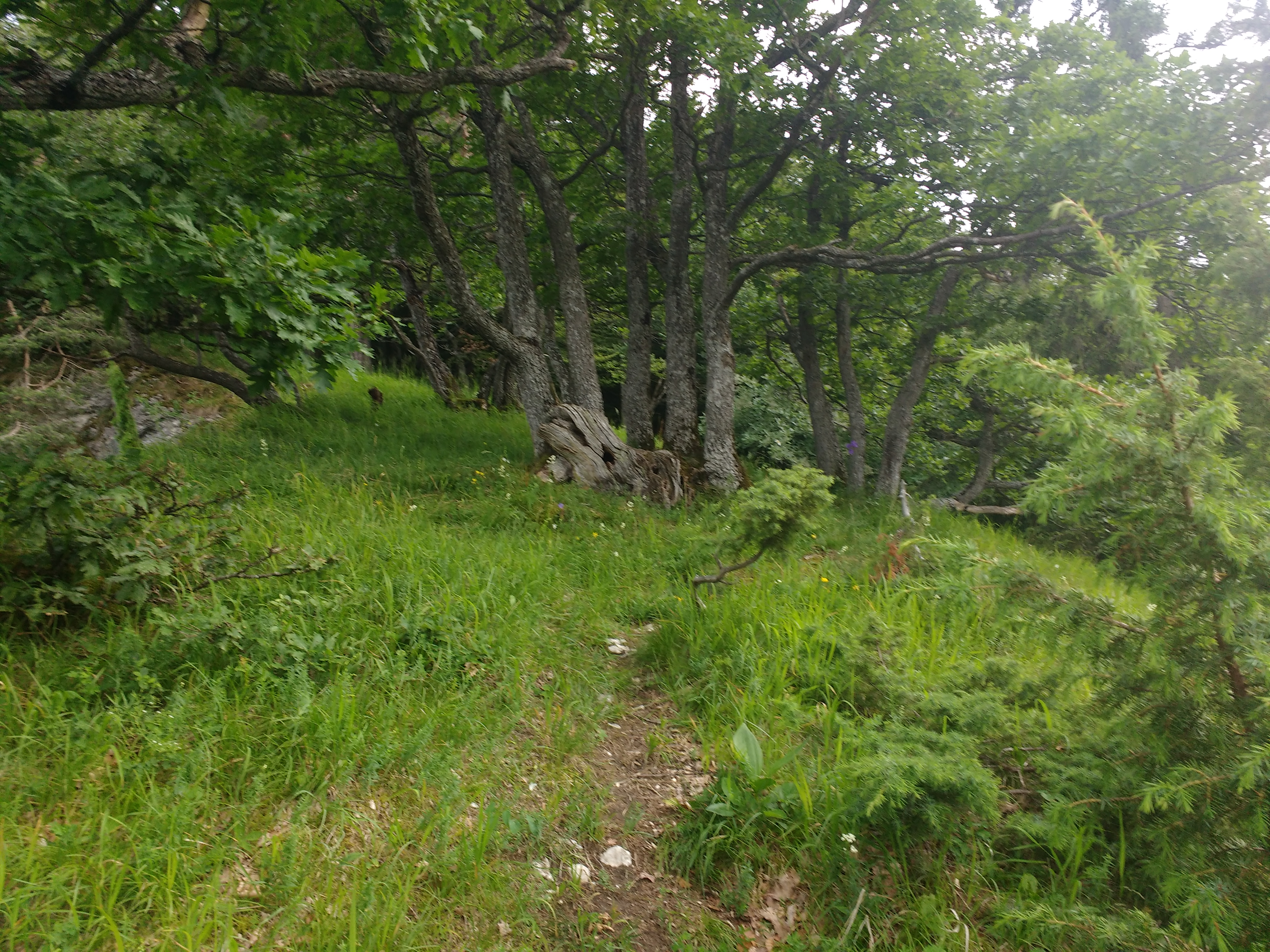
Kleinwüchsiger naturbelassener Eichenwald am Felskopf Muisloch, Schuhmacherfels, bei Hossingen

Bemerkenswert sind unter anderem einige hunderte Jahre alte Bäume, wie etwa die Allenspacher Hoflinde, die im Jahre 1450 im windgeschützten Hochtal bei Böttingen auf circa 900 Metern Meereshöhe gepflanzt wurde und bis heute noch vital ist. Sie der älteste und mächtigste Baum im Landkreis Tuttlingen. Ein weiteres Beispiel ist die Wunderfichte unterhalb von Lemberg und Hochberg, es handelt sich um eine circa 200 Jahre alte Kandelaberfichte, deren Krone bei einem schweren Sturm im Jahr 2005 zerstört wurde, heute sind nur die mächtigen Stämme erhalten geblieben.

### Pflanzenarten und Pflanzengesellschaften
Aufgrund seiner Vielfalt an Lebensräumen beherbergt der Heuberg eine große Anzahl an Pflanzenarten. Zählungen gehen hier von über 900 verschiedenen Arten allein im Donautal aus, zählt man die Arten hinzu, die auf der Albhochfläche, am Albtrauf oder in den von den Eiszeiten überprägten südlichen Teilen des Naturparks Obere Donau vorkommen, sind es mit über 1000 verschiedenen Arten noch einige mehr.
Besonders reich an teilweise sehr seltenen Pflanzengesellschaften und einzelnen Arten sind die steil aus dem Wald ragenden Felsmassive des Donautals sowie einiger Seitentäler wie beispielsweise das Bäratal. Die hier herrschenden extremen Standortsbedingungen mit großen Temperaturschwankungen, wenig durchwurzelbarem Substrat, starker Sonneneinstrahlung und geringem Wasserangebot bieten Rückzugsraum für eine besondere, seltene Pflanzenwelt mit einem hohen Anteil an eiszeitlichen Reliktarten. Diese Zeugen aus vergangenen Klimaepochen, wie beispielsweise den Eiszeiten, haben ihr heutiges Hauptverbreitungsgebiet in Gebieten wie z. B. den Alpen, aber auch in den hohen Regionen der süddeutschen Mittelgebirge. Andere Pflanzenarten wiederum entstammen völlig anderen Klimaregionen, wie z. B. dem Mittelmeerraum.
Besonders bemerkenswerte Lebensräume stellen die waldfreien Felsköpfe, mit ihren als Steppenheide bezeichneten Vegetation aus Hochstauden, niedrigen Kräutern und Gräsern, sowie Moosen und Flechten, dar. Vor der Waldrodung durch den Menschen waren sie, neben den Blockhalden, Moorgebieten, Flussuferbereichen und Kiesbänken, die einzigen waldfreien Bereiche.

### Flächen nach der Fauna-Flora-Habitat-Richtlinie (FFH)
Für die Albhochfläche besonders bemerkenswert sind die arten- und blütenreichen Bergwiesen (Kalkmagerwiesen) mit ihrer ursprünglich nur einmaligen Mahd. Heute finden sie sich nur noch an wenigen Stellen, meist handelt es sich um Naturschutzgebiete. Viele andere Flächen wurden in der Vergangenheit aufgeforstet oder durch Düngung in ertragreichere Fettwiesen umgewandelt. Um weitere Verluste an typischen Bergmähwiesen zu vermeiden, wurden alle FFH-Mähwiesen von der Naturschutzverwaltung kartiert und für viele bereits Pflegeverträge mit den bewirtschaftenden Landwirten abgeschlossen, mit dem Ziel, diese landschaftsprägenden Wiesen dauerhaft zu erhalten.
Es herrscht eine große Artenvielfalt an Orchideen, hierunter Arten wie Hummel- und Bienenragwurz oder Helm-Knabenkraut. Andernorts treten großflächige Frauenschuhvorkommen (der Gelbe Frauenschuh, lat. Cypripedium calceolus) auf, wie beispielsweise im Bereich Bergsteig bei Fridingen.
Zu den größten Besonderheiten gehören die sauren Magerwiesen oder Borstgrasrasen im Bereich von Heuberg und Hardt. Besonders eindrucksvoll sind sie im Naturschutzgebiet Irndorfer Hardt ausgeprägt. Seltene Raritäten, wie z. B. Arnika, Busch-Nelke, Feld-Enzian, Knöllchen-Knöterich, Weißzüngel, Gelber Enzian, Trollblume, Bleiche Weide oder Narzissen-Windröschen haben hier ihren Lebensraum. Auch klimatisch ist das Irndorfer Hardt bemerkenswert, kann doch hier in keinem einzigen Monat des Jahres Bodenfrost ausgeschlossen werden. Nach der Eiszeit konnten sich hier viele Pflanzen halten, die normalerweise den abschmelzenden Gletschern wieder Richtung Alpen gefolgt wären, aber das kühle Klima des Hardts sagte ihnen so zu, dass sie an Ort und Stelle blieben. So findet man hier Pflanzen, die eigentlich erst 1000 Meter höher vorkommen dürften

### Einfluss von Landwirtschaft und Schafzucht

#### Schafzucht
Aufgrund der klimatischen Bedingungen herrscht bei der Landwirtschaft Grünland vor. Magerrasen, Steppenheide und Hutungen bestimmen die zum Teil unter Naturschutz stehende Altvegetation. Sehr typisch für den Naturpark sind großflächige Wacholderheiden, die auch heute noch von Schafen und Ziegen extensiv beweidet werden. Die steilen Kalkmagerrasen an den Albhängen bieten ideale Weidegründe für Schafe. Mit ihren Hufen meistern sie nahezu jedes Gelände und halten die Vegetation kurz. Nur stachelige Gewächse – Silberdisteln, Hagebutten und insbesondere Wacholder – werden von den Schafen verschmäht, sodass diese sich im 18. und 19. Jahrhundert weit ausbreiten und sich die Wacholderheide als Kulturlandschaft etablierte. Die Silberdistel als Charakterpflanze der Wacholderheide gilt als Wahrzeichen der typischen Albvegetation.

#### Ackerbau
Die vielen Lesesteinriegel auf der relativ ebenen Hardthochfläche zeugen heute vom wenig ertragreichen Ackerbau in früheren Zeiten („Viel Steine gab’s und wenig Brot“, Zeile aus der Heldenballade Schwäbische Kunde von Ludwig Uhland, 1814). Hier, wo sich oberhalb von 900 Metern noch einer der höchstgelegenen Getreideäcker nördlich der Alpen befinden, sorgen der späte Vegetationsbeginn und die kurze Wachstumsperiode, sowie auch der karge und felsige Boden für kleine Ernten. Diese mussten nicht selten mit dem Schlitten im Schnee eingefahren werden, da der Winter vor allem während der Kleinen Eiszeit früh eintrat. Seit Jahrhunderten bis in die heutige Zeit ließen sich nur sehr widerstandsfähige Getreidesorten und Hülsenfrüchte wie die wiederentdeckten Alb-Linsen anbauen.
Mit dem Darren konnte auch unreifes Getreide zur Suppenherstellung, nicht aber für Brot verarbeitet werden.
Heute überwiegt Grünland – Sommerweiden und vor allem Schafzucht – das Ackerland bei weitem. Der Schwerpunkt des Ackerbaus liegt nach wie vor im relativ niedrig gelegenen Hardt. Auf den wenigen Ackerstandorten heutzutage sind im Bereich der Ackerwildkrautflora die Ackerlichtnelken- und Adonisröschengruppe in guter Ausbildung vorhanden.

## Fauna

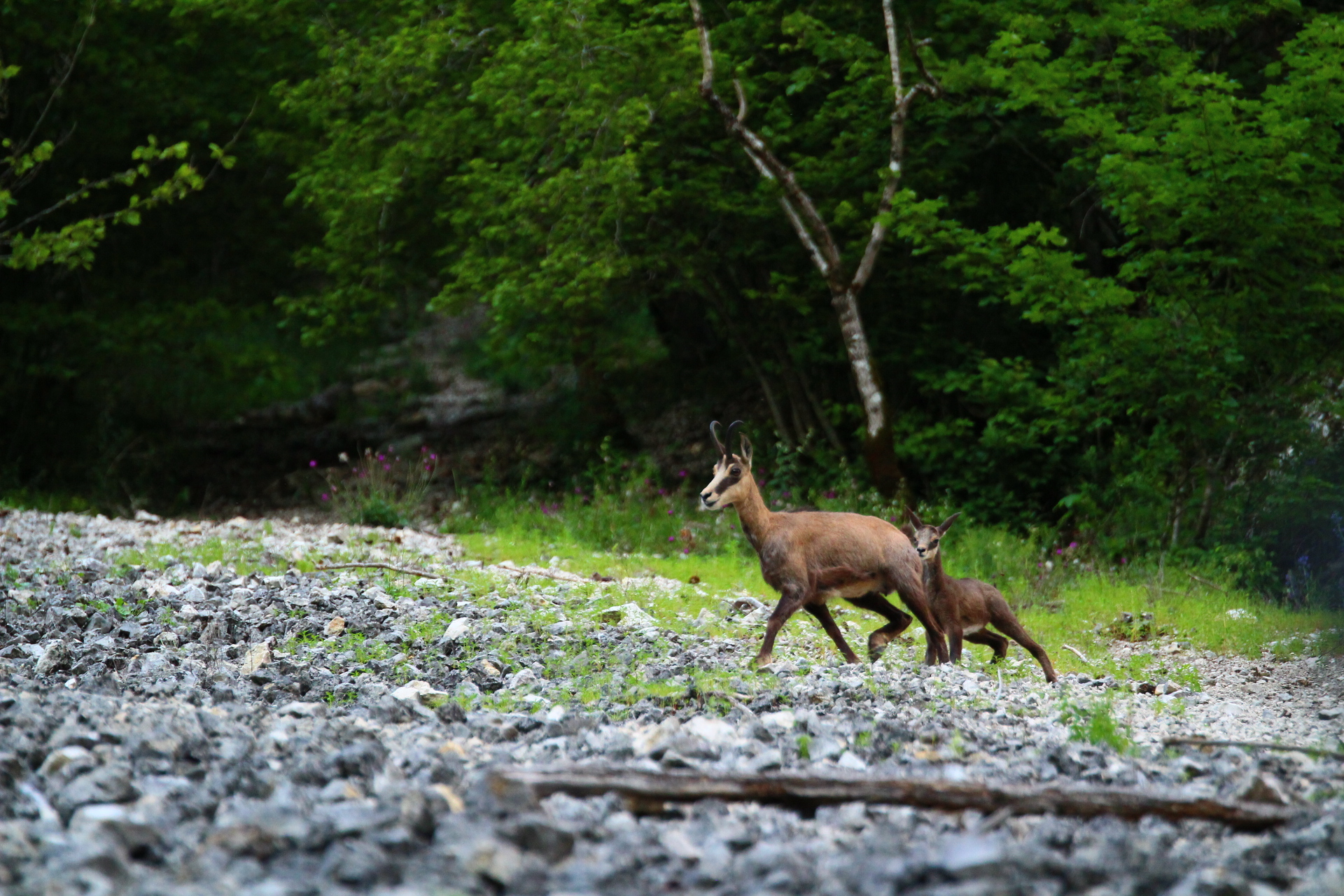
Gämsen auf Schutthalden des Oberen Donautals am Südhang des Heubergs

An den zum Teil ausgesetzten Kalksteinfelsen im Oberen Donautal haben Gämsen und Wanderfalken ihren natürlichen Lebensraum. Die Flussläufe beherbergen Biber, Eisvögel und Weißstörche, die Wälder unter anderem Wildschweinen, Luchse, Dachse, Marder, Füchse, Kolkraben und Uhus. Die Heckenlandschaften begünstigen das Vorkommen von Rotmilan.
Weitere geschützte Tierarten auf dem Großen Heuberg sind beispielsweise der Alpenbock, der Bitterling, die Groppe und der Kammmolch. In Felsklüften überwintern Fledermäuse wie die Große Hufeisennase, die Bechstein-Fledermaus und das Große Mausohr.
Teile des Heubergs gehören zum geschützten Raum Südwestalb und Oberes Donautal, dem größten Vogelschutzgebiet in Baden-Württemberg.

## Geschichte

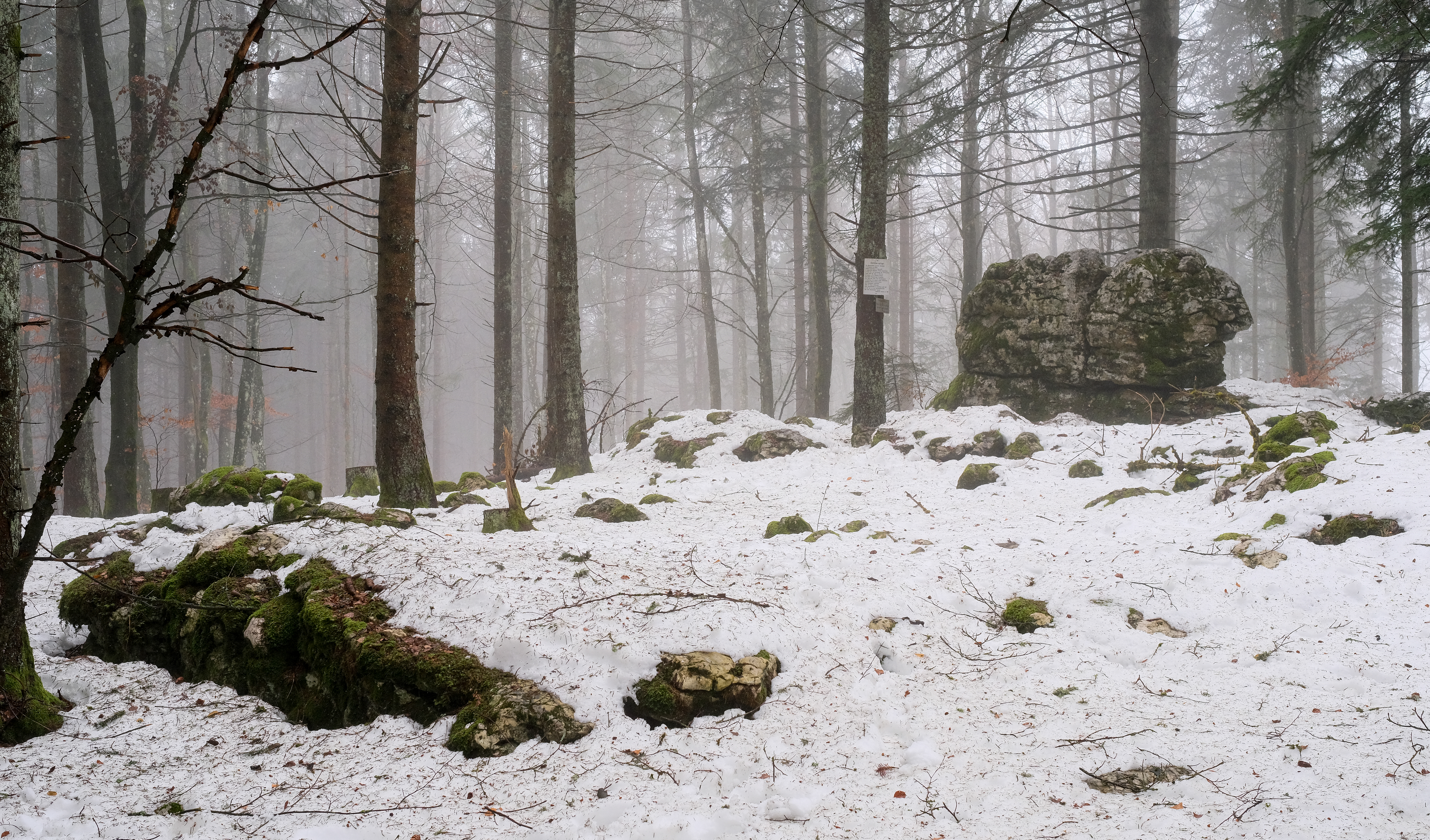
Götzenaltar bei Böttingen

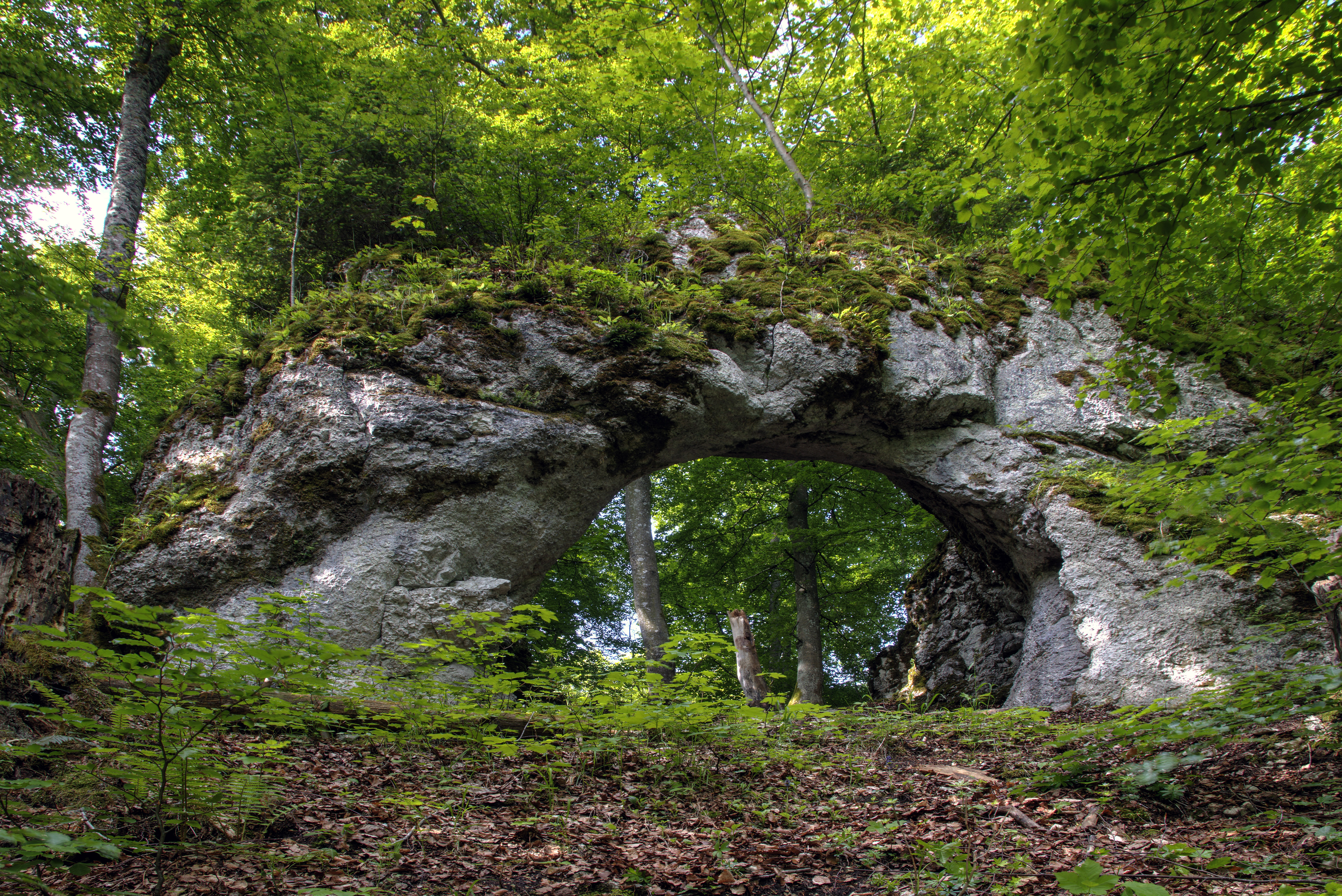
Heidentor bei Egesheim

### Frühgeschichte und Antike
Die die Lebensumstände erschwerenden Verhältnisse auf der Albhochfläche haben die Menschen nicht daran gehindert, schon früh auf dem Großen Heuberg Fuß zu fassen. Funde von steinzeitlichen Gegenständen in der Beilsteinhöhle (daher auch der Name) bei Egesheim belegen, dass schon Steinzeitmenschen hier gesiedelt haben. Schon früh interessierte sich Menschen für die erhabenen Plätze. Sie siedelten hier wohl, weil ihnen die sonnigen Höhen und lichten Wälder (trotz der Kälte und des dort herrschenden Wassermangels) mehr anzogen, als die häufig sumpfigen und unwegsamen Urwälder in niedrigeren Lagen. In Unterdigisheim wurde eine Knochenflöte gefunden. Das Instrument mit den filigranen eingeritzten Verzierungen stammt aus der Glockenbecherkultur (2600 bis 2200 vor Christus). Bereits im letzten vorchristlichen Jahrtausend wurden palisadenartige Randbefestigungen an diesem Abschnitt des Albtraufs errichtet, im Altertum wurden die Höhenlagen für die Weidewirtschaft genutzt.

#### Stratigraphie
Gerhard Bersu, der wegen seines jüdischen Glaubens in der Nazizeit emigrierte, erkannte bereits 1923 eine bis heute in der Region einmalig dokumentierte Stratigraphie. 2024 gruben Martin Bartelheim und Marc Heise erfolgreich auf dem Lochen. In drei Ausgrabungskampagnen bis 2025 soll das archäologische Potential überprüft werden und eine für Südwestdeutschland gültige chronologische Entwicklung herausgearbeitet werden. Das wird zum einen durch die Analyse des Fundmaterials erreicht sowie durch naturwissenschaftliche Datierungen an organischen Materialien. Ermöglicht werden die Untersuchungen durch die Unterstützung der Gemeinde Hausen am Tann, des Regierungspräsidiums Tübingen sowie des Schwäbischen Albvereins.

#### Eisenzeit
Von der Besiedlung des Areals während der Eisenzeit durch Kelten und Alemannen zeugen über 1000 Hügelgräber und die Kultstätten „Götzenaltar“ und „Heidentor“. Auch Funde von Skeletten mit Grabbeigaben aus jener Zeit nahe dem Alten Berg weisen auf eine kultische Bedeutung des Heubergs hin. Im Gebiet des östlichen Heubergs wurden keltische Grabhügel in den Fluren Weichenwang, Wangen, Frankenreis und Hofen erforscht.
Auf dem Lemberggipfel gab es zur Hallstattzeit eine befestigte keltische Siedlung, auf dem Lochenstein und auf dem Gräbelesberg oberhalb von Laufen an der Eyach thronten in der Eisenzeit keltische Felsenfestungen. Auf dem letztgenannten Berg und am Meßstetter Talbach in Lautlingen wurden entsprechende Werkstätten nachgewiesen.
Die heutigen Bergnamen sowie auch einige Gemeindenamen stammen wohl aus der damaligen keltischen Sprache: Lemberg, dessen Vorsilbe „lem-“ etwa auf ein sumpfiges Gebiet hinweist; der einheimische Name „die Plaikten“ oder „die Bloachta“ für den Plettenberg bedeutet „der Gebleichte“. Auch die weiblichen Genus der Lochen geht wahrscheinlich auf einen keltischen Ursprung zurück.
Im Gebiet der Stadt Meßstetten ließ Pfarrer Alfred Ludwig Oetinger (von 1856 bis 1868 Pfarrer in Meßstetten und Hossingen) zunächst auf eigene Rechnung, später auf Rechnung der Staatssammlung vaterländischer Alterthümer, umfangreiche Grabungen durchführen, wobei er vor allem Funde aus keltischer Zeit machte.

#### Römerzeit
Durch die römischen Eroberungen im Süden des heutigen Deutschlands, die im Jahre 15 v. Chr. begannen, kam es zur Unterwerfung der Kelten durch die Römer. Aus dieser Zeit sind mehrere Funde, darunter bei der keltischen Burg Gräbelesberg und bei Straßenbauten dokumentiert. Meßstetten befand sich während des Römischen Reiches im vom Kastell Lautlingen geschützten Hinterland des Alblimes. Die Kelten in Südwestdeutschland wurden mit der Zeit teilweise romanisiert, jedoch blieb der ländliche Lebensstil fernab der großen Römerstädte, wie z. B. auf dem Heuberg, von dieser Entwicklung meist unbeeinflusst.

#### Völkerwanderungszeit
Der östliche Heuberg war Durchgangs- und Siedlungsraum von Kelten und Römern, bis die Alamannen nach 260 in die Gegend eindrangen. Die restliche keltisch-romanische Bevölkerung wurde wahrscheinlich von den germanischen Neuankömmlingen sprachlich und kulturell assimiliert. Damit trugen Alamannen und Romano-Kelten gemeinsam zur Ethnogenese der späteren Schwaben bei. Der Teilname -stetten deutet auf die alamannische Besiedlung hin. Wahrscheinlich sind die „stetten“-Orte auf dem Heuberg – wie Meßstetten, Heinstetten, Stetten am kalten Markt und Frohnstetten – von Ebingen aus als Hirtensiedlungen im 4. Jahrhundert gegründet worden. Im Ortskern von Meßstetten hat der Meßstetter Ortspfarrer Oetinger drei Alemannen-Friedhöfe in den Jahren von 1864 bis 1867 erforscht. Bei Grabungen wurde unter anderem auch ein hunnischer Metallspiegel geborgen, welcher aus einer außergewöhnlichen Metalllegierung gefertigt wurde (59 % Kupfer, 40 % Zinn, 1 % Blei). Dies könnte Hinweis auf eine Besiedlung bzw. auf den Durchzug der Hunnen in der Region während der Spätantike sein.

### Mittelalter
Ab 843 gehörte der Große Heuberg zum autonomen Herzogtum Alamannien im Ostfrankenreich.

#### Adelsgeschlechter
Auf dem Großen Heuberg waren ab dem frühen Mittelalter verschiedene schwäbische Adelsgeschlechter ansässig oder verfügten über Besitzungen und Ortschaften:
- die Herren von Bodman in Mahlstetten von 1659 bis 1701,
- die Herren von Bubenhofen,
- die Herren von Enzberg,
- die Herrschaft Hausen,
- die Grafen von Hohenberg,
- die Schwäbischen Hohenzollern
- die Herren von Michelstein,
- die Herrschaft Mühlheim,
- die Herrschaft Schalksburg,
- die Scherragrafschaft,
- die Herren von Tierberg und
- die Herren zu Wehingen.

Der Heuberg war Teil des Herzogtums Schwaben. Politisch bestand das Herzogtum Schwaben etwa 350 Jahre, von Beginn des 10. Jahrhunderts bis zum Ende der Staufer.

#### Orte des Großen Heubergs als Klosterbesitzungen
Egesheim ist eine der ältesten Gemeinden auf dem Großen Heuberg, sie wurde bereits im Jahre 770 in einer Schenkungsurkunde des Klosters St. Gallen erwähnt.
Das Augustiner-Chorherrenstift Beuron verfügte im Mittelalter ebenfalls über Siedlungen auf dem Großen Heuberg. Schwerpunkte des Beuroner Grundbesitzes lagen nördlich der Donau in Irndorf, Königsheim, Böttingen und Mahlstetten.
Das Kloster Sankt Georgen im Schwarzwald hatte im 11. Jahrhundert Besitzungen in Renquishausen.
Dem Kloster St. Georgen in Stein am Rhein wurden im Jahr 1005 von König Heinrich II. (dem Heiligen) 14 Orte übergeben, darunter Hoensteta, also Heinstetten.

#### Felsenburgen, Gipfelburgen und Höhenburgen

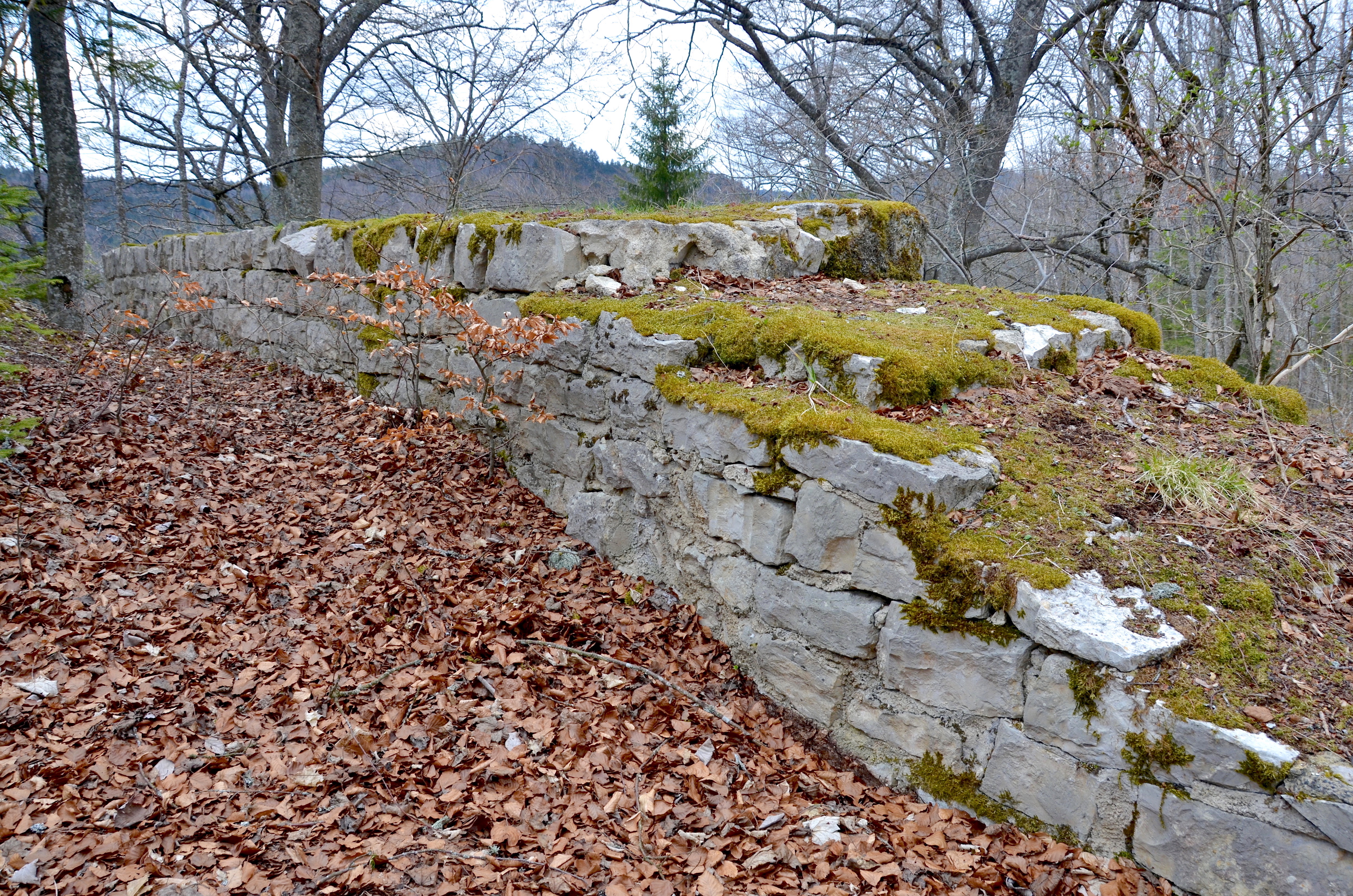
Reste der Burgruine Wehingen

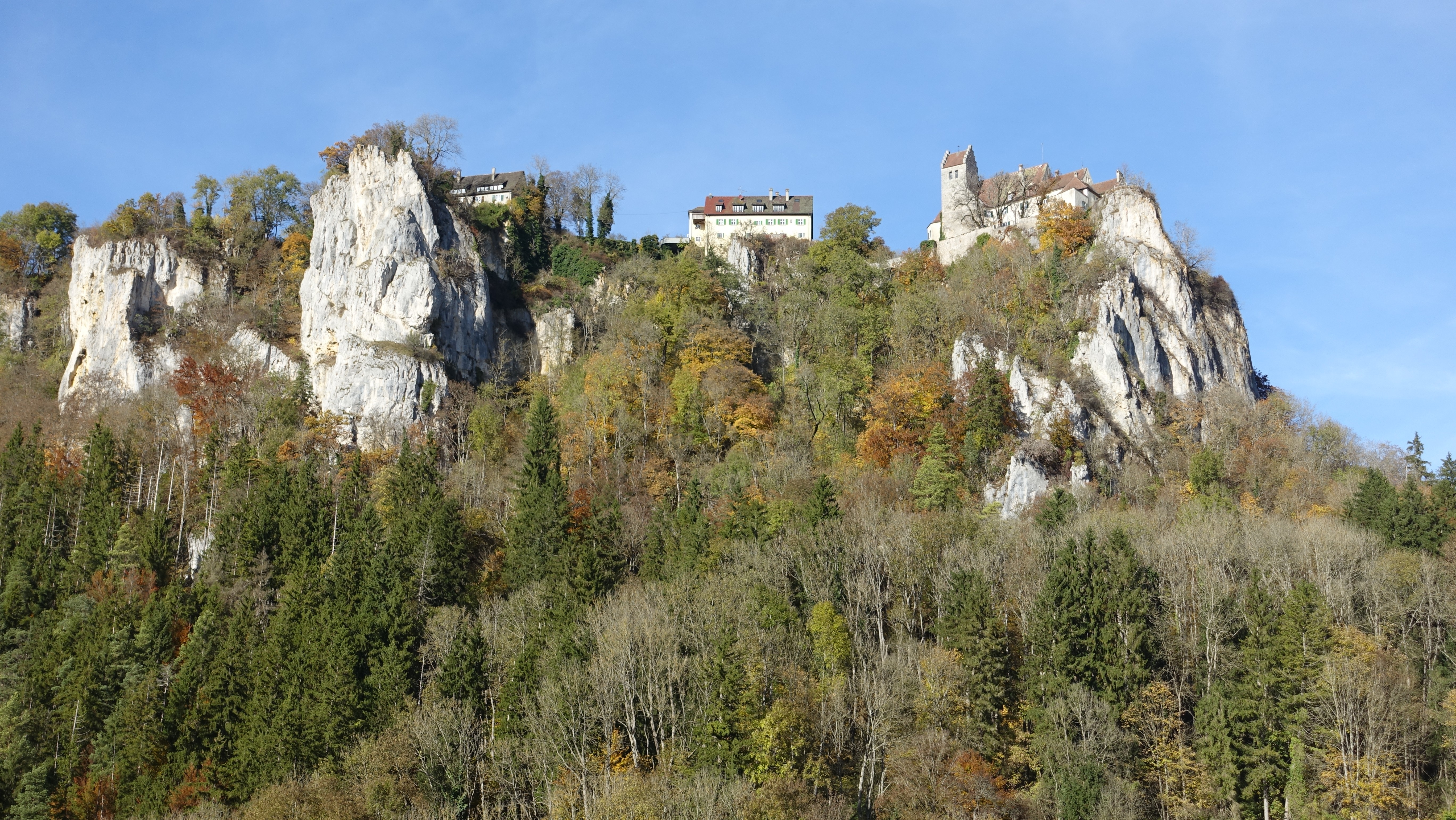
Schloss Werenwag bei Langenbrunn

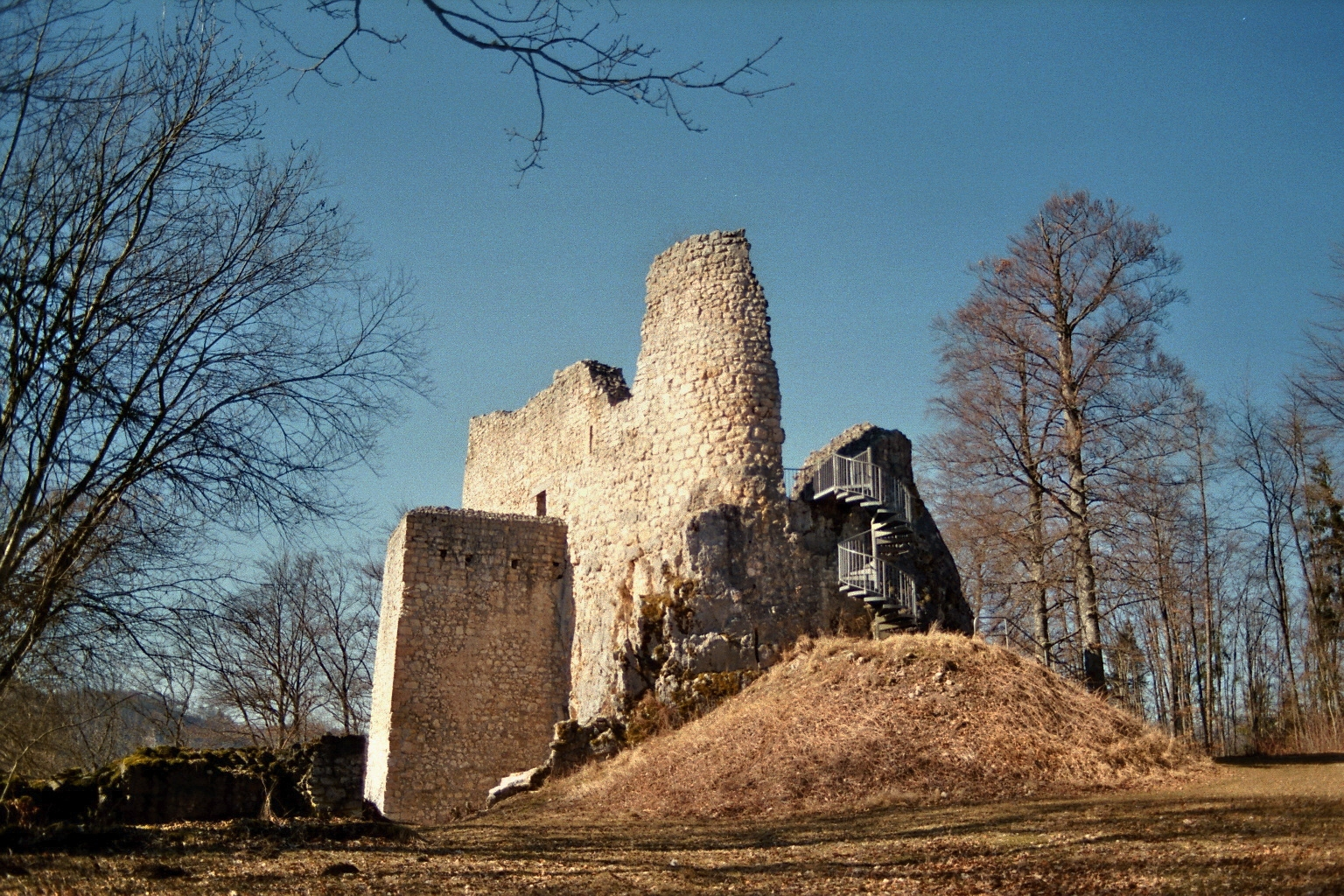
Ruine Falkenstein bei Thiergarten

Vor allem am Albtrauf und auf den Zeugenbergen standen seit dem frühen Mittelalter Höhenburgen, zum Teil als Felsen-, Hang- oder Gipfelburgen. Es sind vielfach nur noch Ruinen und Fundamente erhalten geblieben.
Bekannte Beispiele sind:
- Burg Oberhohenberg als Spornburg,
- Burgruine Granegg in Egesheim,
- Burg Plettenberg,
- Burg Wenzelstein,
- Burg Hausen, auch Burzel genannt, als Höhenburg,
- Burgruine Harras oberhalb von Wehingen,
- Schloss Werenwag, noch erhalten, mehrmals umgebaut, bei Langenbrunn,
- Ruine Falkenstein, gut erhaltene Ruine bei Thiergarten.

Weitere Burgen rechts der Oberen Donau sind auf den Ausläufern der Hegaualb.

#### Schwarzer Tod
Der Schwarze Tod im Spätmittelalter wütete auch auf dem Großen Heuberg, der dadurch teilweise entvölkert wurde. In dieser Zeit, die als spätmittelalterliche Wüstungsperiode bekannt ist, wurden viele kleinere Siedlungen aufgegeben.

#### Heilbad in Geyerbad
Im Mittelalter gab es auf dem Weiler Geyerbad ein Badhaus. Die Menschen erhofften Heilung oder wenigstens Linderung der vorwiegend rheumatischen Beschwerden. Durch zahlreiche Untersuchungen ist heute bekannt, dass der im Bad aufgenommene Schwefel den Zellstoffwechsel anregt, in enzymatische Prozesse eingreift und in organische Substanzen eingebaut wird. Solche Bäder waren öffentliche Einrichtungen wie das Wirtshaus oder die Mühle, da Privathäuser in der Regel über keine derartigen sanitären Anlagen verfügten. In der Badstube bot der Bader in der Regel nach Geschlechtern getrennt Dampf- und Schwitzbäder sowie Wasserbäder an, denen er bei Bedarf Kräuter hinzumischte. Durch mangelhafte Hygiene bei in Badhäusern durchgeführten Aderlässen wurden Krankheiten übertragen. 1623 wird das Heilbad geschlossen.

#### Glashütten
In Glashütte wurde schon im Mittelalter Glas produziert. Der Name des Ortes ist die Bezeichnung für den Standort einer Glashütte, wobei es eine „alte“, die untere Glashütte, und eine „neue“, die obere Glashütte gab, um deren Standort die beiden Siedlungen entstanden sind.

### Neuzeit und Gegenwart

#### Reformationszeit im 16. Jahrhundert
Auf dem Großen Heuberg kam es zu Bilderstürmen durch Reformatoren aus der Schweiz. Auch in der Oberdigisheimer Kirche wurde übel gehaust. Seither wurden die Protestanten „Wüstgläubige“ genannt.
Die Bevölkerung des Großen Heubergs war auch am Deutschen Bauernkrieg beteiligt.
Am 11. Mai 1525 segnet der Pfarrer von Digisheim das Heer der Bauern.
Das Abzeichen der Bauern um Balingen war eine schwarz-rote Fahne mit weißem Kreuz. Im Bauernkrieg wurde die Burg in Hossingen laut mündlicher Überlieferung beschädigt. Soldaten von Georg von Waldburg-Zeil (1488–1531), dem sogenannten Bauernjörg, erreichten über Meßstetten im Bäratal den Lochenpass. Unterhalb des Lochensteins kam es zu Kämpfen.

#### 19. Jahrhundert

##### Verkehrserschließung

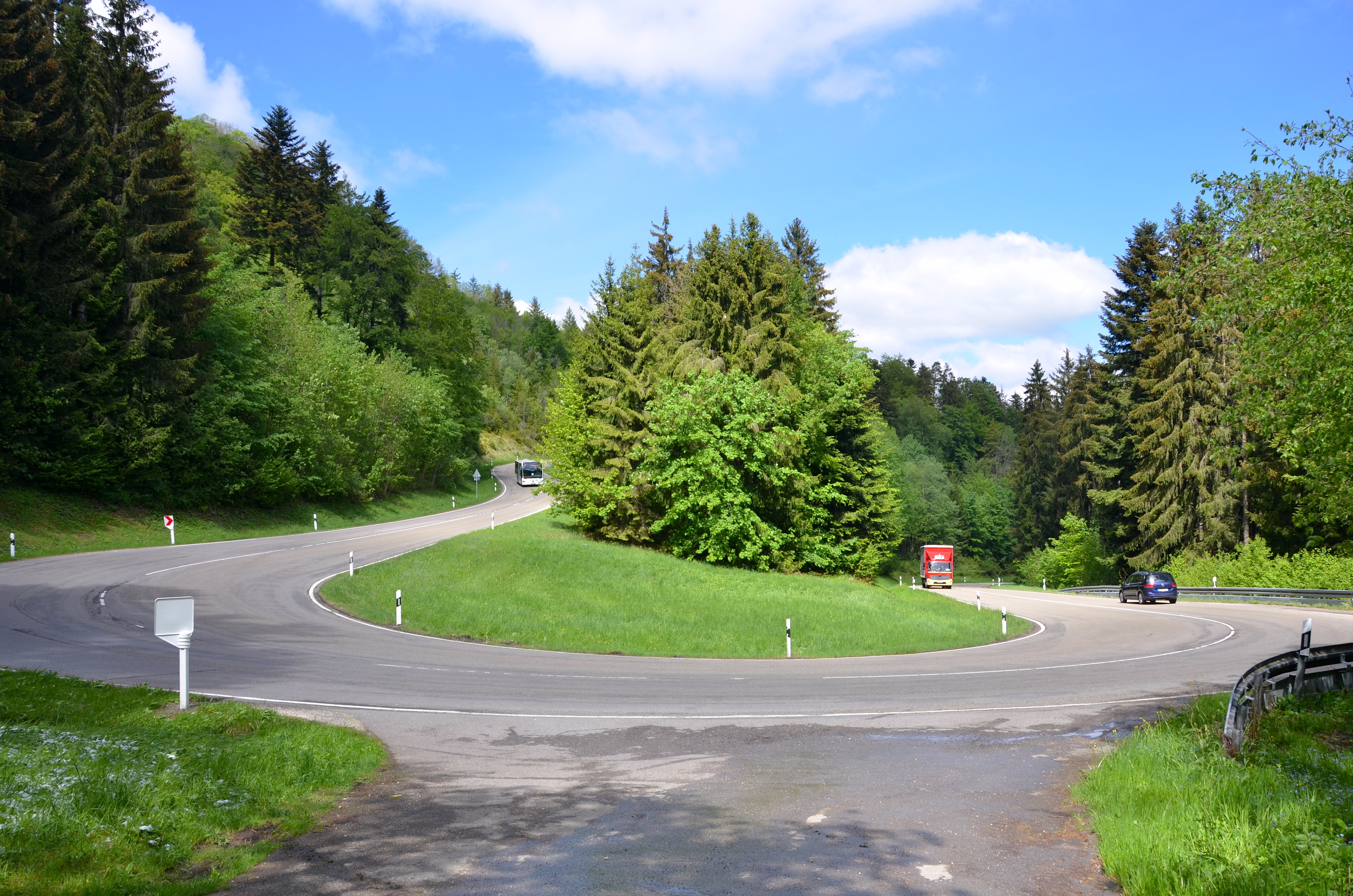
Serpentine am Lochenpass, L440 zwischen Weilstetten und Tieringen

Die Abgeschiedenheit und schwere Erreichbarkeit der Heubergdörfer auf der Albhochfläche, die geringe Fruchtbarkeit der Böden, das raue Klima sowie der bis in das 20. Jahrhundert bestehende Wassermangel führten dazu, dass der Große Heuberg über Jahrhunderte zu den ärmsten Gegenden Deutschlands zählte. Mit dem Ausbau des Lochenpasses zwischen 1849 und 1852 wurde im Königreich Württemberg erstmals versucht, die Heubergdörfer an das Albvorland anzubinden. Noch in den 1930er Jahren galt der Große Heuberg als Notstandsgebiet, jahrhundertelang war er eine klassische Auswanderungsregion. Aufgrund der früher prekären Lebensverhältnisse galten die Bewohner einst zwar als rückständig, andererseits aber auch als gerissen und voller Bauernschläue.

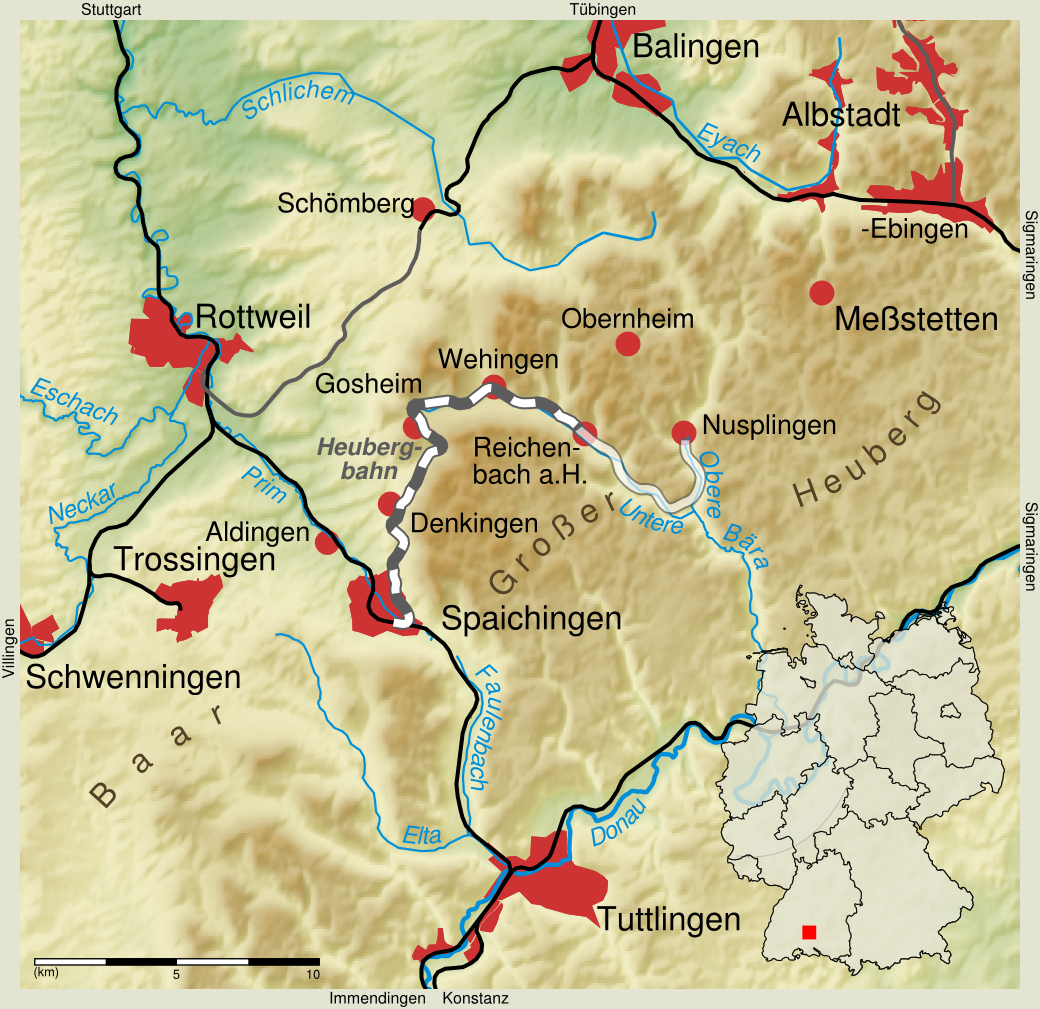
Der Große Heuberg und die dort ab 1928 angelegte Heubergbahn

Die Heubergbahn war zwischen 1928 und 1966 eine 17,9 Kilometer lange normalspurige Eisenbahnstrecke von Spaichingen über fünf Bahnhöfe und einen Haltepunkt (Spaichingen Nord, bis 1939 Spaichingen Nebenbahn) nach Reichenbach am Heuberg. Ursprünglich war die Ausführung als Schmalspurbahn geplant, die über Reichenbach hinaus nach Egesheim und Nusplingen führen sollte. Die Heubergbahn hatte große Bedeutung bei der Erschließung und Industrialisierung der westlichen Heuberggemeinden.
Die eigentliche Industrialisierung begann in den westlichen Heuberggemeinden erst mit dem Bau der Heubergbahn in den 1920er Jahren, etwa durch Filialbetriebe des Trossinger Harmonikaherstellers Hohner. Im scharfen Kontrast dazu begann in der Zeit des Wirtschaftswunders durch viele Neugründungen und stetigem Wachstum kleiner und kleinster Unternehmen handwerklichen Ursprungs eine wirtschaftliche Aufwärtsentwicklung. Eine große Rolle hierbei spielte die Uhrenindustrie mit der „Hermle Uhrenmanufaktur“.

##### Wirtschaftliche Entwicklung
In Meßstetten fand die Bevölkerung einen besonderen Weg, um mit der extremen wirtschaftlichen Not fertig zu werden: Direktvermarktung im Hausierhandel mit der Geheimsprache Pleißne wurden Absprachen getroffen. Das Pleißne ist ein historischer regionaler Soziolekt aus dem Hausierhandel im heutigen Zollernalbkreis, der zu den Dialekten des Rotwelschen gehört.
In Hartheim gefertigte Mausefallen wurden bis nach Paris verkauft.
Für die Kinder ärmerer Leute wurden Industrieschulen gegründet. Gagatfertigung und die Korsettproduktion auf dem Heuberg fielen Modewechseln zum Opfer.
Als Hilfe zur Selbsthilfe wurden in Württemberg Obstbäume gepflanzt. Auf dem Heuberg werden vorherrschend nur spät blühende Mostsorten gepflanzt, jedoch mit sehr mäßigem Ertrag. Im Grundbuch war die Nutzung der Seitenstreifen in Württemberg über Dienstbarkeiten geregelt. Neben König Wilhelm verschenkten auch die Brüdergemeinden Obstbäume.
Manche Gemeinden wurden im 19. Jahrhundert an die Heubergwasserversorgung angeschlossen.
Eine erste Baumwollverarbeitung erfolgte zwar seit 1760 durch den Hechinger Hoffaktor Maier-Levi in Nusplingen, gefördert durch die Herrschaft. Jüdische Textilkaufleute traten als Verleger auf. Sie lieferten Garne und übernahmen den Vertrieb der Fertigwaren in den Stammhäusern.
Nach der Aufnahme von Hugenotten und Waldensern werden verbesserte Maschinen in Württemberg gebaut und betrieben.

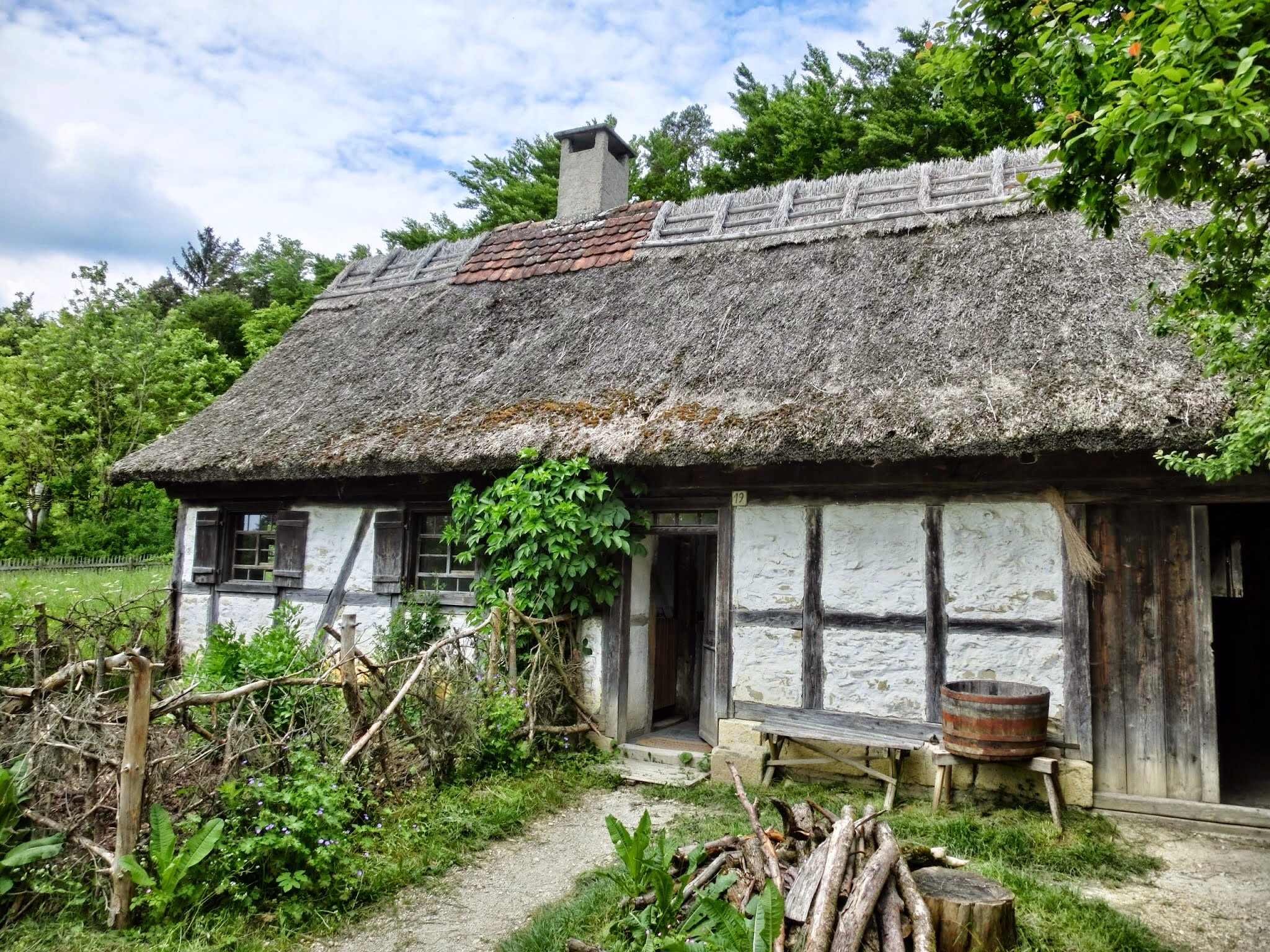
Die kleine Werkstatt von Souterrainfabrikanten befand sich in Hanglage oft im Keller oder im Anbau

Leichte Fertigwaren wie Textilien wurden direkt durch Hausierer vermarktet. Um 1900 erzielten 700 Hausierer aus dem Killertal noch 300.000 Goldmark Umsatz.
Soutterainfabrikanten produzierten und lebten in sehr bescheidene Seldnerhäuser mit zwei Zimmern und beispielsweise einem Webstuhl im Souterrain. Ausgedehnter Anbau von Hanf und Flachs und umfangreiche Schafzucht lieferten die Rohstoffe. Die Wolle der Merinoschafe war die feinste und begehrteste ihrer Zeit. Die Ebinger Geschäftsherren gaben für den Heuberg Heimarbeit aus. 1790 zählte Ebingen 100 Tuchmacher und 80 Strumpfwebereien. Später wurden die Heimarbeiter zu eigenständigen Kleinstbetrieben. Seit 1854 kam der „Trikot“ dazu.
Im Bereich des Heubergs wurden Unternehmer von Kleinbetrieben von Hausgewebetreibenden im Souterrain ihres Wohnhauses scherzhaft als „Souterrain-Fabrikanten“ bezeichnet. mit zwei Zimmern und beispielsweise einem Webstuhl im Souterrain. Bis in die späten 1880er-Jahre waren die Hälfte der Rundwirkstühle im Oberamt Balingen in der Heimindustrie eingesetzt.
1916 wurde in Stetten a.k.M. Ein Krankenhaus errichtet. Das Lazarett war bis 1974 auch zivile Heilstätte, spezialisiert auf die Behandlung von Tuberkulose.

#### Zeit des Nationalsozialismus

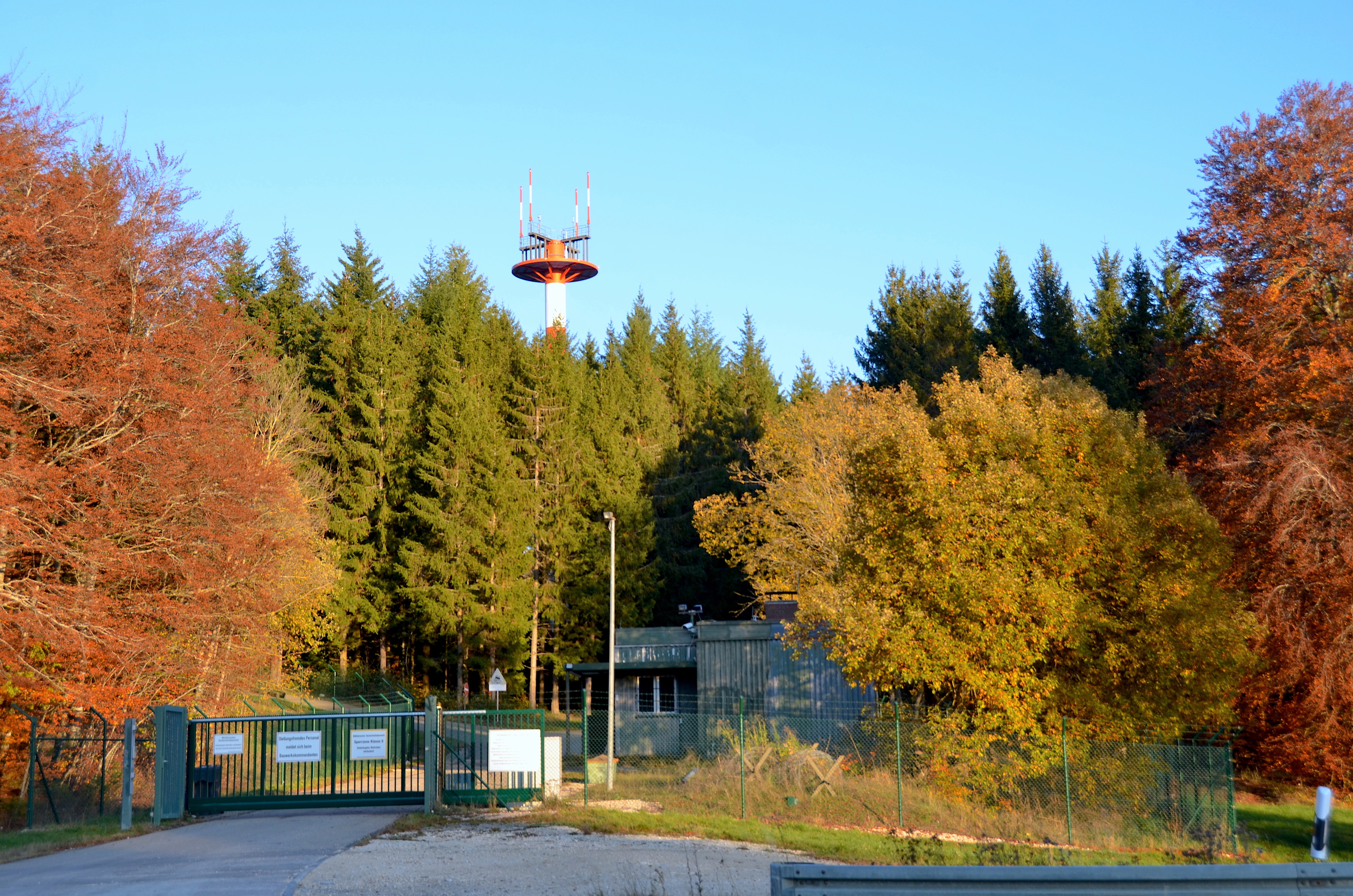
Eingang zum Truppenübungsplatz Heuberg

Noch heute erinnert in Stetten am kalten Markt ein Wegweiser zum Lager Heuberg an die Existenz des ersten Konzentrationslagers in Südwestdeutschland.
Der Truppenübungsplatz und das Lager Heuberg bei Stetten am kalten Markt waren seit ihrer Errichtung im wilhelminischen Kaiserreich bis 1910 stets ein Spiegelbild der deutschen Geschichte. Am 20. März 1933 wurde mit der Eröffnung des Konzentrationslagers Heuberg für sogenannte „Schutzhäftlinge“ aus Württemberg und Hohenzollern das düsterste Kapitel in der Geschichte des Truppenübungsplatzes aufgeschlagen.
Der „Heuberg“ ist eines von zahlreichen Konzentrationslagern in der Anfangsphase des Dritten Reichs, in denen die Nationalsozialisten ihre politischen und weltanschaulichen Gegner einsperrten und drangsalierten.
Im, dem Württembergischen Landespolizeiamt, Abteilung Politische Polizei unterstellten KZ Heuberg wurden zwischen dem 20. März und November 1933 zeitweise mehr als 2000 vorwiegend württembergische Kommunisten und Sozialdemokraten festgehalten und einer vielfach unmenschlichen Behandlung und Demütigungen unterworfen. Der prominenteste Häftling war der spätere SPD-Vorsitzende Kurt Schumacher. Nachdem Lager und Truppenübungsplatz Heuberg vollständig für militärische Zwecke benötigt wurden, wurden die Häftlinge im November 1933 in das Württembergische Schutzhaftlager Oberer Kuhberg bei Ulm verlegt, das in dieser Form bis 1935 bestand. An das KZ Heuberg und seine Opfer erinnert eine von der SPD in Baden-Württemberg initiierte Gedenkstätte bei der Dreitrittenkapelle auf dem Truppenübungsplatz Heuberg.

## Verkehr und Infrastruktur heute

### Straßen

#### Lochenpass
Der wichtigste Zugang zum Großen Heuberg auf der Straße bildet der Lochenpass, auch Lochensteige genannt. Er erreicht eine 888 m ü. NHN gelegene Passhöhe am Trauf der Südwestalb. Die 7,5 Kilometer lange Passstraße von Weilstetten nach Tieringen ist Bestandteil der Landesstraße 440. Sie überwindet auf den knapp fünf Kilometern zwischen Weilstetten und der Passhöhe im „Lochengründle“ die knapp 300 Höhenmeter des Albaufstiegs im Zuge des Albtraufs. Der Lochenpass liegt im Zollernalbkreis und stellt die kürzeste Verbindung aus dem Raum Balingen an den Bodensee. Die Bewohner standen in regem Austausch mit den umliegenden Regionen. Historisch liegt seine Bedeutung daran, dass unter anderem Glas aus dem römischen Reich auf dem Lochenstein benutzt wurde. Die dazu notwendige Infrastruktur bildete die nahe vorbeiführende Römerstraße von Rottweil nach Bad Cannstatt.
Es wird vermutet, dass der Lochenstein schon in der Bronze- und Eisenzeit eine wichtige Station an Verbindungswegen durch das Bära- und das Eyachtal von der oberen Donau durch die Schwäbische Alb und den Schwarzwald zum Rhein war. Durch diese relativ leichte Überwindung der europäischen Hauptwasserscheide verbanden sich die zwei großen Flusssysteme Europas als direkte Kommunikationsroute vom Schwarzen Meer zur Nordsee bereits in der Vorgeschichte.
Weitere Albaufstiege in Serpentinenform führen zu den unterschiedlich hoch liegenden Ortschaften am und auf dem Heuberg. Da vor allem der Albtrauf von der rückschreitenden Erosion betroffen ist, werden vor allem die Straßensteigen an der Nordwestseite beeinträchtigt und durch starke Niederschlägen oft auch geschädigt. Das führt zu häufig notwendigen Streckenerneuerungen und -verlegungen.

#### Schwäbische Albstraße
Die Schwäbische Albstraße ist eine etwa 200 km lange Ferienstraße. Dabei passiert die Straße viele schöne Städtchen und sehenswerte Landschaften. Sie beginnt in zwei Zweigen (Trossingen, Tuttlingen) und überquert unter anderem auch den Heuberg von Südwesten nach Nordosten. Die Beschilderung an der Strecke besteht aus einer Silberdistel auf blauem Untergrund.

#### Hohenzollernstraße
Auch die Hohenzollernstraße durchstreicht als Ferienstraße einige Teilgebiete des Großen Heuberges.

### Schienennetz

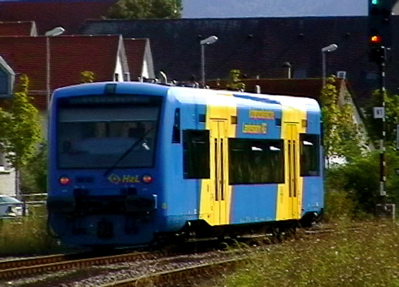
Ein RS1 als Rad-Wander-Shuttle in Balingen, der den nördlichen Teil des Großen Heubergs erreicht.

Der Große Heuberg wird aktuell von vier Bahnlinien erschlossen:
- Die Bahnstrecke Plochingen–Immendingen erreicht – auch von der Landeshauptstadt Stuttgart her – den Großen Heuberg mit seinen Bahnhöfen im Westen.
- Die Bahnstrecke Tübingen–Sigmaringen berührt den nördlichen und östlichen Teil des Großen Heubergs.
- Die Bahnstrecke Tuttlingen–Inzigkofen wird von der Deutschen Bahn als Teil der Donaubahn von Donaueschingen nach Ulm eingeordnet und erreicht die Region im Süden.

Der Personenverkehr wurde auf der stillgelegten Bahnstrecke Balingen–Rottweil 2002 in einem Teilabschnitt zum Großen Heuberg hin als Rad-Wander-Shuttle wieder aufgenommen, wofür neue Bahnsteige erstellt sowie der Haltepunkt Schömberg am Stausee neu eingerichtet wurden. In der Regel vom 1. Mai bis Mitte Oktober verkehren diese Züge an Sonn- und Feiertagen zwischen Tübingen beziehungsweise Balingen und Schömberg. Damit soll das Naherholungsgebiet Oberes Schlichemtal und die Zollernalb für den Tourismus attraktiver werden. Ergänzt wird das Rad-Wander-Shuttle durch Buslinien, die den Schlichemwanderweg und die Region der 10 Tausender erschließen. Zwischen 2002 und 2020 verkehrten Triebwagen des Typs RS1 der Hohenzollerischen Landesbahn auf der Strecke, welche zur Saison 2021 durch neue Triebwagen des Typs LINT 54 abgelöst wurden.
Anlässlich verschiedener Veranstaltungen sind ab und zu zudem historische Züge der Eisenbahnfreunde Zollernbahn e. V. (EFZ) auf der Strecke unterwegs.

### Öffentlicher Nahverkehr
Der weitläufige Heubergraum ist durch den ÖPNV mit Ausnahme des Schülerverkehrs wenig erschlossen, die Situation wurde aber in den letzten Jahren durch Busanbindung an den Ringzug Richtung Westen verbessert. Der motorisierte Individualverkehr ist immer noch vorherrschend, Firmen stellen ihren Mitarbeitern vielfach auch Kleinbusse für Fahrgemeinschaften zur Verfügung.

### Militäranlagen

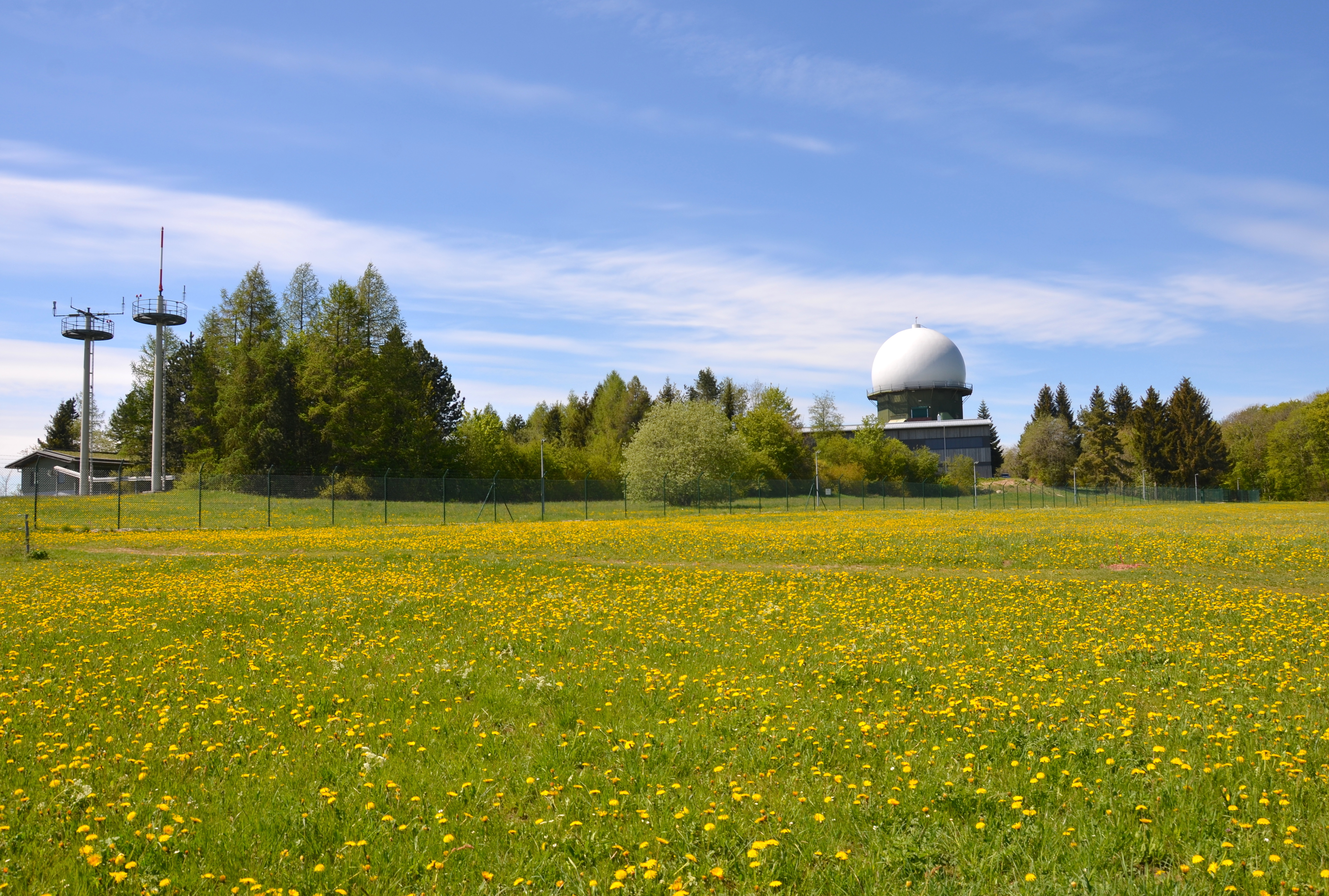
Radarkuppel auf dem Weichenwang

- Auf dem Weichenwang wird eine Radaranlage vom Abgesetzten Technischen Zug 249 betrieben.
- In der Zollernalb-Kaserne (1960–2014) gab es Einheiten der Luftwaffe und des Heeres. Zeitweise war das Gelände Landeserstaufnahmestelle für Flüchtlinge und Ankunftszentrum für Flüchtlinge aus der Ukraine.[58] Ab 2021 war es während COVID-19-Pandemie Kreisimpfzentrum. Es ist eine Konversion zum Interkommunalen Gewerbe- und Industriepark Zollernalb gemeinsam mit den Städten Albstadt und Balingen sowie den Gemeinden Nusplingen und Obernheim geplant.
- Auf dem Truppenübungsplatz Heuberg, mit Außenfeuerstellungen, es gibt zahlreiche Übungseinrichtungen wie Siedlungen, Schießbahnen, Sprengplätzen und einen Übungsbahnhof.[59] Die Anlagen werden auch von Polizei, Feuerwehr, DRK[60] und Zoll genutzt. Verbunkerte Bauwerke, bis 2008 war das Combined Air Operations Centre 4 der NATO zur Führung von Luftstreitkräften auf dem Heuberg stationiert.
Geplant ist der Bau von zwei etwa acht Meter hohen Weltraumteleskopen bis 2026. Mit diesen kann man zwischen 400 und 36.000 Kilometer in die Höhe schauen. Die Geräte sollen Daten sammeln und diese an das Weltraumlagezentrum im nordrhein-westfälischen Uedem übertragen.[61]
- Raketenstellung Böttingen (1963–1976) mit Dürbheim zeitweise Quick-Reaction-Alert-Stellung (QRA),X-Area, US-Einheiten mit Pershing I[62] Am 22. Februar 1970 kam es bei unsachgemäßer Wartungsarbeiten an dem nuklearen Sprengkopf einer Pershing-Rakete zu einem meldepflichtigen Unfall.[63]

### Wanderwege

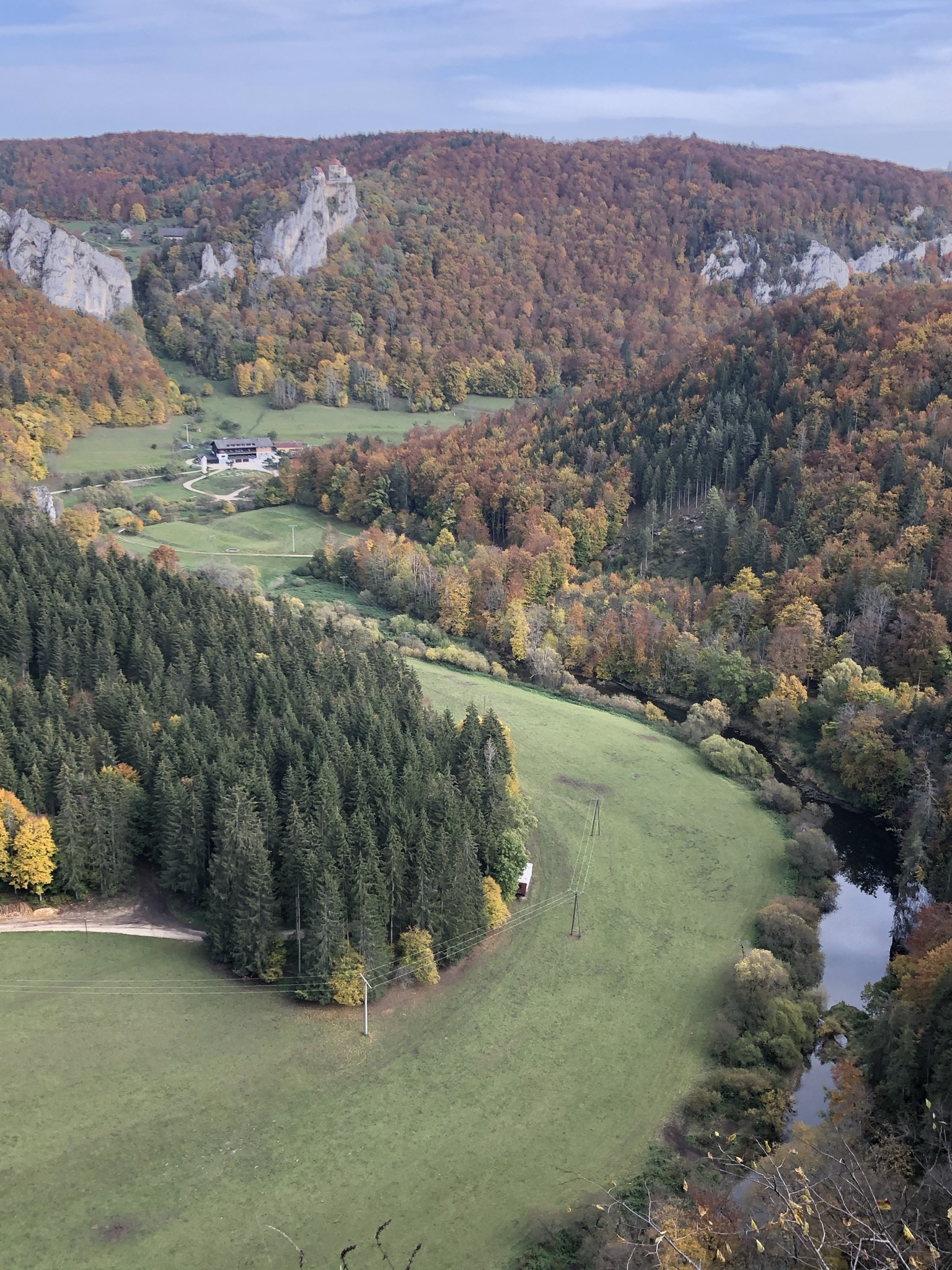
Blick vom Knopfmacherfelsen am Donauberglandweg

#### Hauptwanderwege des Schwäbischen Albvereins
Das Rückgrat des Wanderwegnetzes der Schwäbischen Alb bilden die Hauptwanderwege (HW) des Schwäbischen Albvereins:
- Der HW 1 (Schwäbische-Alb-Nordrand-Weg) und der HW 2 (Schwäbische-Alb-Südrand-Weg) umschließen den Großen Heuberg im Norden und Süden. Endpunkte beider Wege ist Tuttlingen.
- Der HW 9 (Heuberg-Allgäu-Weg) verläuft von Spaichingen bis zum Schwarzen Grat bei Isny und quert den Großen Heuberg von Spaichingen bis zur Donau im Süden.

#### Weitere Wanderwege im Gebiet des Großen Heubergs
- Der Donauberglandweg führt ebenfalls, zum Teil auf Wegen des Albvereins, über den Heuberg und die westliche Schwäbische Alb. Im Sommer 2013 wurde dieser Prädikatswanderweg anlässlich der Wahl Deutschlands schönster Wanderweg zum zweitschönsten Wanderweg Deutschlands gewählt.
- Der Schlichemwanderweg ist ein 33,3 km langer Wanderweg entlang der Schlichem. Er führt von der Quelle des Flusses bei Tieringen (Zollernalbkreis) bis zu dessen Mündung in den Neckar bei Epfendorf (Landkreis Rottweil).

### Internet
Aufgrund der geringen Bevölkerungsdichte werden insbesondere kleinere Heuberggemeinden von der Deutschen Telekom nur unzureichend mit DSL-Leitungen versorgt, weshalb die betroffenen Gemeinden 2006 mit der Kabel BW den Breitband-Ausbau vereinbarten, womit nun auf dem Großen Heuberg verbreitet eine zum modernen VDSL2-Hochgeschwindigkeitsnetz der Telekom in den Ballungszentren ebenbürtige Informationsinfrastruktur zur Verfügung steht.

## Industrie

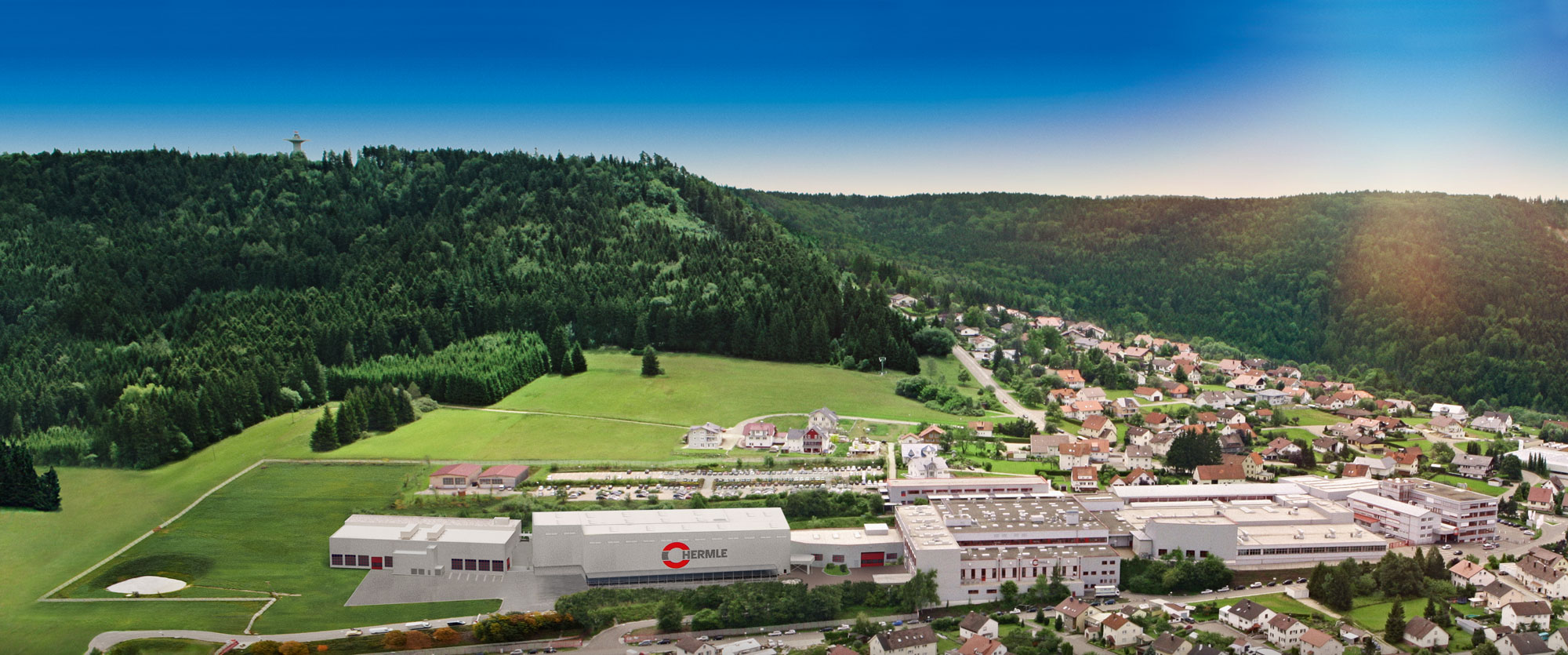
Hermle AG mit Sitz in Gosheim

Die wirtschaftlichen und industriellen Zentren des Großen Heubergs bilden Gosheim (Sitz des Maschinenbauers Hermle AG) und Wehingen im Westen sowie Meßstetten im Osten. Von wichtiger wirtschaftlicher Bedeutung für seinen Westteil ist heute die Drehteileindustrie mit etwa 200 Betrieben. Dieser Umstand brachte der Landschaft in der Nachbarschaft den Spitznamen Schraubengebirge ein.
Ein Beispiel ist die Firma Anton Häring KG mit weltweit 3800 Mitarbeitern, sie hat ihren Stammsitz in Bubsheim.
Das Produktionsspektrum der zahlreichen Betriebe und Produktionsstätten auf dem Großen Heuberg umfasst das ganze Spektrum der Zerspanungstechnik. Lang- und Formdrehteile aus Stahl und Edelstahl mit dem Schwerpunkt Gewindespindeln und Sondergewinde bilden das Portfolio dieser Industrie. Moderne CNC-Drehtechnik und Mehrspindel-Drehtechnik (Kleinstdrehteile, Revolver- und Futterdrehteile samt Frästeile) kommt in mehreren Betrieben zum Einsatz; die erzeugten Werkstücke und Teile sind für Automotive oder für den Maschinen- und Anlagenbau bestimmt. Sie werden als Teile in der Pneumatik, Hydraulik, Medizintechnik oder für die Möbelindustrie produziert.
Die Primion Technology in Stetten am kalten Markt ist ein Entwickler und Hersteller von Soft- und Hardware für integrierte Sicherheitssysteme.

## Sport und Tourismus

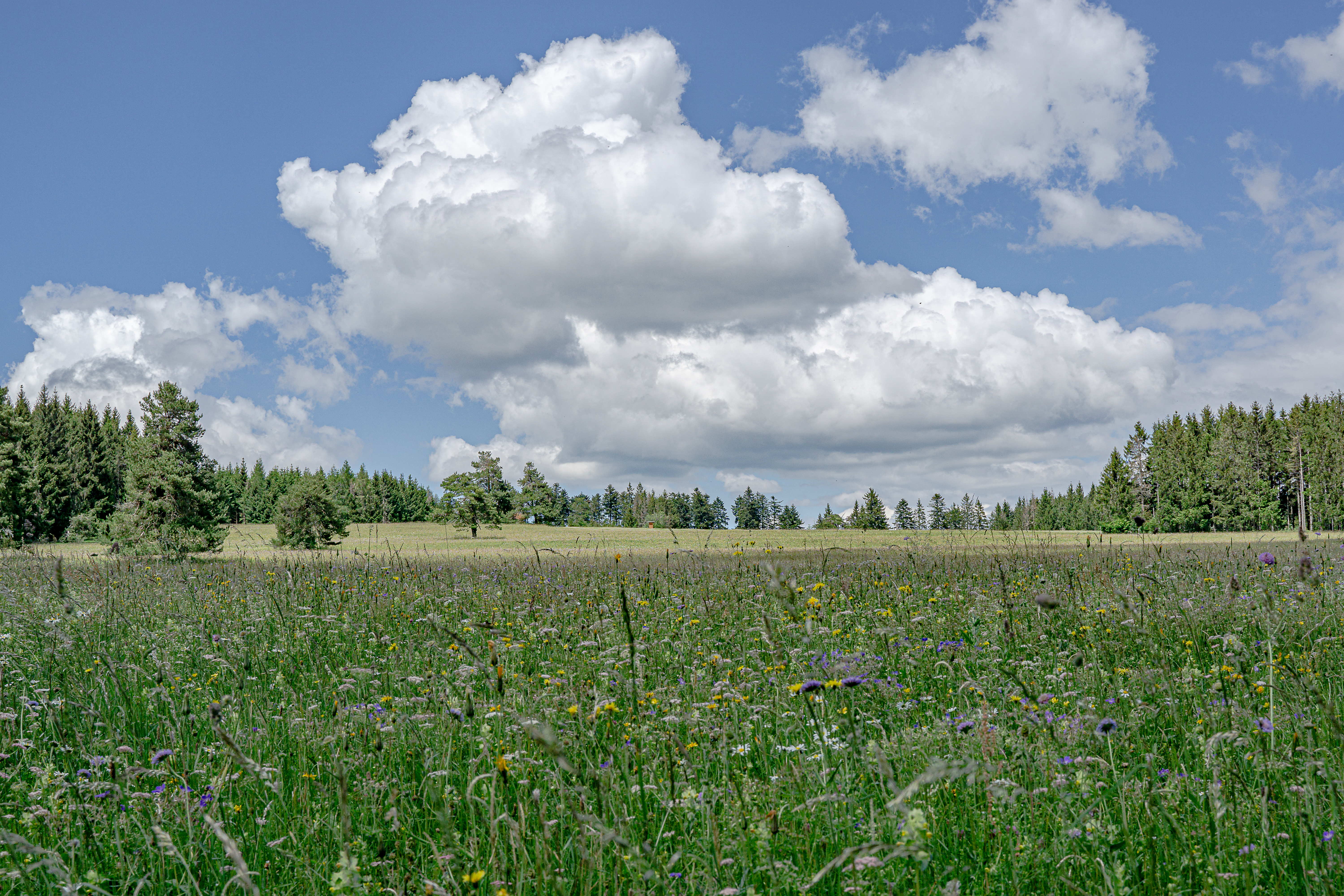
Charakteristische naturnahe Albhochfläche oberhalb von Deilingen. Im Winter werden hier Loipen gespurtet.

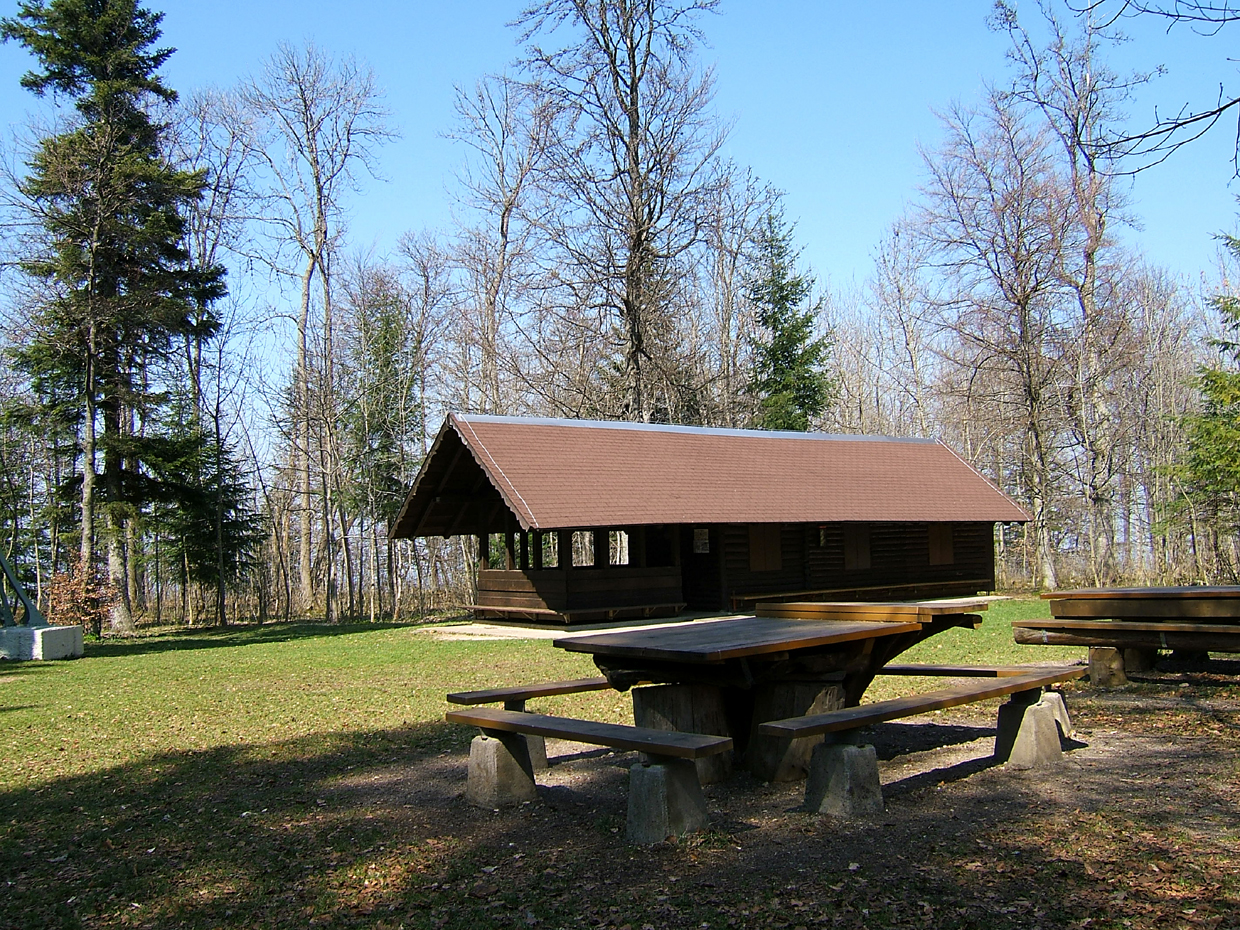
Touristische Infrastruktur: Picknicktische und eine Schutzhütte am Gipfel des Lemberges direkt neben dem Aussichtsturm

Trotz großer Anzahl an Sehenswürdigkeiten, Naturdenkmälern und einmaliger Landschaft ist die Region bis zur heutigen Zeit weniger bekannt und von überregionalen Besuchern erschlossen als beispielsweise der Hochschwarzwald. Durch den Zusammenschluss bzw. die Neugründungen von Tourismusmarketing-Organisationen (wie z. B. Donaubergland Marketing und Tourismus GmbH in Tuttlingen und die Arbeitsgemeinschaft Heuberg aktiv e. V.) und von Gastronomiebetrieben konnte der Heuberg seinen Ruf als Naherholungsgebiet festigen, sowie zuletzt auch deutlich mehr überregionale Reisende anziehen. Das Erneuern von Informations- und Wandertafeln, die Installation von Gipfelmarkierungen, die Einrichtung von Grillplätzen, die Pflege der Weganlagen und die erweiterte Internetpräsenz mit Bereitstellung von Informationen und Karten zur Region haben dazu beigetragen. Das Bemühen um einen Sanften Tourismus hat eingesetzt.
Die Routenführung entstand in enger Zusammenarbeit mit dem Schwäbischen Albverein und dem Naturpark Obere Donau. Für die ausgeschilderten drei Teilstrecken, die sich zentral in Wehingen treffen und jeweils einen Rundweg mit ganz eigener Charakteristik erschließen, sind erfahrene Kenner der Region und zertifizierte Landschaftsführer verantwortlich. Heutzutage ist der Große Heuberg vor allem bei Sportlern, Wanderern, Fotografen, Anglern, Naturliebhabern und Segelfliegern auch überregional gesehen ein beliebtes Ziel.
Eine nachhaltige touristische Infrastruktur befindet sich weiter im Aufbau. Die Dichte an Hotels und Gaststätten ist hier etwas geringer als in anderen Teilen der Schwäbischen Alb oder im Schwarzwald, auch wenn die Zahl der bewirtschafteten Berghütten (z. B. Plettenberghütte, Albrechtshütte, Hütte am Turm, Lemberghütte, Kirchbühlhütte) in den letzten Jahren angestiegen ist. Zahlreiche für jedermann zugängliche Schutzhütten wurden genehmigungsfrei ohne Aufenthaltsräume errichtet.
Die kleineren Besucherzahlen und die Abwesenheit des Massentourismus schützen das Naturkapital und ermöglichen ein besonderes Erlebnis der Landschaft, welche sich hier teilweise wilder und unberührter darstellt als in den genannten Vergleichsregionen.

### Alb-Guides
Alb-Guides sind ausgebildete und vom Bundesland zertifizierte Natur- und Landschaftsführer aus dem Zollernalbkreis und von der Schwäbischen Alb. Sie gehören in der Regel einem Arbeitskreis der NABU-Gruppe Albstadt oder einer Ortgruppe des Schwäbischen Albvereins an.
Die Alb-Guides bringen unter anderem die Heuberg-Region mit ihren Naturphänomenen und ihren kulturellen Besonderheiten Einzelpersonen, Klassen und Gruppen nahe.
Dies geschieht meist bei Wanderungen. Es sind auch Schneeschuhwanderungen, Fackelwanderungen, Fahrradrunden, Montainbike-Touren sowie Reittouren im Angebot. Die angebotenen Touren können auf Wunsch verkürzt oder verlängert werden, ganz nach den Wünschen und Bedürfnissen der geführten Personen. Thementouren aus der Naturkunde, Erdkunde und Geschichte waren bislang unter anderem wilde Orchideen, keltische Hügelgräber und Erdbeben auf dem Heuberg.

### Wandern

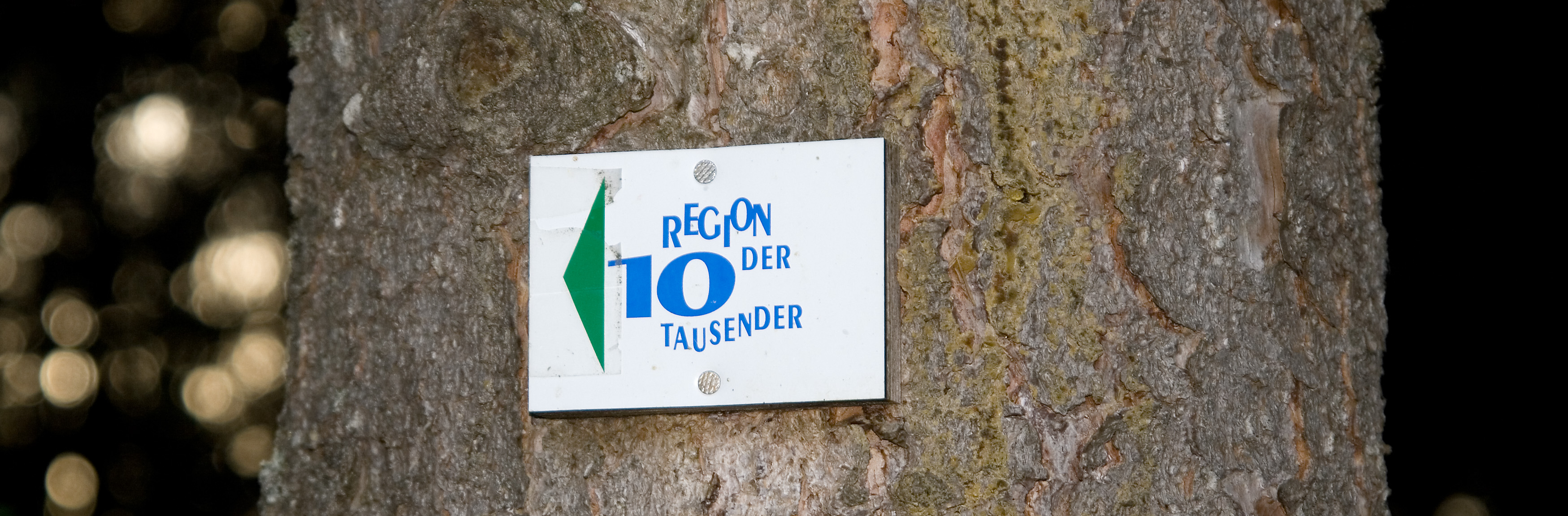
Das Logo der Region der 10 Tausender

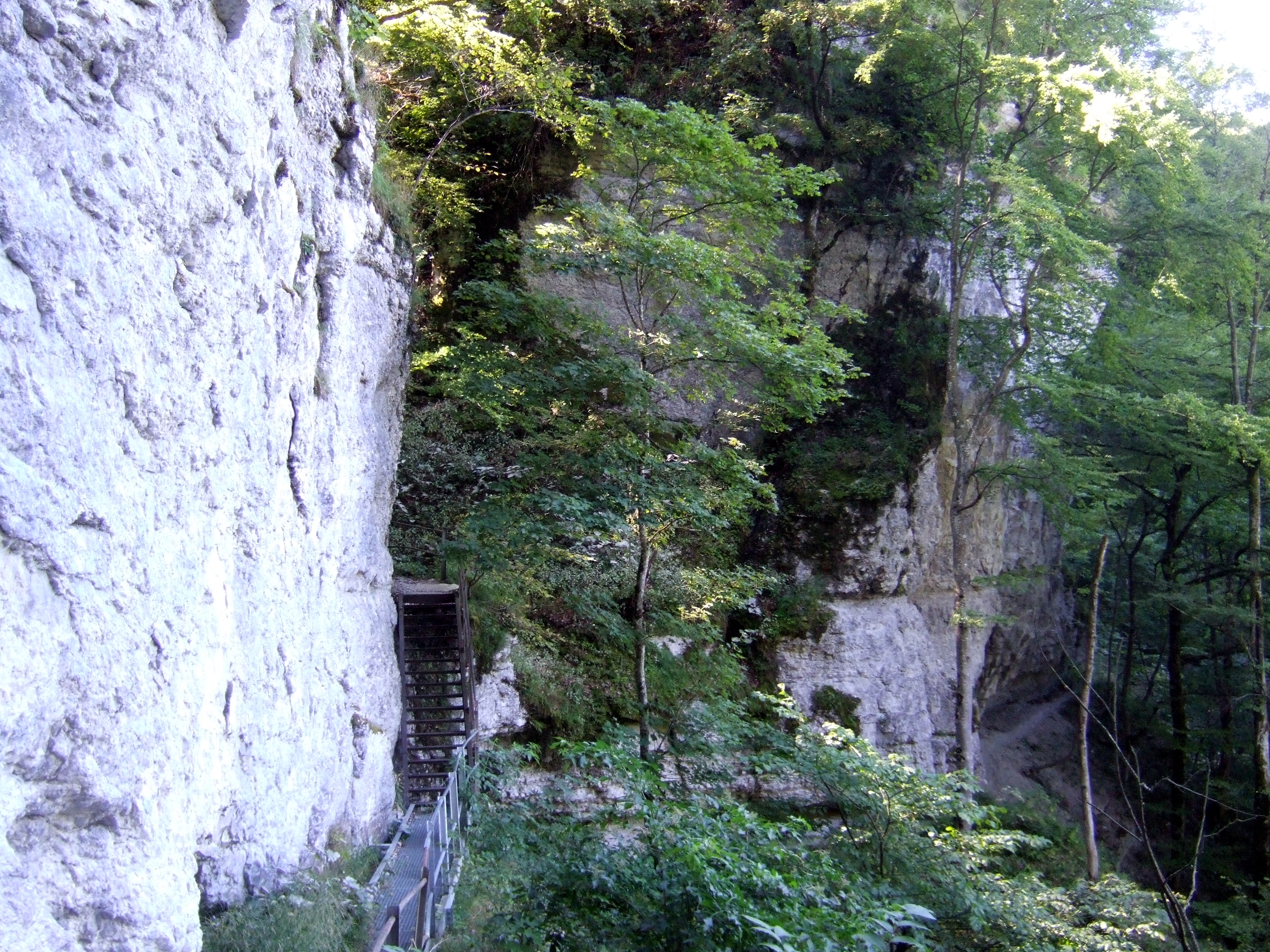
Abschnitt der Hossinger Leiter

Das Gebiet mit den oben genannten Hauptwanderwegen bildet ein dichtes Netz. An vielen Pfaden entlang der felsigen und abbruchgefährdeten Albkante wird Trittsicherheit, festes Schuhwerk, sowie Schwindelfreiheit gefordert.
Auf dem Heuberg verstreut gibt es Schutzhütten für Wanderer, die teilweise bewirtet sind. Angeboten werden vor allem regionale traditionelle Speisen und Getränke.
Herausragend ist der Donauberglandweg, der das Prädikat „Leading Quality Trail – Best of Europe“ der Europäischen Wandervereinigung (EWV) erhielt. 2013 wurde er als zweitschönster Wanderweg Deutschlands gekürt. Er startet am Lemberg bei Gosheim.
Die ersten beiden Etappen dieses Qualitätswegs führen durch die „Region der 10 Tausender“. Auf der ersten Etappe des Donauberglandweges von Gosheim nach Spaichingen zum Dreifaltigkeitsberg erwandert man gleich drei „Tausender“, Lemberg, Kehlen und Hummelsberg. Ein weiteres Beispiel für einen Qualitätsweg, der durch die Region führt, ist der Donau-Zollernalb-Weg.
Weitere berühmte Wanderpfade der Region sind beispielsweise die Premiumwanderwege Hossinger Leiter als Teil der sogenannten Traufgänge, die drei HochAlbPfade, die sechs Donauwellen-Wanderwege, der Schlichemwanderweg in Tieringen und die Donaufelsenläufe. Der 40 Jahre alte Trimm-Dich-Pfad am Dreifaltigkeitsberg bei Spaichingen wurde im Jahr 2017 erneuert.

#### Neue Wanderwege auf alten Ausbildungspfaden
In Meßstetten, Hossingen und Oberdigisheim war die Enziandivision privat einquartiert. Täglich war ein 1,7 Kilometer langer Zug aus Mannschaften und mit den auf Tragtieren verlasteten Geschützen unterwegs. Die Gebirgsjäger errichteten 1940/41 schmale Pfade am Trauf, um die Tragtiere an die Höhe zu gewöhnen.
Damit man Halbtagstouristen ein attraktives Ziel bieten kann, wurden ausgehend von diesen Pfaden Wanderwege beschildert und beworben. Im Zollernalbkreis und dem Naturpark Obere Donau wird an Wochenenden ein vertaktetes Angebot im Schienenverkehr auf allen Strecken gefahren. Triebwagen welche von der Hohenzollerischen Landesbahn betrieben werden, verkehren hier sonn- und feiertags, um über den Lautlinger Bahnhof den Großen Heuberg für den Tourismus attraktiver zu machen.

#### Aussichtspunkte
Auf dem Großen Heuberg gibt es zahlreiche spektakuläre Aussichtspunkte, die auch von den meisten Wanderwegen erfasst werden. Berühmt ist die Aussicht vom Lembergturm, von dem eine maximale Fernsicht von etwa 295 km bis zum Mont Blanc möglich ist. Dies gilt als weiteste Fernsicht in Deutschland.
Auch der Alte Berg auf der westlichen Hochfläche bietet bei klarer Witterung eine hervorragende Sicht auf die Alpenkette. Weitere prominente Aussichtspunkte gibt es vor allem entlang des Albtraufs, wie etwa vom Klippeneck oder auf den Balinger Bergen. Die felsigen Talränder von Donau, Schlichem, Eyach und Bära erlauben ebenfalls eine gute Rundumsicht.

#### Barfußpfade

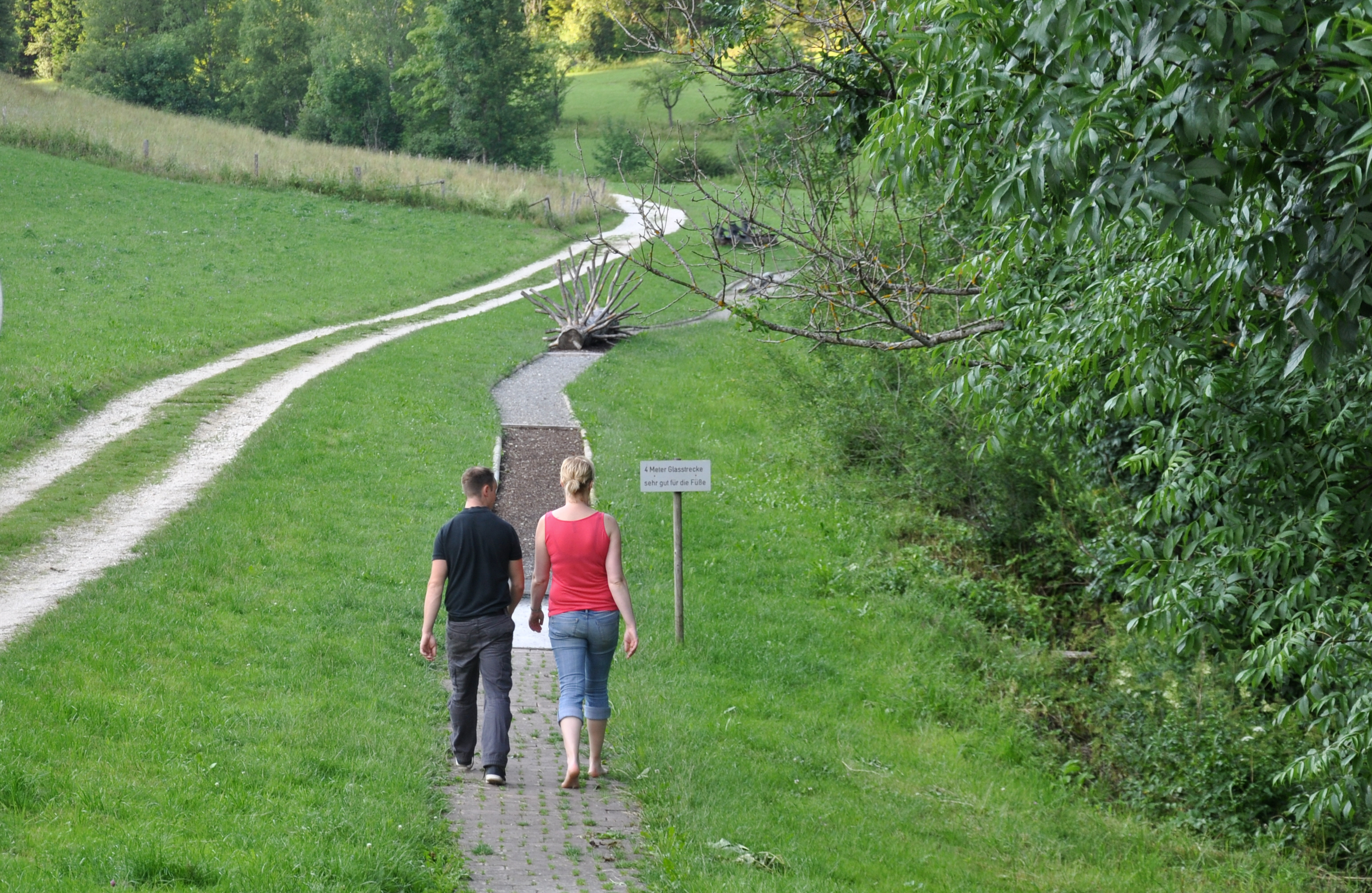
Der Barfußpfad in Tieringen

Der etwa 900 m lange Tieringer Barfußpfad hat als Rundweg seinen Ausgangspunkt unterhalb der Schlichemhalle am Ortsrand von Tieringen. Der Weg führt die barfüßigen Besucher zunächst über Abschnitte mit Materialien, beginnend mit Pflaster, dann über Glasscherben und verschiedene Arten von Sand und Kies. Eine Wassertretstrecke im klaren Bach sorgt für Abkühlung. Dann geht es über einige Stufen und verschiedene Arten von Holzbelägen bergauf, weiterhin auf Naturboden mit einigen schlammigen Abschnitten durch den Wald und schließlich – teilweise auf Rindenmulch – zurück zum Ausgangspunkt. Etwas oberhalb, beim Haus Kohlraisle, gibt es die Möglichkeit zum Füßewaschen. Der Pfad ist ganzjährig frei und kostenlos zugänglich.
Es gibt einen 250 Meter langer Barfußpfad im Freizeitgebiet nordöstlich von Balgheim, der eine Fühlstrecke mit abwechslungsreichen Naturmaterialien aus der Region sowie Balancierstationen bietet. Am Ende des Pfades wartet eine Wassertretanlage auf die Besucher.

### Klettern

#### Felsklettern

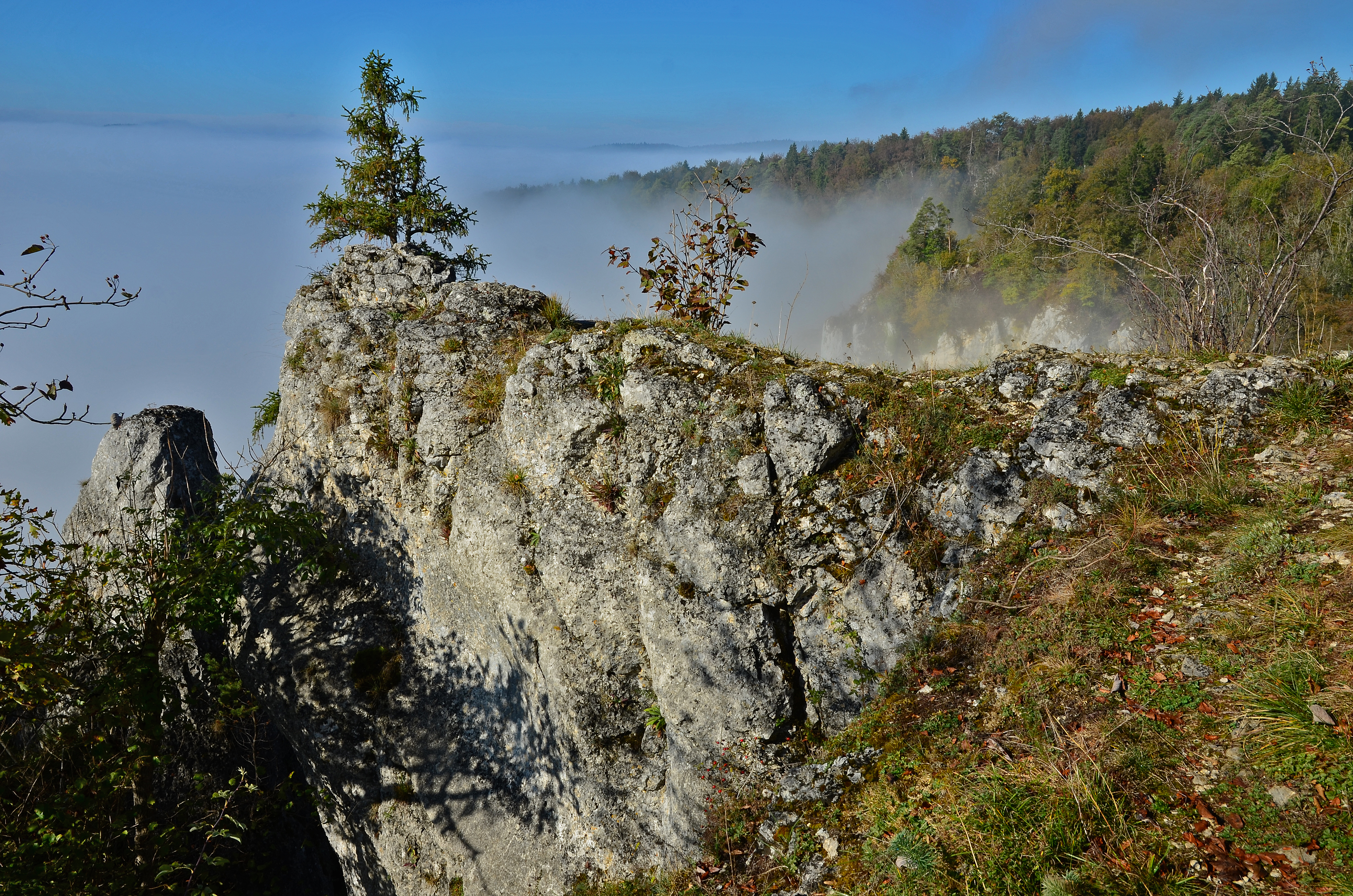
Felsen am Südabfall des Großen Heubergs zum Oberen Donautal

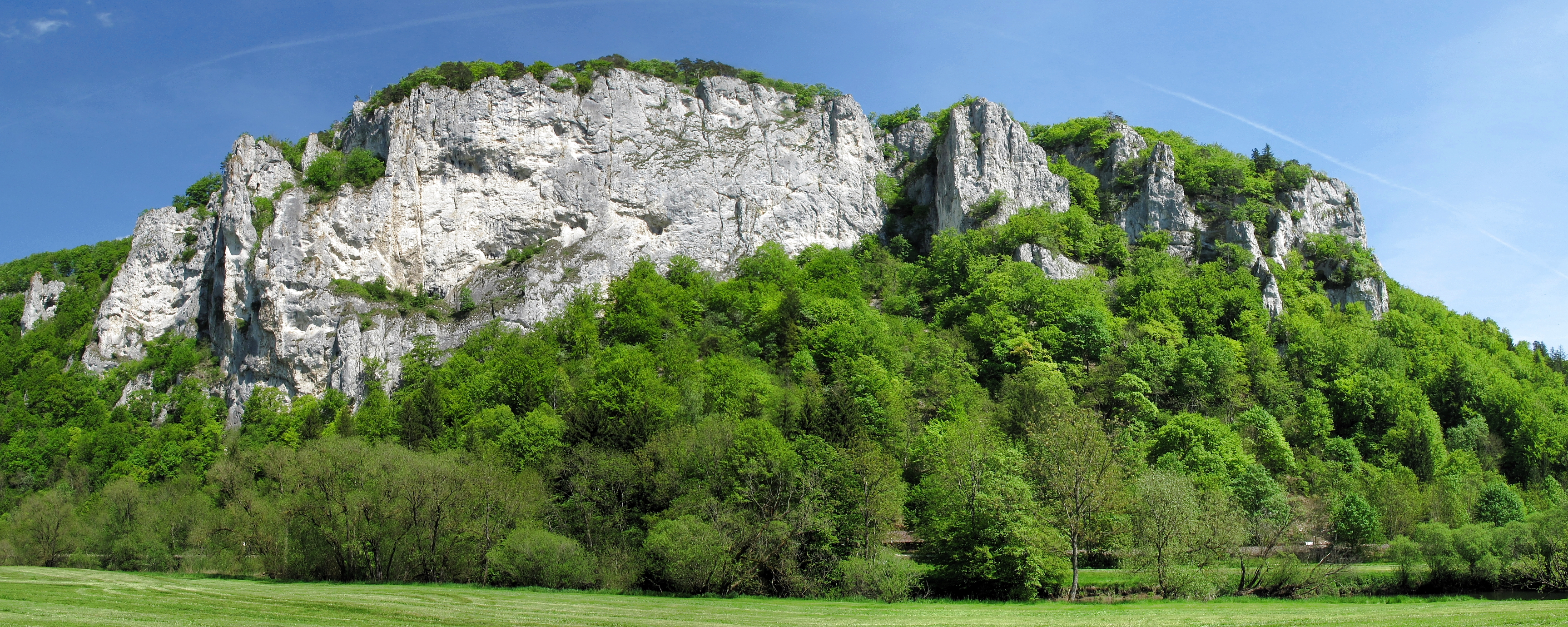
Der Schaufelsen

Bereits nach dem Ersten Weltkrieg begann die touristische Erschließung des Donautals für den Klettersport. Diese Phase des frühen Klettertourismus im Donautal wurde durch den Zweiten Weltkrieg unterbrochen, so dass ab 1949 eine zweite Erschließung zu verzeichnen ist.
Zum Schutz von Flora und Fauna wurde in der Zwischenzeit ein Großteil der ehemals bekletterten Felsen ganzjährig oder saisonal (für die Zeit der Vogelbrut oder die Balzzeit) für den Klettersport gesperrt, was ursprünglich lange Konflikte und Polemiken ausgelöst hat. Die bekannteste, darum sehr diskutierte Felsformation ist der Schaufelsen. Er gilt als das höchste außeralpine Massiv in Deutschland.
Vor allem im Donautal gibt es für Felskletterer nichtsdestotrotz zugelassene Kletterfelsen bis zum Schwierigkeitsgrad UIAA 10+.

#### Hochseilgarten
Der Hochseilgarten Hirsch Erlebniswald Mahlstetten bietet eine Möglichkeit zum gesicherten Klettern.

### Segelflug und Gleitschirmfliegen

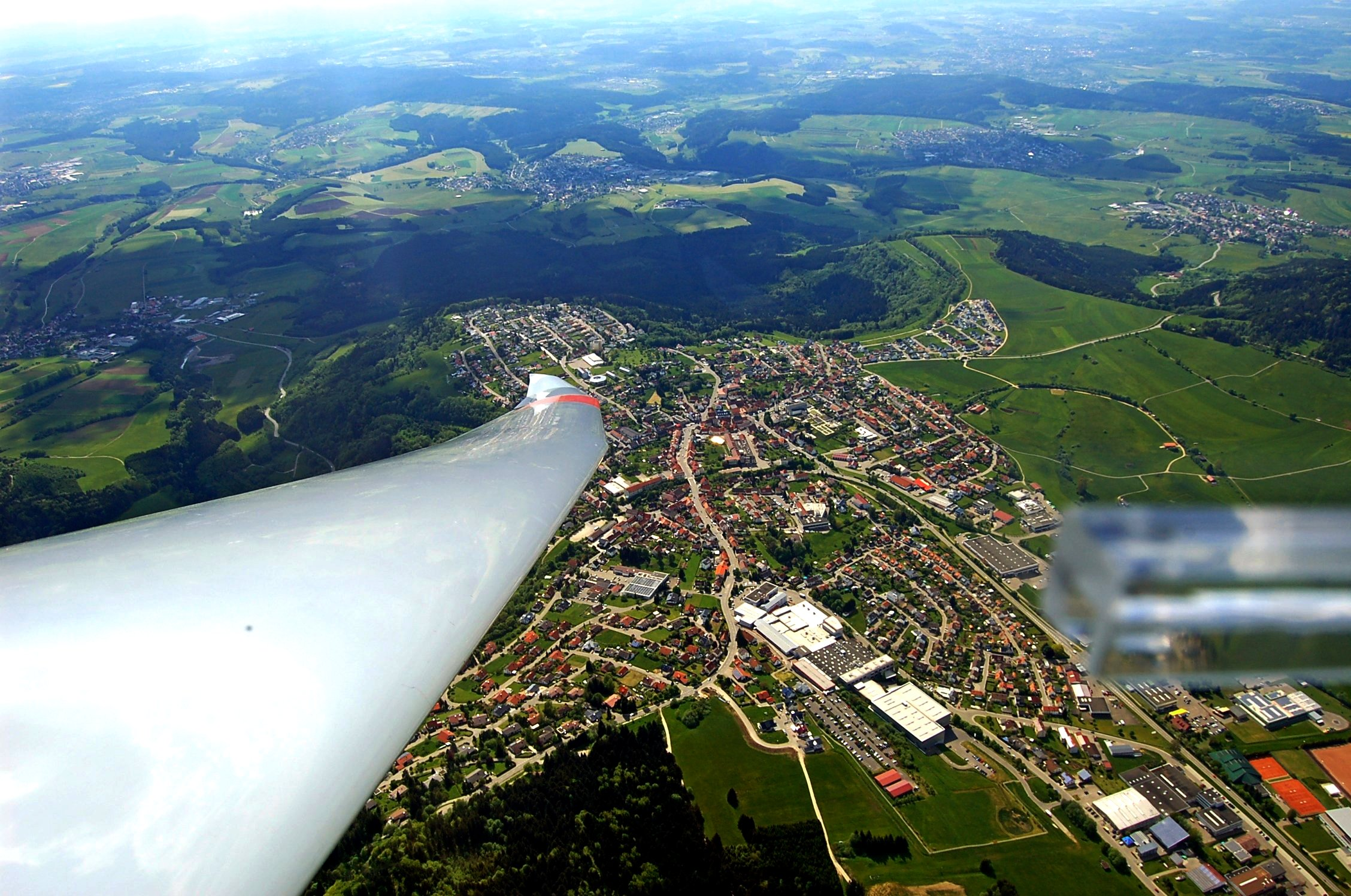
Segelflug über Gosheim an der Traufkante

Auf dem Klippeneck befindet sich das höchstgelegene Segelfluggelände Deutschlands auf 980 m ü. NHN. Dort sind sechs Segelflugvereine beheimatet, die sich in der Arbeitsgemeinschaft der Fliegergruppen auf dem Klippeneck e. V. (ARGE) zusammengeschlossen haben. Die ARGE betreibt in Zusammenarbeit mit dem Platzhalter, dem Baden-Württembergischen Luftfahrtverband (BWLV) den Flugplatz mit Hallen, Campingplatz und Schleppflugzeug. Die Segelflug-Ausbildung auf dem Klippeneck wird in den Vereinen, teilweise auch vereinsübergreifend über die ARGE organisiert.
Ebenfalls bietet unter anderem Klippeneck, Ortenberg, Plettenberg, der Schnellgalgen oberhalb von Dürbheim und der Steighof oberhalb von Wehingen die Möglichkeit als Startplätze zum Gleitschirmfliegen. Außerdem betreibt der Spaichinger Drachenfliegerverein einen Startplatz für Drachen und Gleitsegel auf dem Dreifaltigkeitsberg.

### Wintersport

#### Skiloipen, Skilifte, Hundeschlitten, Winter- und Schneeschuhwandern
Auf den Heuberg werden zahlreiche Loipen gespurt; hier gibt es das größte zusammenhängende Loipennetz der Schwäbischen Alb. Die angelegten Loipen für Skiwanderer gibt es in unterschiedlichen Schwierigkeitsgraden und Längen. Die meisten Heuberggemeinden verfügen über ihre eigenen Skilifte bzw. Pisten, welche von ortsansässigen Skivereinen verwaltet und gepflegt werden. In Gosheim gibt es ein Biathlonzentrum.
Die Skiclubs des Großen Heubergs haben Biathlontalente wie Simone Hauswald und Kathrin Hitzer hervorgebracht.
Ausgehend vom 1899 gebauten Bahnhof unten in Lautlingen entwickelte sich Meßstetten zu einem Wintersportort. Bereits 1920 wurde vom Deutsch-Österreichischen Alpenverein, Sektion Tübingen, am Lauen eine Unterkunft für Wanderer und Schneeschuhfahrer erstellt. Triebfeder dieser Einrichtung war der Meßstetter Ehrenbürger Professor Karl Bohnenberger. Er nutzte für die studierende Jugend von Tübingen die Lauenhütte als Unterkunft. Pfarrer Friedrich Wilhelm Horn (1886–1960) fuhr stets auf Skiern zum Gottesdienst in den Filialort Hossingen. Vom Weichenwang aus wurde eine anspruchsvolle Slalomstrecke bis ins Lautlinger Tal präpariert. Auf der Zollernalbbahn wurde in den Jahren zwischen den Weltkriegen ein verstärktes Angebot für die Wintersportler gefahren.
Heute kann davon noch der Teil unter der Kreisstraße nach Hossingen für Loipen gewalzt werden. Die Loipen und Schneeschuhwanderwege werden inzwischen vor allem mit dem Auto erreicht. An der Kreisstraße von Tieringen nach Hossingen wird ein großer Parkplatz (♁48° 12′ 12,33″ N, 8° 53′ 20,17″ O) geräumt, in Meßstetten gibt es eine Wachshütte (♁48° 9′ 43,48″ N, 8° 57′ 46,09″ O) für die Touristen, die oft aus dem Tübinger- und Stuttgarter Raum anreisen.
Auch Fahrten mit Hundeschlitten werden angeboten.
Meßstetten verfügt über mehrere Skilifte, darunter den Skilift Meßstetten mit 400 Metern Länge, den Skilift Täle mit 600 Metern Länge und Flutlicht, sowie im Teilort Tieringen den Skilift Oberstocken mit 400 Metern und Flutlicht.
In Albstadt am nordöstlichen Rand des Großen Heubergs umfasst der sogenannte Wintertrauf zwei Premium-Winterwanderwege, die Loipen sowie die Skilifte in Albstadt. Das weitläufige Skiloipennetz umfasst insgesamt 89 Kilometer Doppelspur-Loipen und 30 Kilometer Skating-Loipen. Die Loipen sind in unterschiedlichen Längen und Schwierigkeitsgraden angelegt. In sechs Albstädter Stadtteilen (Ebingen, Tailfingen, Pfeffingen, Truchtelfingen, Onstmettingen und Lautlingen) stehen Skilifte zur Verfügung.

#### Rodeln
Stetten am kalten Markt unterhält einen Rodelhang namens „Ohrenhälmle“ mit beachtlicher Länge, verschiedenen Schnelligkeitsgraden und Rodelmöglichkeiten.

#### Snowkiting
Die schnee- und windreichen, hügeligen Hochflächen bieten sehr gute Bedingungen für das Snowkiting, beispielsweise oberhalb von Wehingen und Gosheim im Westen des Heubergs.

#### Skisprungschanzen
Bei den sogenannten Heubergschanzen in Meßstetten handelt es sich um drei Naturschanzen: Eine mittelgroße Sprungschanze (K 60, Sprungweiten bis zu 70 Meter), eine Sommermattenschanze (K 40, Ganzjahresschanze für die Jugend, Anlauf mit Keramikspur) und eine Schülerschanze (K 20, Sprünge bis 20 Meter Weite erlaubt). Sie liegt eingebunden neben der 40-Meter-Schanze und ist mit Mattenbelag belegt; somit steht sie ganzjährig zur Verfügung.

### Schwimmsport
Der Stausee Kohlstatt-Brunnenbach ist für den Schwimmsport freigegeben. Rettungsschwimmer gewährleisten die Sicherheit.

### Radfahren und Mountainbiketrail

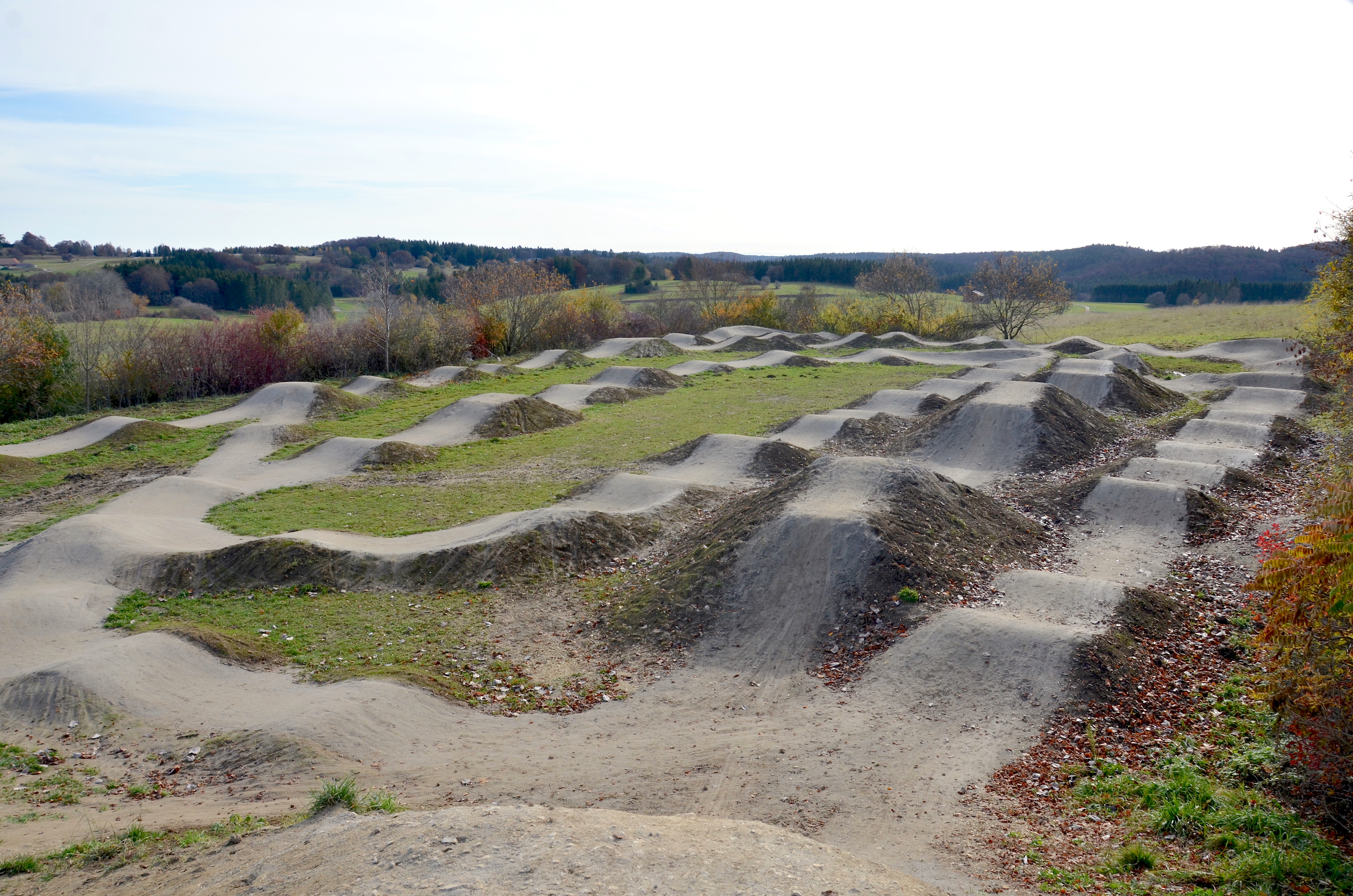
Dirt-Park auf dem Blumersberg (Meßstetten)

Allein das Oberen Donautal am südlichen Heubergrand wird jährlich von rund 80.000 Radtouristen besucht.
Ein Singletrail für Mountainbiker neben dem Lochenpass führt vom Heuberg aus nach Weilstetten unterhalb des Albtraufs. Statt wie bei Radwegen üblich direkt neben asphaltierten Kehren von der Passhöhe hinabzufahren, wird die Strecke als Steilabfahrt kreuzungsfrei neben den Kehren geführt.
Auf dem ehemaligen Fußballplatz wurde im Oktober 2020 das Sport- und Freizeitgelände Blumersberg eröffnet. Der angrenzende und dazugehörende Dirt-Park für Mountainbiker wurde 2019 eingeweiht.

### Motocross

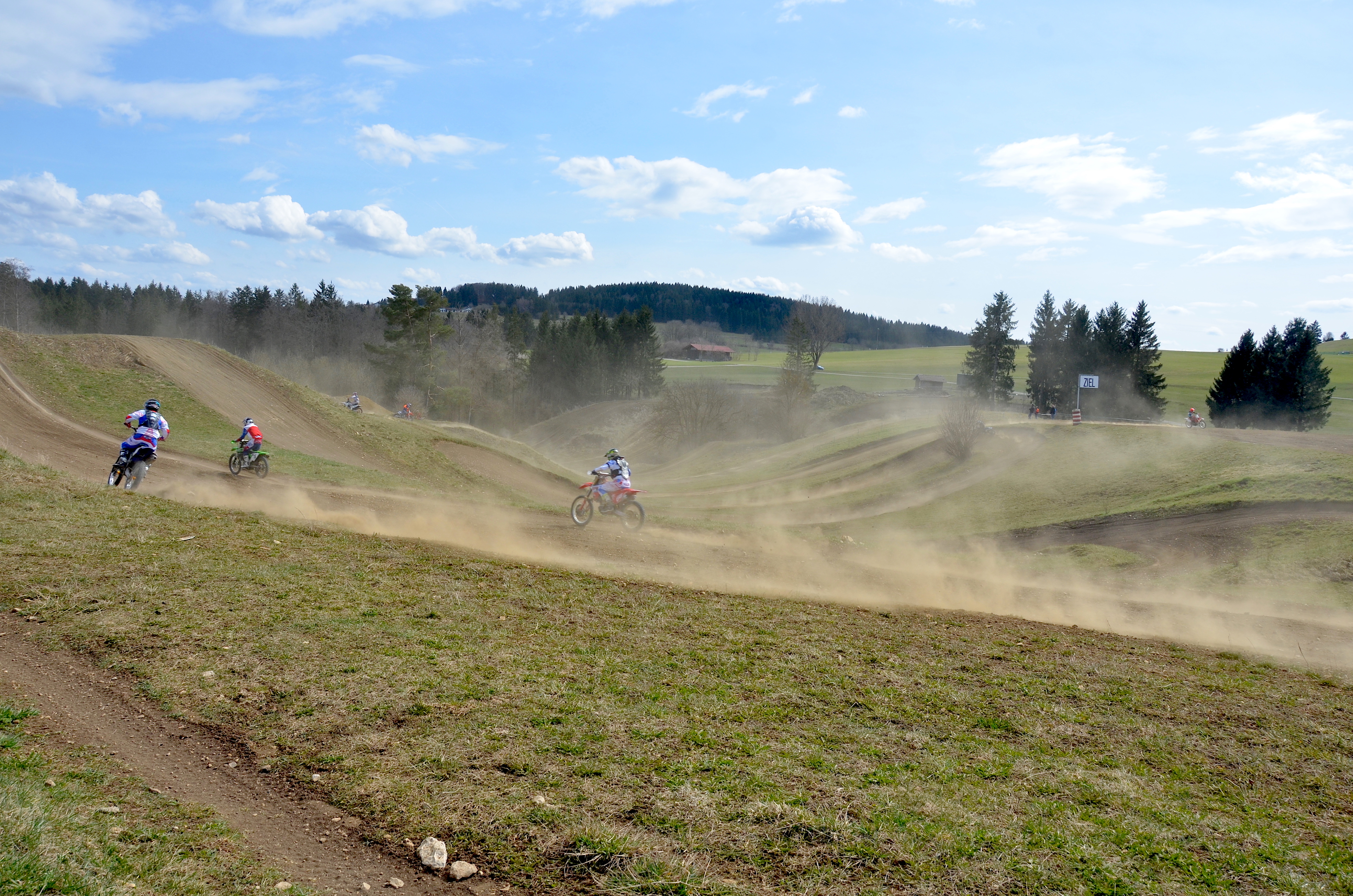
Motocross-Strecke bei Obernheim

Der Motocross-Club Obernheim bietet auf einer knapp zwei Kilometer langen Strecke professionelle Motocross-Rennen an. Die Strecke befindet sich auf der welligen Albhochfläche unweit des Ortes.

### Bergwacht
Für in Not geratene Wanderer, Gleitschirmflieger, Wintersportler, Radler und Kletterer im unwegsamen Gelände ist unter anderem die Bergwacht Donau-Heuberg zuständig.

### Tiergehege und Felsengärten

#### Wildgehege Meßstetten
Das Wildgehege Meßstetten wurde 1972 gegründet. Der Park liegt südlich der ehemaligen Zollernalb-Kaserne.
Auf dem Gelände leben verschiedene Tierarten wie Pfauen, Afrikanische Zwergziegen, Dam- und Rothirsche, Wildschweine und Mufflons in weitgehend natürlichen Gehegen. Ein Spiel- und Grillplatz sowie ein kleiner Waldlehrpfad wurden eingerichtet.

#### Irndorfer Felsengarten
Der Irndorfer Felsengarten entstand in den Jahren 1997/98 mit Unterstützung des Naturparks Obere Donau sowie des Botanischen Gartens der Universität Tübingen. Die Anlage befindet sich in unmittelbarer Nähe des Eichfelsens. Sie soll den Besuchern die Möglichkeit geben, die vielfältigen Formen der Felsenvegetation kennenzulernen, ohne dabei die äußerst sensiblen Pflanzen in der Natur zu schädigen.

### Angeln

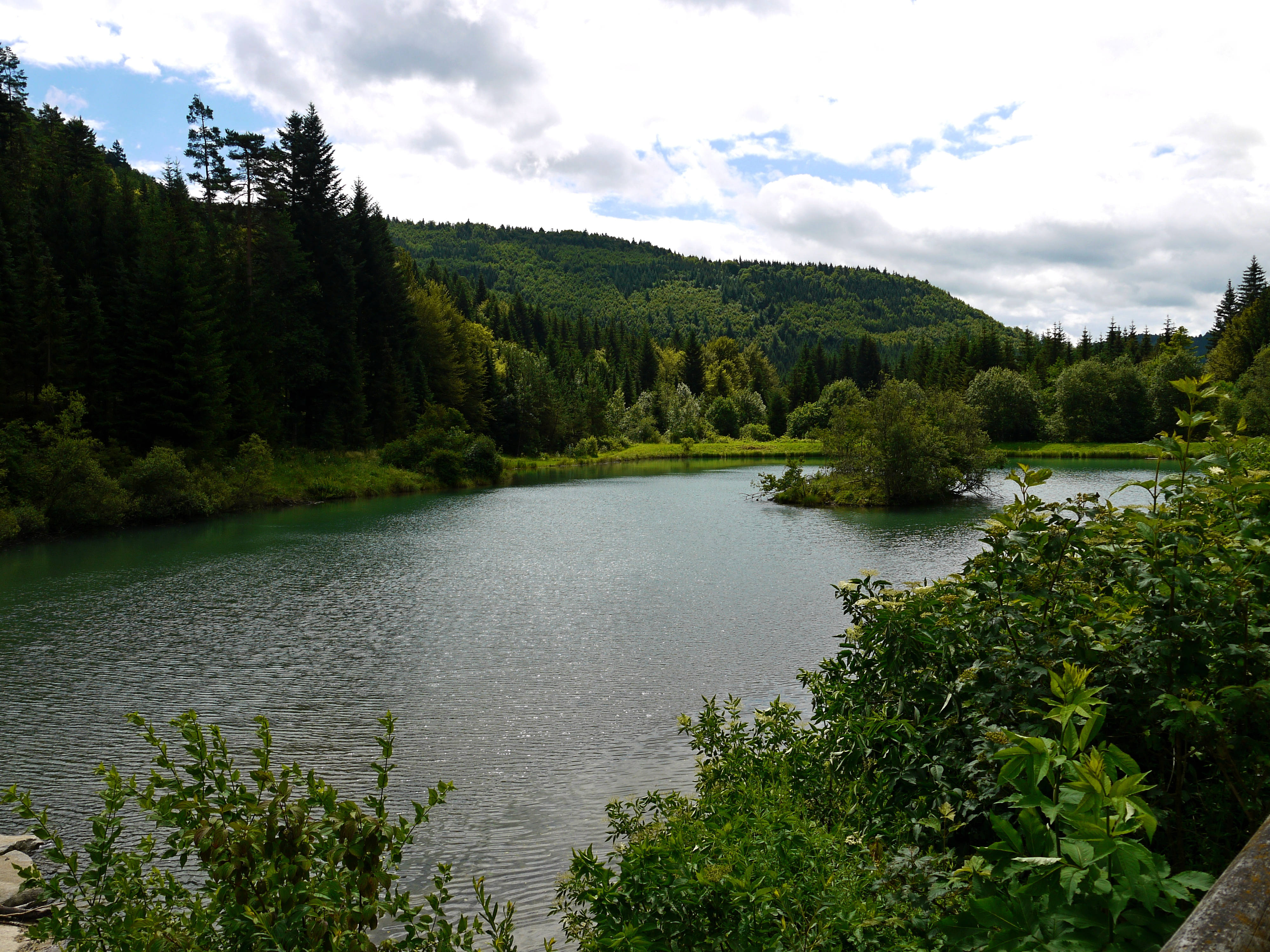
Der Harrassee bei Wehingen

Es stehen auf dem Großen Heuberg einige Gewässer zum Angeln zur Verfügung, die auch von den örtlichen Angelvereinen gepflegt und verwaltet werden: Harrassee bei Wehingen, Hummelsee bei Deilingen, Hinterhaldenbach-Weiher bei Gosheim, der Oberdigisheimer Stausee, sowie die Flussläufe von Bära, Schlichem, Eyach und Donau. An einigen Abschnitten wie z. B. in Naturschutzgebieten ist das Angeln verboten.

### Unterkünfte, Herbergen und Camping

#### Jugendtreffen auf dem Heuberg

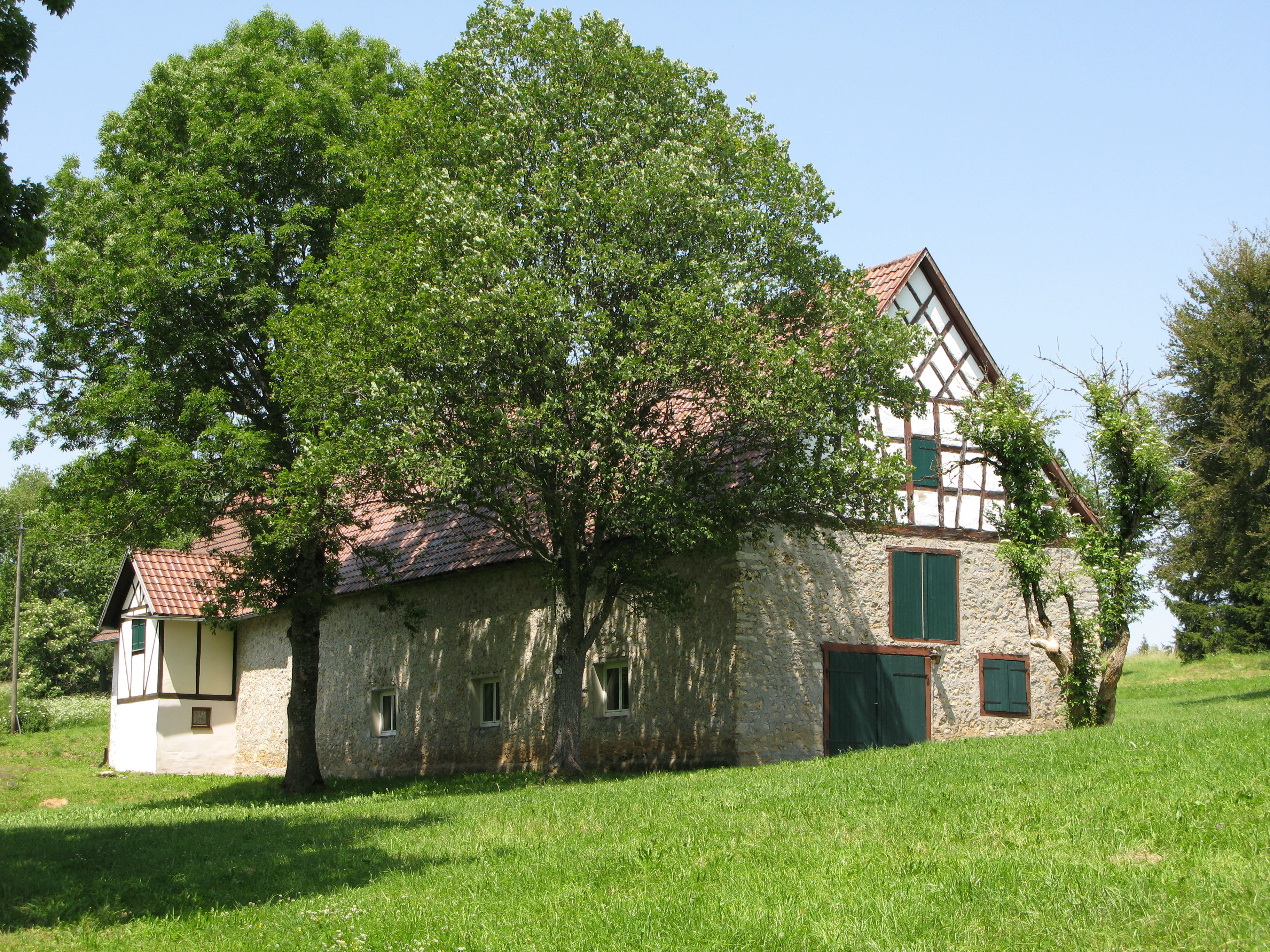
Allenspacher Hof

Der Allenspacher Hof auf dem Heuberg ist das Bundeszentrum der Evangelischen Jungenschaft Horte (EJH). 1977 und 2017 wurde zu überbündischen Treffen auf den Heuberg eingeladen.
Beim Gelände befindet sich die Hoflinde beim Allenspacher Hof, der älteste und zugleich stärkste Baum im Landkreis Tuttlingen.

#### Jugendbegegnungsstätte
Die Jugendbegegnungsstätte St. Franziskus in Königsheim ist ein Selbstversorgerhaus der Katholischen Kirche. 44 Betten, fünf Aufenthaltsräume und eine Turnhalle können belegt werden.

#### DJH Jugendherberge Balingen-Lochen
Am Albtrauf unmittelbar in der Nähe des namensgebenden Lochenpasses gibt es eine Jugendherberge des Deutschen Jugendherbergswerkes. Es stehen 103 Betten in 28 Zimmern, überwiegend Drei-, Vier- und Sechsbettzimmer und acht Betreuerzimmer zur Verfügung.

#### Tagungsstätte
Das Haus Bittenhalde in Tieringen ist eine 1957 gebaute Tagungsstätte der evangelischen Kirche mit zahlreichen Hotelbetten und Seminarräumen. Heute zählt die Tagungsstätte 96 Betten mit rund 10.000 Übernachtungen in Einzel-, Doppel- und Dreibettzimmern. Etwa 250 verschiedene Gruppen kommen jährlich auf den Heuberg.

#### Feriendorf Tieringen
In Tieringen betreibt die Evangelische Kirche ein Familienferiendorf. Im Gemeinschaftshaus gibt es Speiseräume, Saunamöglichkeit und ein Schwimmbad.
40 Ferienhäuser, verteilt auf ein Unterdorf und ein neueres Oberdorf, werden von Familien, Firmen, Chören, für Seminare, Gemeindefreizeiten und Klassenfahrten genutzt. Gruppen nutzen die Grillplätze, die Verpflegung im großen Speisesaal und die Gruppen- und Seminarräume. Erlebnispädagogisches Programm mit Bogenschießen und Klettern wird angeboten.

Ansichten vom Feriendorf Tieringen
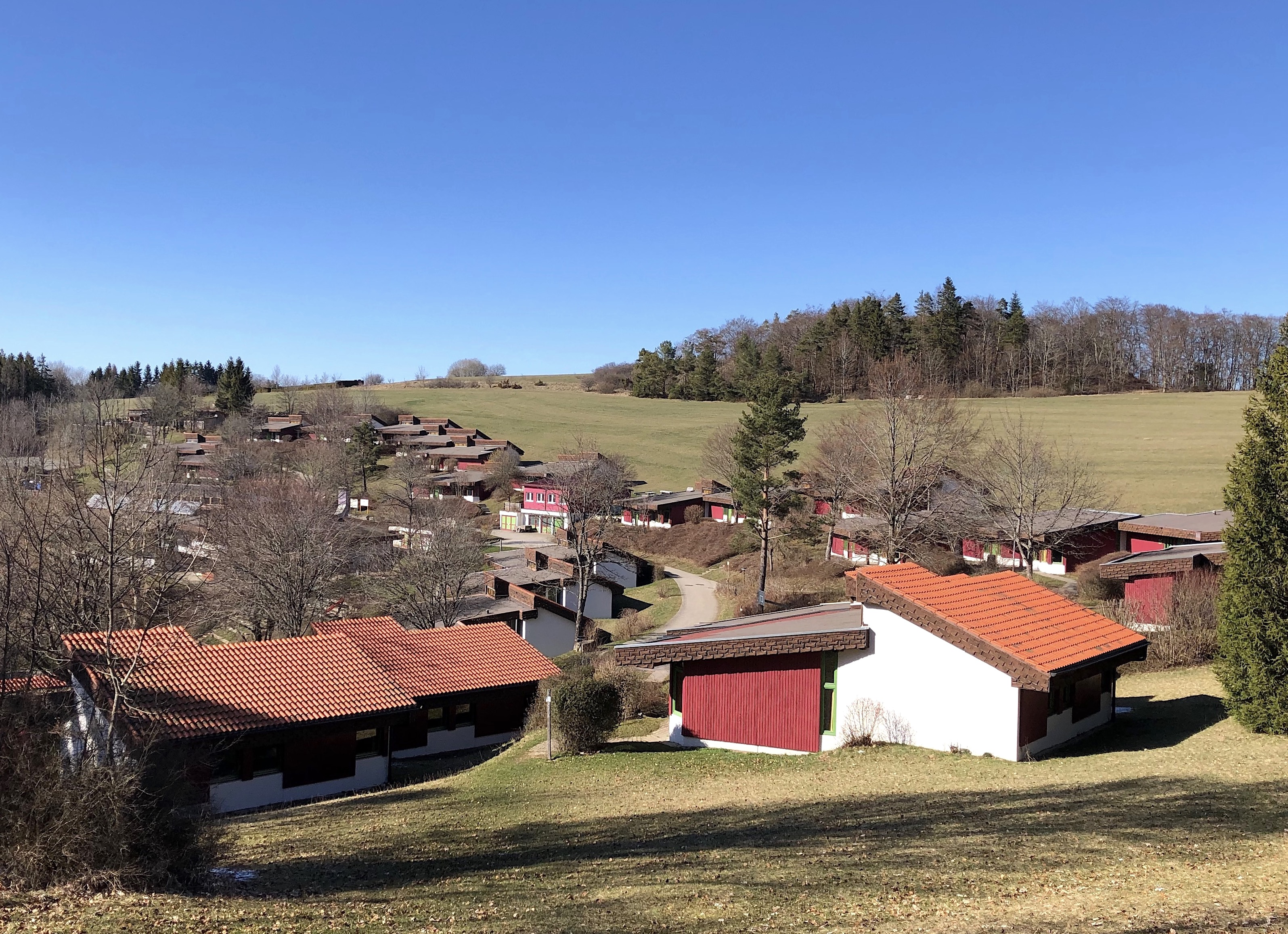
Familienferiendorf (Oberdorf)
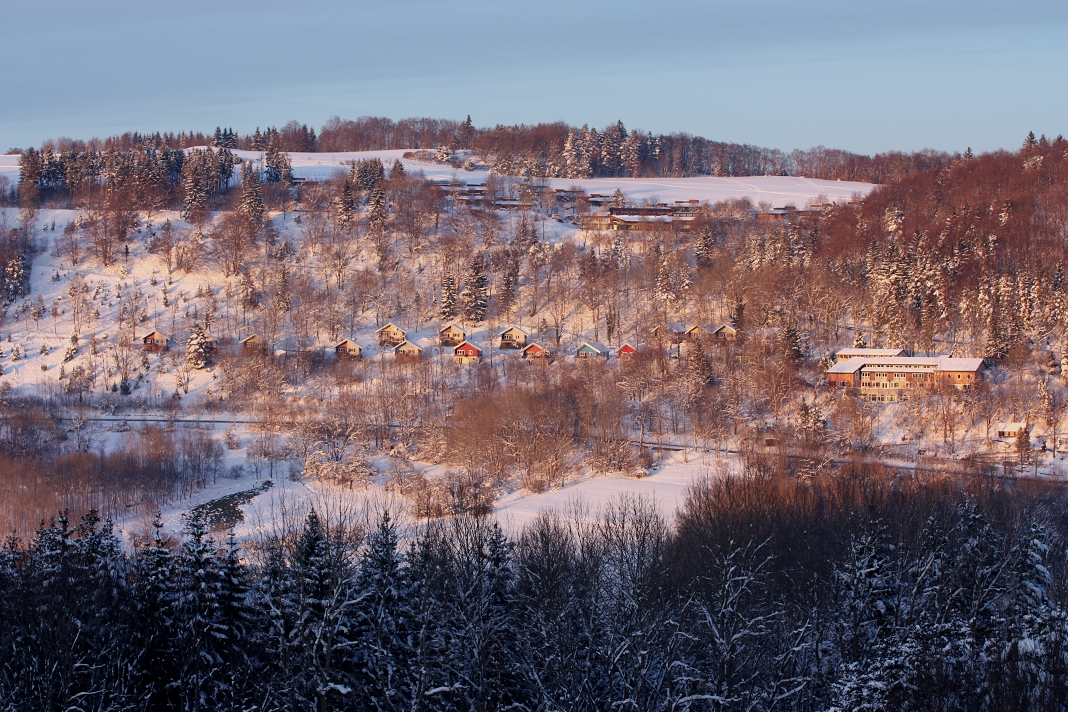
Blick zum Feriendorf und zum Haus Bittenhalde
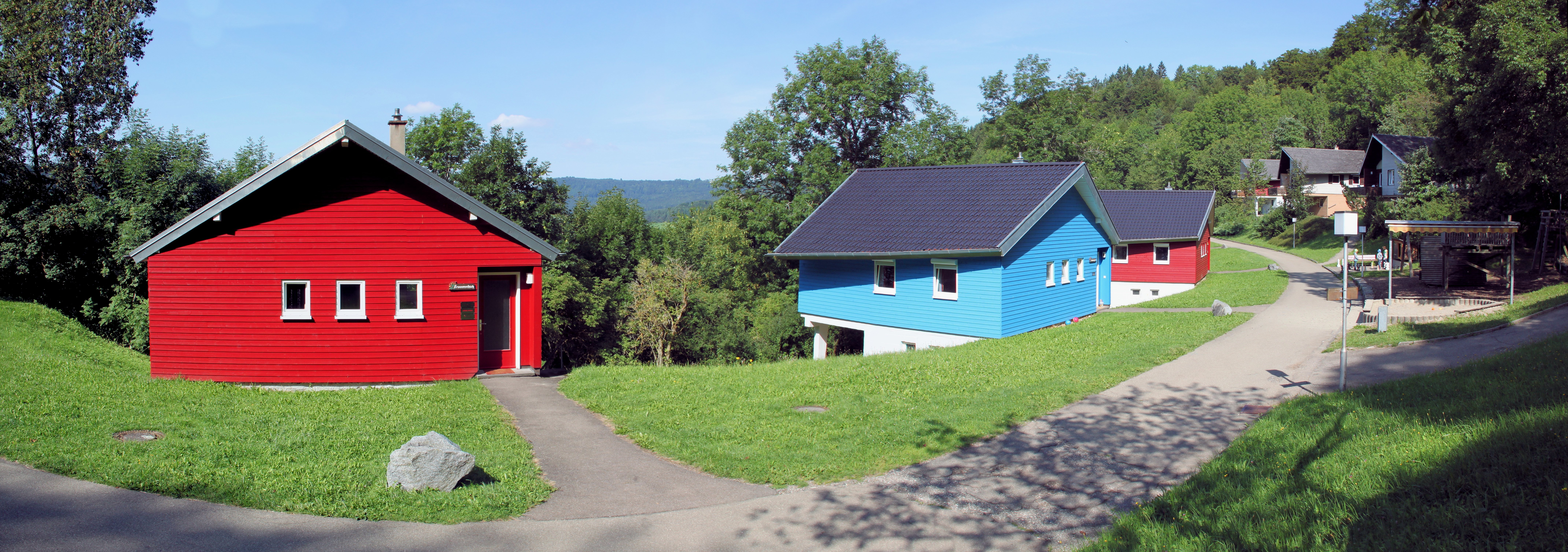
Familienferiendorf (Unterdorf)

#### Camping

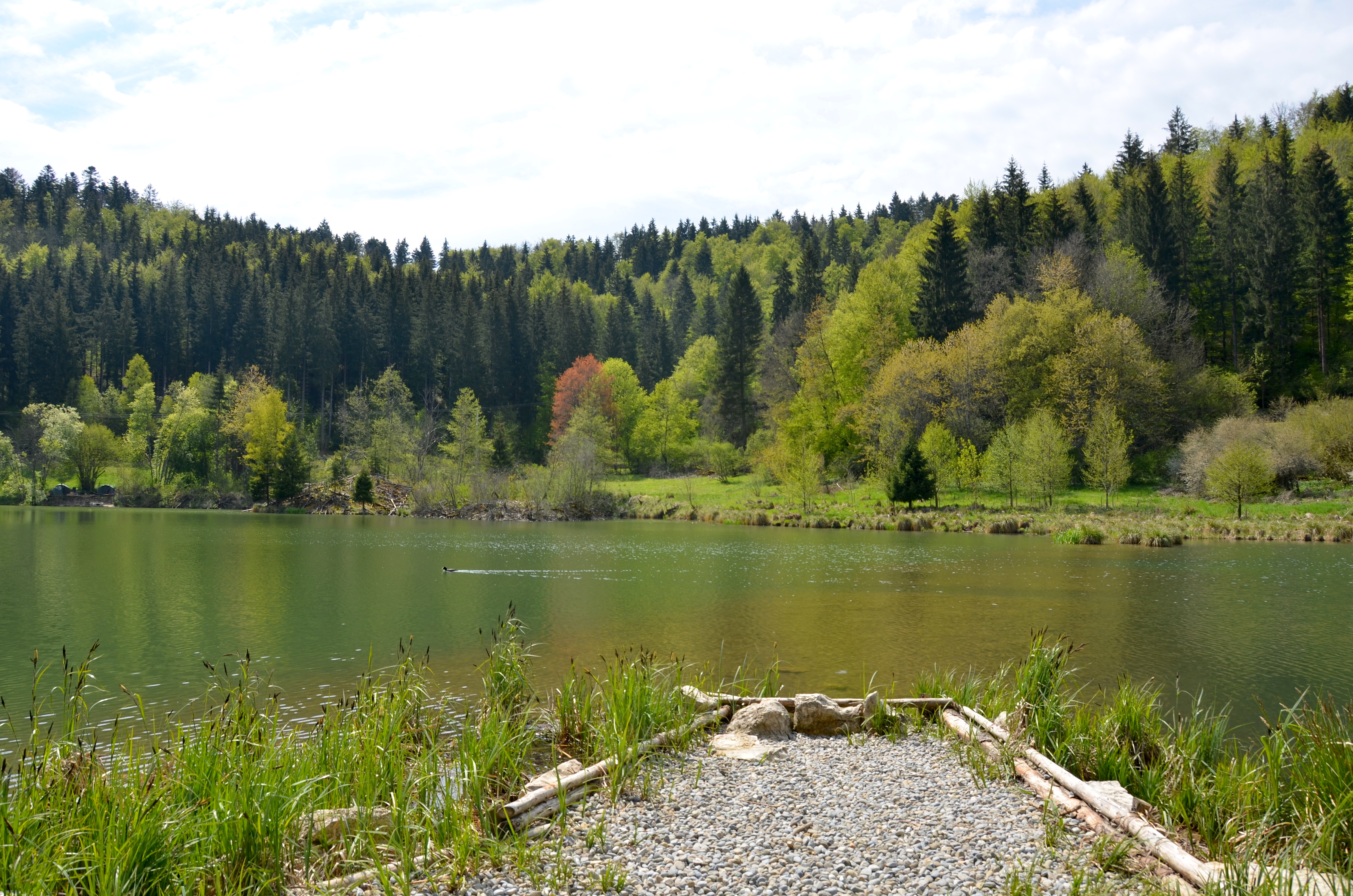
Naturnaher Stausee bei Oberdigisheim

Ein Campingplatz mit vielen Wohnwagenabstellplätzen befindet sich bei Oberdigisheim am Stausee Kohlstatt-Brunnenbach. Ursprünglich wurde der Stausee als Hochwasserrückhaltebecken gebaut, nachdem der sogenannte Kohlstattbrunnenbach, der den See mit Wasser speist, in den 1970er Jahren mehrmals Straßen und Grundstücke in Oberdigisheim überschwemmte. Über diese Sicherheitsfunktion hinaus erfreute sich der Stausee sehr schnell großer Beliebtheit als naturnaher und frei zugänglicher Badesee.

#### AlbCard
Die AlbCard erhalten Gäste und Touristen der gesamten Schwäbischen Alb seit Juli 2020 als Zusatzleistung bei einem der mehr als 140 teilnehmenden Übernachtungsbetriebe beim Check-In. Pro Übernachtung erhält man einen Nutzungstag, der während des Aufenthalts frei gewählt werden kann. Mit der AlbCard können viele Attraktionen sowie der öffentliche Nahverkehr kostenlos genutzt werden.
Auch Einheimische können die AlbCard nutzen, indem diese ihren Besuch des nächsten Ausflugsziels oder deren nächste Wanderung oder Radtour mit einer Übernachtung bei einem teilnehmenden Betrieb verbinden.

## Kultur, Sprache und Traditionen

### Sprachraum
Der Höhenzug liegt an der Grenze des niederalemannischen Sprachraums zum Schwäbischen (vgl. hierzu: Heuberg-Schwäbisch). Von Osten nach Westen hin nehmen die niederalemannischen Merkmale des Dialekts ab, während die Schwäbischen zunehmen. Für Hochdeutschsprecher ist der Dialekt oft schwierig zu verstehen. Das Schwäbische der Albhochfläche weist noch viele eigentümliche, regionsspezifische Vokabeln auf, die „Verneuhochdeutschung“ ist weit weniger fortgeschritten als im Tiefland-Schwäbischen.

### Fastnacht
Die schwäbisch-alemannische Fasnacht wird auf dem Großen Heuberg noch recht traditionell gefeiert.
Die einzelnen ortsansässigen Narrenzünfte der Region sind als sogenannte Narrenfreunde Heuberg organisiert. Dieser Zusammenschluss ist seit 2012 Mitglied bei der Arbeitsgemeinschaft Süd-West-Deutscher Narrenvereinigungen und Verbände. Dieser Verband setzt sich aus 13 Narrenvereinigungen aus Südwestdeutschland zusammen und vereinigt ca. 600.000 Mitglieder, die das Kulturgut, Bräuche und Sitten der Schwäbisch-alemannischen Fasnet pflegen.

Narrenfiguren am Beispiel der Narrenzünfte Wehingen und Gosheim
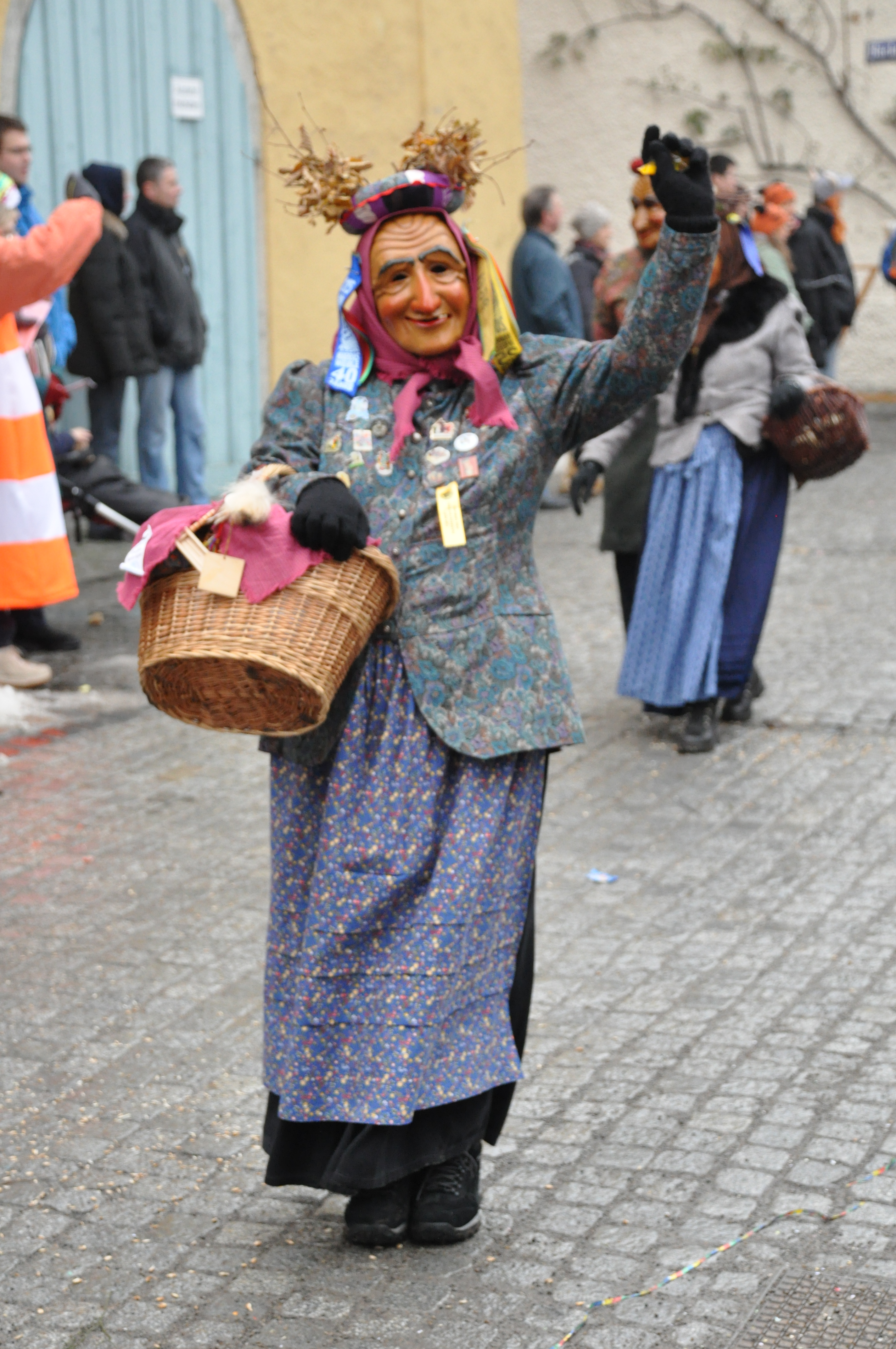
Das Harrasweible
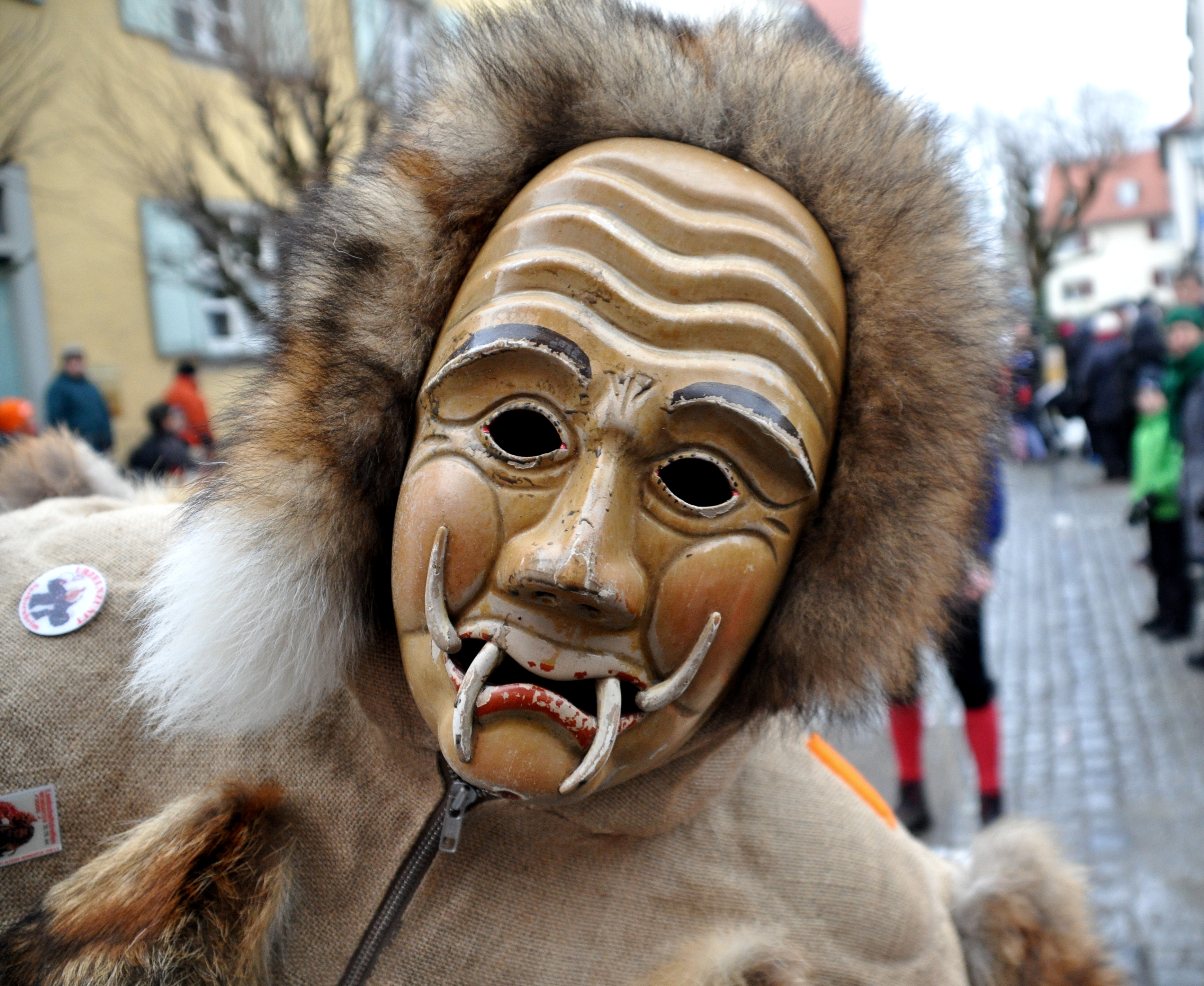
Der Pfhus
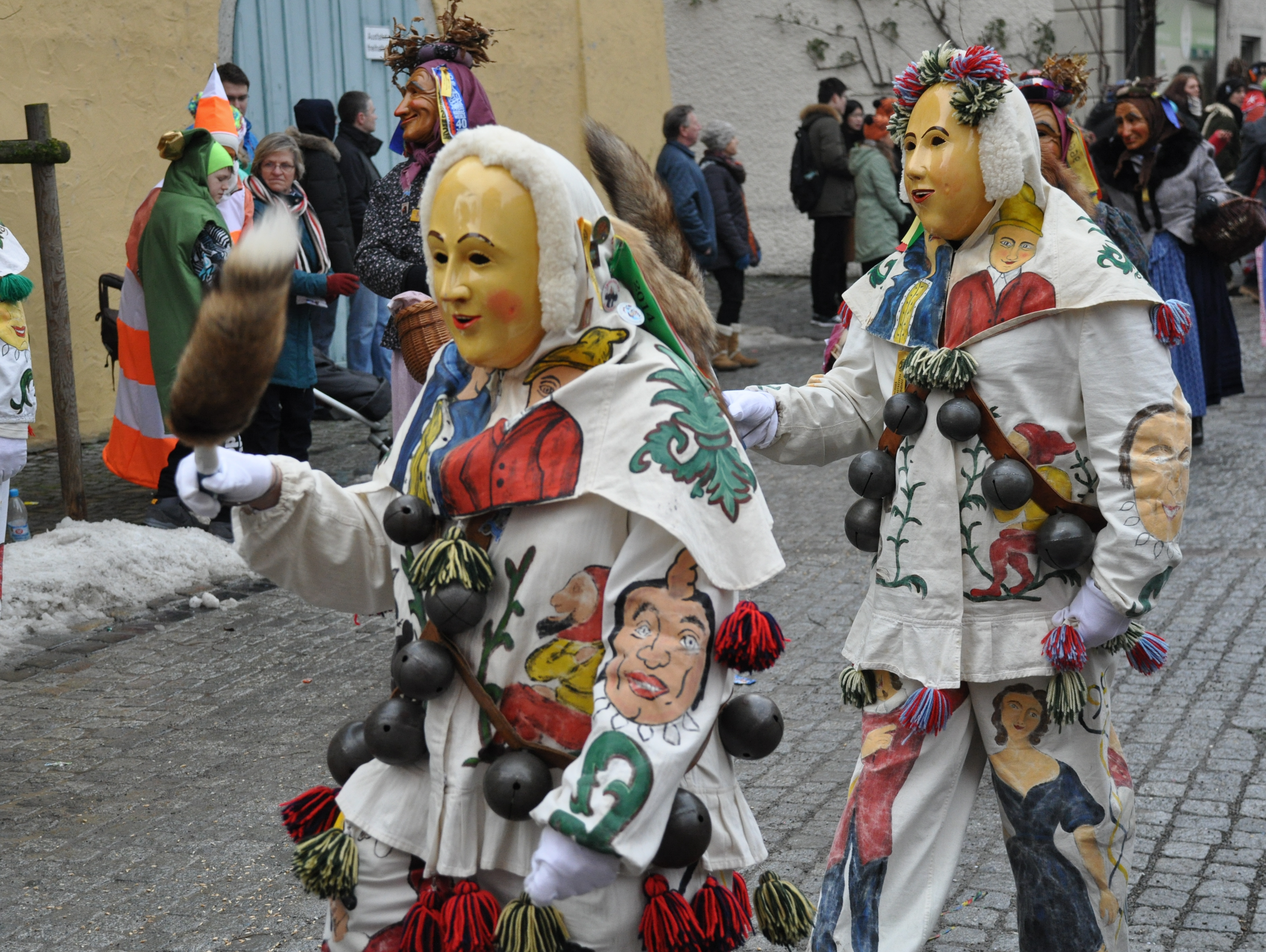
Der Schellennarr
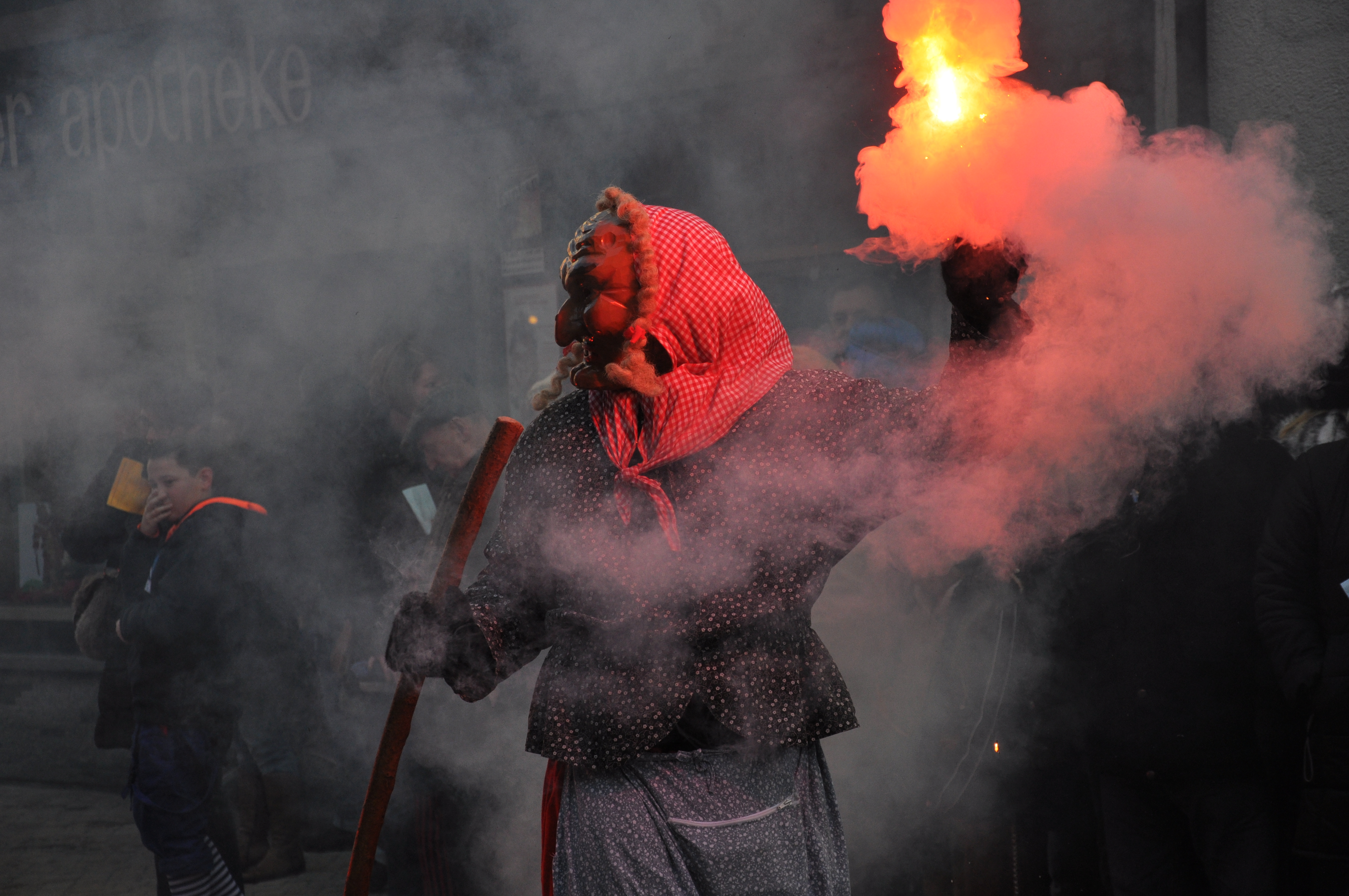
Eine Gosheimer Hexe

### Sagen und Märchen
Von ruhelosen Toten, hilfreichen Erdgeistern und Zwergen, Hausgeistern und Kobolden, vom Wilden oder Mutesheer, von verborgenen Schätzen und gefährlichen Spukerscheinungen oder vom Teufel erzählten sich die Heubergbewohner einst eine Fülle von Geschichten. Schauplatz solch unheimlicher Begegnungen können die ehemaligen Burgen und Schlösser oder bizarre Felsformationen und Höhlen sein, aber auch ganz gewöhnliche Dörfer oder Weiler. Einst unterhielten sich die Menschen zudem mit Legenden, Zauber- und Novellenmärchen, mit Ortsneckereien oder Schildbürgergeschichten und mit Schwänken, die ebenfalls in großer Zahl überliefert sind.

### Denkinger Albabtrieb

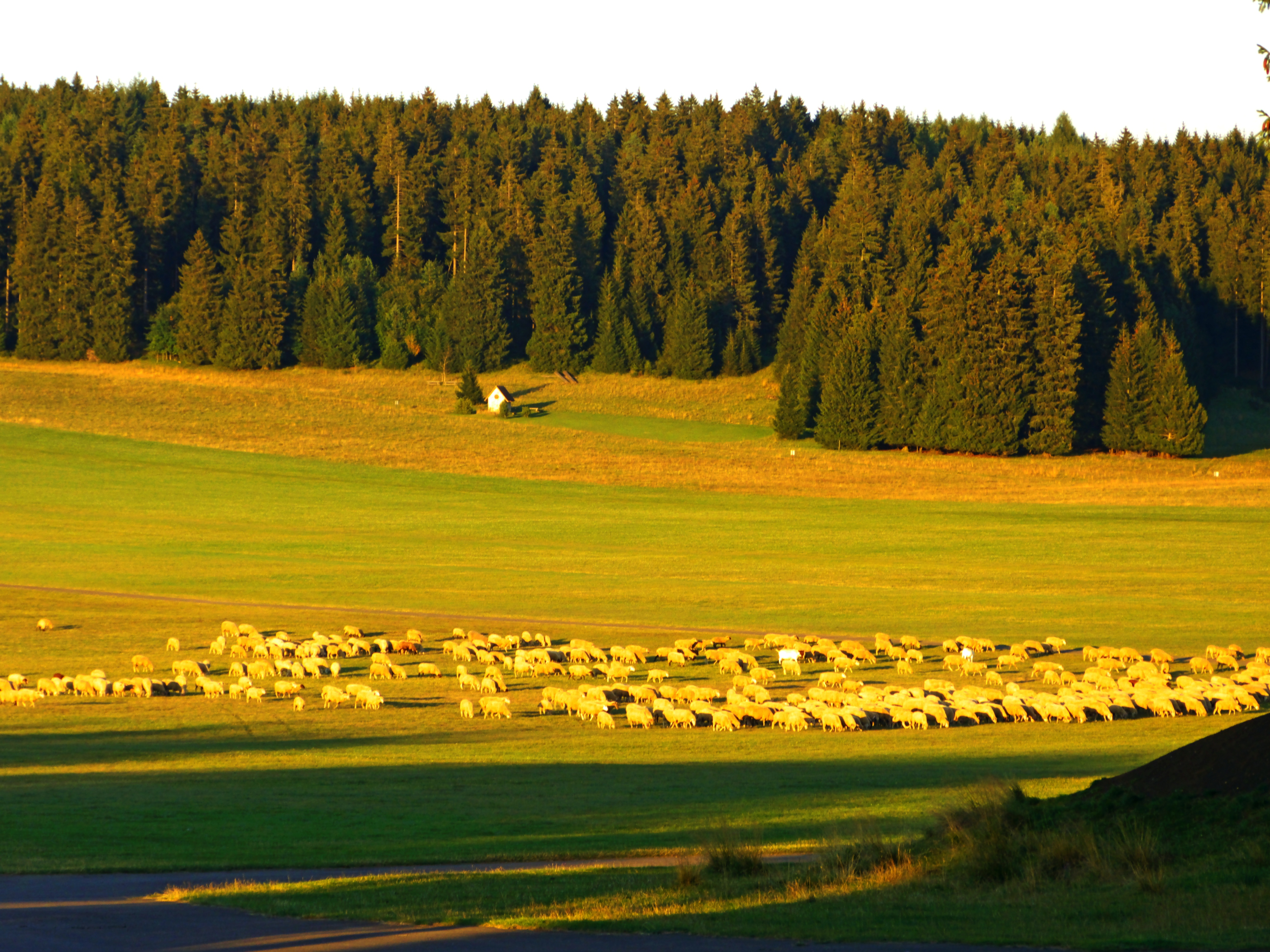
Schafherde auf der Sommerweide am Klippeneck

Seit 2006 veranstaltet die Gemeinde Denkingen alle drei Jahre den landesweit größten und wohl einmaligen Albabtrieb, durchaus in gewisser Parallelität zum Almabtrieb, wie er alpenländische Tradition ist. Hierbei wird die Schafherde von der Sommerweide auf dem Klippeneck durch den Ort auf die Herbstweide im Albvorland getrieben. Begleitet wird die Herde von einem Festumzug aus Trachtengruppen und Musikkapellen. Im Jahr 2018 lockte der Denkinger Albabtrieb mehr als 30.000 Besucher an.

### Museen

#### Museum für Volkskunst in Meßstetten
Das Museum für Volkskunst zeigt auf vier Etagen über 1300 ausgewählte, qualitativ hervorragende Objekte der Volkskunst. Die Exponate stammen vorwiegend aus dem süddeutschen Sprachraum und wurden im Zeitraum vom 17. bis 19. Jahrhundert geschaffen. Informative Tafeln erklären deren Ursprung.
Die figürlichen Darstellungen am Objekt zeigen Erzählfreudigkeit, humorvolle Alltagsszenen sind gemalt, gestickt, geritzt und geschnitzt, Gegenstände des täglichen Lebens mit künstlerischer Akribie verziert.
Mit überlieferten und selbsterfundenen Sprüchen äußern die Menschen ihre Gedanken und Gefühle. Häufig waren aber auch kulturelle Begebenheiten, Bräuche oder auch Aberglaube Anlass für die Schaffung der dargestellten Objekte. So z. B. bei den Figurenpaaren aus dem Basler Totentanz von Anton Sohn. Mit dem Totentanz sollte mahnend daran erinnert werden, dass der Tod jeden, ungeachtet seines Standes und Alters, plötzlich aus dem Leben reißen kann. Der Figur des Todes ist jeweils ein Repräsentant eines Standes oder Berufs gegenübergestellt. Im Museum für Volkskunst sind 12 von insgesamt 42 dieser sehr seltenen Figurenpaare zu sehen.
Viele Ausstellungsstücke öffnen dem Betrachter ein Tor in frühere Zeiten und geben Einblicke in die Lebensweise der Menschen.
Die vielfältigen Möglichkeiten des volkskünstlerischen Gestaltens werden im Museum in viele unterschiedliche Themenbereichen zusammengefasst und dargestellt.

#### Heimatmuseum Hossingen
Das Heimatmuseum Hossingen zeigt bäuerliche Möbel sowie handwerkliche und landwirtschaftliche Arbeitsgeräte vergangener Tage. So vermittelt es einen Eindruck der Lebensumstände auf der „Rauen Alb“ in früheren Zeiten. Untergebracht ist das Museum im ehemaligen Back- und Waschhaus. Es wurde um die Jahrhundertwende erbaut und diente von 1938 bis 1960 als Milchsammelstelle. 1970 erwarb die Ortsgruppe Hossingen des Schwäbischen Albvereins das Gebäude, baute es 1971 um und richtete das Heimatmuseum ein. Das Museum öffnet nach Absprache.

#### Heimatmuseum Tieringen
Zur Erhaltung von alten Gegenständen aus Haushalt und Landwirtschaft wurde im Gebäude der Tieringer Grundschule ein kleines Heimatmuseum eingerichtet.
Auf Initiative etlicher Alt-Tieringer wurde schon in den 1960er Jahren damit begonnen, alte Gegenstände zu sammeln, um sie der Nachwelt zu erhalten.
Die Sammlung zeigt hauptsächlich Motive aus dem bäuerlichen Haushalt und der Landwirtschaft. Die ältesten Stücke sind etwa aus dem Jahre 1750. Handwerkliche Geräte und Gegenstände von der Feuerwehr sowie vom Vereins- und Dorfleben in den früheren Jahren runden das Bild ab.
Eine Wand ist dem Andenken von Matthias Koch gewidmet. Seine Gedichte und Erzählungen in schwäbischer Mundart spiegeln das Leben der Tieringer um die Jahrhundertwende bis etwa 1930 wider. Seine scharfe Beobachtungsgabe, gepaart mit Heimatverbundenheit und schwäbischem Humor, machen ihn zu einem unvergessenen Chronisten seiner Zeit.

## Sonstiges

### Flugzeugabsturz 1945
Am 1. März 1945 war am Heuberg eine ohrenbetäubende Explosion zu hören, als gegen Kriegsende eine sogenannte Wunderwaffe getestet wurde. Das Raketenflugzeug vom Typ Bachem Ba 349 (Natter) stürzte hinter einem Pferdehof bei Nusplingen ab, der Pilot Lothar Sieber starb.

### Film
Im Jahr 1980 erschien die vom Südwestfunk gedrehte Dokumentation Der Heuberg Film – Wo die Not das Drehen lehrte, die damals von der Bevölkerung aufgrund kritischer Betrachtung der damaligen Arbeitgeber, aber auch der Betriebsräte, zum Teil als verzerrend und negativ empfunden wurde. 2023 wurde ein Neuer Heubergfilm von Sponsoren finanziert gedreht.